# Mari (Syrie)
Sauf précision contraire, les dates de cet article sont sous-entendues « avant l'ère commune », c'est-à-dire « avant Jésus-Christ ».
Pour les articles homonymes, voir Mari.
Mari (en arabe : mārī, مــاري) est une ancienne cité dont l'emplacement se trouve sur le site actuel de Tell Hariri (en arabe : tall al-ḥarīrī, تل الحريري), situé à l'extrême sud-est de la Syrie sur le moyen Euphrate, à 11 kilomètres d'Abou Kamal et à une dizaine de kilomètres de la frontière irakienne.
Fondée dans les premiers temps du IIIe millénaire av. J.-C. sur la rive droite de l'Euphrate et légèrement à distance du fleuve, elle se présente dès cette première période (« Ville I », c. 2900-2550 av. J.-C.) comme une ville circulaire protégée par deux enceintes. Les niveaux de cette période n'ont été atteints qu'en un nombre limité d'endroits, mais donnent l'impression d'une ville active, notamment dans l'artisanat, et bien insérée dans les réseaux d'échanges à longue distance.
La seconde période de Mari (« Ville II », v. 2550-2250 av. J.-C.) débute par une refondation de la ville après un terrassement des constructions antérieures, qui reprend les éléments principaux de l'urbanisme antérieur. Plusieurs monuments majeurs sont connus pour cette période, des temples, qui ont livré un abondant matériel votif : des statuettes de personnages en prière, des fragments de gravures en coquille, des éléments de parure, des objets en métal, etc. qui témoignent de la prospérité de la ville et à nouveau de sa place importante dans les échanges à longue distance. Les fouilles des niveaux de cette période ont également mis au jour des espaces domestiques, artisanaux et commerciaux (un « Souk »). Pour les dernières décennies de la période, des documents cunéiformes provenant du site, et surtout d'un autre site syrien, Ebla, indiquent que le royaume de Mari est l'un des plus puissants de la région. Cette période s'achève néanmoins par un défaite et une destruction de la ville, causées par les armées de l'empire d'Akkad.
La troisième grande phase de l'histoire de Mari (« Ville III », v. 2250-1760 av. J.-C.) commence par la reconstruction de la ville sous la direction de monarques qui portent le titre de šakkanakku. C'est durant cette période qu'est bâti le Grand Palais Royal qui est le monument le plus fameux du site. La fin du XIXe siècle av. J.-C. est marquée par l'arrivée de rois d'origine amorrite sur le trône de la ville. Cette phase qui s'étend d'environ 1810 à 1760 av. J.-C. est documentée par les milliers de tablettes mises au jour dans le palais royal, surtout des lettres et des documents administratifs, qui fournissent une grande quantité d'informations sur la société, la vie politique, diplomatique et religieuse de l'époque, ainsi que sur diverses activités qui intéressent les gestionnaires du palais qui ont écrit ces documents. 
La ville est prise et détruite entre 1761 et 1759 av. J.-C. par les troupes du roi Hammurabi de Babylone. Elle ne redevient pas la capitale d'un royaume important et périclite, les fouilles archéologiques n'ayant révélé pour les phases postérieures à la destruction que quelques espaces domestiques et artisanaux et surtout des tombes.
Mari a été redécouverte par hasard en 1933 et des fouilles s'y sont déroulées d'abord par André Parrot (jusqu'en 1974). L'exploitation archéologique du site s'interrompt en 2010 avec le déclenchement de la guerre civile syrienne. Dans les années qui suivent le site a subi d'importantes destructions qui ont endommagé de manière irréversible les principaux monuments antiques.

## Situation géographique et culturelle
Le site de Tell Hariri est situé sur la rive droite de l'Euphrate, dans une zone où la vallée est incisée dans des plateaux calcaires, mais est à cet endroit relativement large (5 kilomètres), sur une terrasse fluviale à l'écart du cours du fleuve et de ses crues. Les terres de fonds de vallée sont fertiles mais cet endroit se trouve dans une zone aride où les précipitations ne permettent pas à elles seules le développement de l'agriculture, qui ne peut donc se faire qu'en recourant à l'irrigation. L'Euphrate constitue du reste une voie de circulation naturelle, dont les habitants de Mari ont su tirer profit pour se développer.
Mari dispose également d'une position exceptionnelle entre la Syrie et la Basse Mésopotamie, sur des routes caravanières et fluviales importantes, ce qui explique qu'elle soit difficile à classer culturellement, à la croisée des traditions culturelles syriennes et mésopotamiennes.

## Redécouverte, fouilles et études

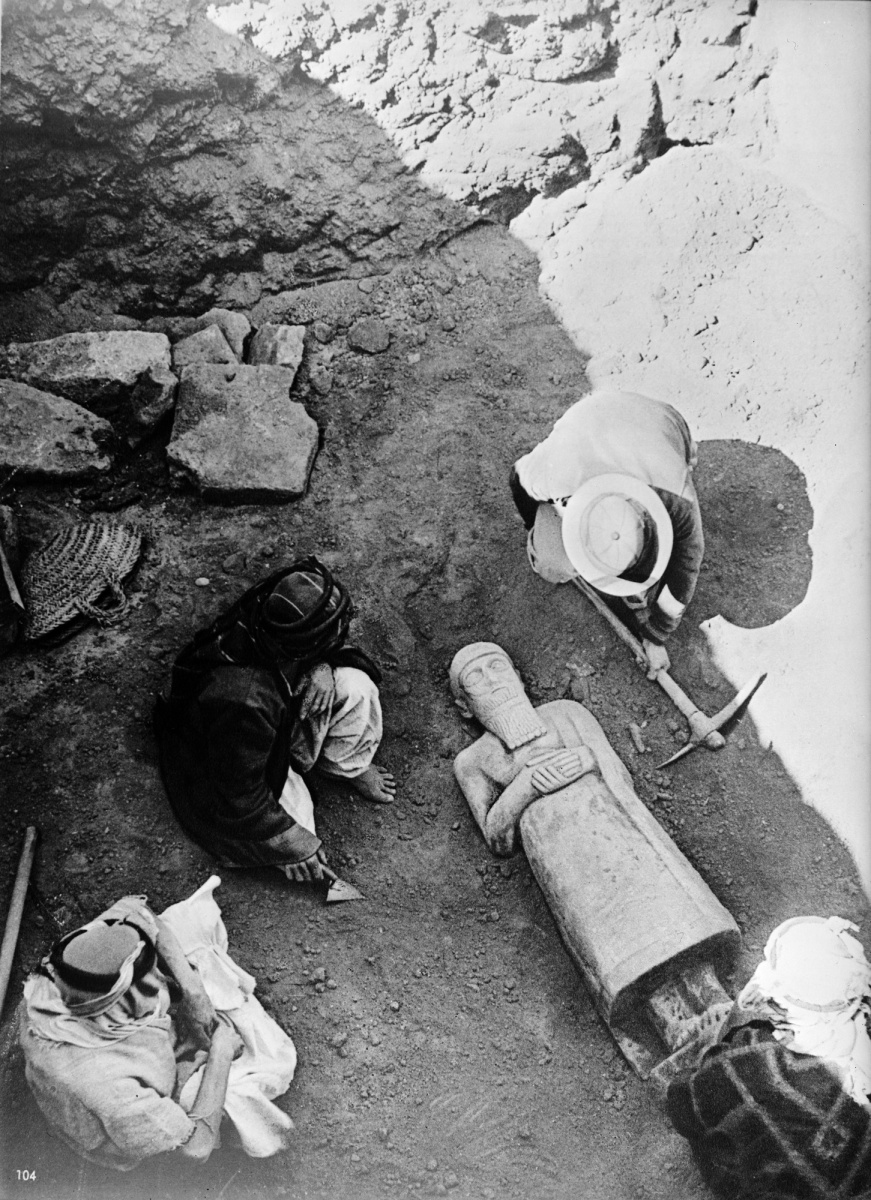
Dégagement de la statue du šakkanakku Ishtup-Ilum dans la salle du trône du palais royal. Photographie d'André Bianquis, 14 mars 1936.

Au début du mois d'août 1933, un bédouin, en creusant la terre au sommet d'une colline, le tell Hariri, pour déterrer une pierre et inhumer un des siens, trouve la statue acéphale d'un personnage aux mains jointes avec une inscription en cunéiforme. Il se présente au lieutenant français Cabane, inspecteur-adjoint de la région Abou-Kémal, qui prévient la direction des Antiquités à Beyrouth, laquelle alerte le musée du Louvre dont le conservateur en chef René Dussaud propose un archéologue pour aller étudier le site, le conservateur du Département des Antiquités orientales André Parrot. Il est justement disponible avec son équipe depuis l'arrêt des fouilles des sites irakiens de Girsu et de Larsa, dont le musée vient de cesser le financement car l'Irak avait décidé d'arrêter de laisser les pays occidentaux emporter chez eux une partie des trouvailles effectuées par leurs archéologues. Les archéologues français peuvent alors se rabattre sur la Syrie voisine, qui est sous mandat français et ne pose donc pas le même type de conditions, et dont les sites antiques ont été très peu fouillés (un autre site antique majeur, Ras Shamra, l'antique Ugarit, vient à peine d'être redécouvert).
Les équipes de Parrot fouillent le site dès décembre 1933. En janvier 1934 elle sort la statue inscrite du roi Ishqi-Mari, alors lu Lamgi-Mari, qui permet d'identifier le site comme étant l'antique Mari. Six campagnes ont lieu entre 1933 et 1938 dans le temple d'Ishtar puis dans le palais royal et enfin la zone des temples. Elles mettent au jour de nombreuses trouvailles qui font sensation, notamment les statues du temple d'Ishtar, le vaste palais royal et ses milliers de tablettes cunéiformes, les  deux lions de cuivre du soi-disant « temple de Dagan », la Haute Terrasse. Les fouilles reprennent en 1951, toujours sous la direction de Parrot. Jusqu'en 1954 elles explorent le secteur des temples et dégagent plusieurs édifices. La crise de Suez provoque une nouvelle interruption des fouilles jusqu'en 1960. Parrot dirige onze campagnes jusqu'en 1974, dans le secteur de la Haute Terrasse puis le palais dont les niveaux plus anciens (« présargoniques ») sont fouillés. En 1979, les fouilles reprennent sous la direction de Jean-Claude Margueron, qui dirige une vingtaine de campagnes jusqu'en 2004. Elle développe de nouvelles approches : plusieurs chantiers sont ouverts en même temps, avec notamment pour objectif de mieux comprendre l'urbanisme de la ville et son évolution, ainsi que l'intégration de la ville dans son espace régional. Cela conduit notamment à la mise en évidence de l'existence d'une première phase plus ancienne que celles fouillées jusqu'alors, approchée en quelques endroits, redéfinissant la chronologie de la ville en trois grandes périodes,. Les résultats des fouilles sont publiés dans la revue Syria, puis dans la série Mission archéologique de Mari (MAM) dans l'après-guerre. Parrot en 1974 et Margueron en 2004 publient des ouvrages reprenant les résultats des travaux qu'ils ont effectués à Mari.
Un plan de sauvegarde et de restauration des monuments du site, qui subissent une érosion rapide une fois dégagés, est mis en place à partir de 1997 dans l'Enceinte sacrée puis les Grand Palais Royal, ce qui s'accompagnait d'une mise en valeur pour le tourisme (ouverture d'un centre d'accueil pour visiteurs en 2009).
Depuis 2005 l'équipe de fouilles est dirigée par Pascal Butterlin et explore jusqu'en 2010 le centre monumental et de nouveaux secteurs en périphérie de la ville. Le conflit syrien met fin aux fouilles et les travaux se poursuivent autour de l'exploitation des résultats des fouilles antérieurs dont les données sont conservées en France, y compris ceux des premières campagnes. Les dégâts majeurs que subit le site depuis 2012 (voir plus bas) font également l'objet de travaux d'expertise. En plus des destructions des bâtiments antiques, la maison de fouilles du site a été détruite, avec les archives qui y étaient conservées. Depuis 2015 le site patrimoine du Ministère de la Culture français présente au public les résultats de ces travaux,.
Les archives scientifiques des fouilles archéologiques de Mari sont déposées au Pôle archives de la Maison des Sciences de l’homme Mondes.
La redécouverte des tablettes du palais royal de Mari, dès les débuts des fouilles et pour l'essentiel entre 1934 et 1937, puis leur traduction ont révélé un monde insoupçonné, dans une région jusqu'alors considérée comme située à l'écart de la civilisation mésopotamienne et de sa culture raffinée, et offert une grande quantité d'informations sur des sujets politiques, religieux, administratifs et autres, ainsi que des éclairages sur le contexte culturel biblique, ce qui ne manquait pas d'éveiller l'intérêt d'un public académique et cultivé. Les tablettes découvertes sont alors expédiées en totalité à Paris mais restent la propriété de la Syrie, alors que le principe est celui du partage des découvertes. Après avoir été copiées et photographiées, elles ont toutes été restituées en 2005 et sont pour la plupart entreposées au musée de Deir ez-Zor. Elles n'ont pas été intégralement publiées. La publication est assurée par des équipes à Paris, d'abord dirigées par G. Dossin. En 1950 paraît le premier volume de la série des Archives Royales de Mari (ARM), visant à publier les tablettes issues des fouilles du palais royal. G. Dossin assure la direction des travaux jusqu'en 1978 quand J.-M. Durand le remplace. Dans un premier temps, les lettres sont publiées en fonction de leurs expéditeurs, tandis que les textes administratifs étaient publiés par lieu de découverte, puis de manière thématique à l'initiative de M. Birot. Le principe des dossiers thématiques s'impose par la suite, en intégrant les études historiques (qui étaient auparavant publiées à part, dans des articles), par le biais de la série des ARM et aussi de celle intitulée Florilegium Marianum (FM). Les textes de Mari sont mis en ligne en transcription et traduction sur le site ARCHIBAB. Peu de synthèses générales sont consacrées au contenu de ces textes : les entrées en français sur Mari/Tell Hariri dans le Reallexikon der Assyriologie et surtout le Supplément au Dictionnaire de la Bible, et des anthologies de lettres avec commentaires (en français par J.-M. Durand, en anglais par W. Heimpel et J. Sasson). Les documents mis au jour durant les campagnes postérieures à 1998 sont confiés à une équipe dirigée par A. Cavigneaux.

## La fondation et la Ville I (v. 2900-2550)
Les premiers niveaux d'occupation remontent au début du IIIe millénaire, mais cette période est mal connue car elle n'a été redécouverte et étudiée qu'à partir des années 1990. Elle est difficile d'accès car elle est recouverte par les niveaux plus récents et n'a été approchée par les fouilleurs que ponctuellement (J.-C. Margueron parle de « points de rencontre »). De plus son dernier niveau a disparu car il a été arasé lors de la refondation de la ville au début de la Ville II. Il n'empêche que plusieurs éléments importants sont apparus lors de l'étude de cette période,.
Les textes ne sont d'aucun secours pour la connaissance de cette période : aucune tablette n'a été mise au jour à Mari et les sources extérieures contemporaines ne la documentent pas. Le fait qu'une dynastie de Mari apparaisse dans la Liste royale sumérienne, texte historiographique largement postérieur à cette époque, ne doit probablement pas être interprété comme une information fiable.

### Une ville nouvelle
La découverte de la Ville I lors des fouilles dirigées par J.-C. Margueron a conduit à une nouvelle lecture de la fondation de Mari par ce dernier, qui se produit vers 2900 av. J.-C. Selon cette analyse, il s'agit d'une ville nouvelle, créée à partir de rien par un pouvoir politique afin de contrôler des axes commerciaux,,, :

« La Ville I résulte d’une opération d’une ampleur exceptionnelle : la fondation ex nihilo d’une ville nouvelle dans la vallée de l’Euphrate syrien, pour contrôler les échanges et en tirer profit, sur un axe majeur de circulation – d’abord fluvial puis aussi terrestre – entre l’Anatolie et la Mésopotamie méridionale. »

L'équipe de fouilles du site a identifié sur le terrain trois anciens canaux principaux qu'elle attribue également à cette époque, qui accompagnent la fondation de la ville : un canal d'alimentation de la ville, qui passe à l'intérieur de celle-ci et sert notamment à fournir un accès à l'eau à ses habitants (aucun puits n'a été identifié sur le site) ; un canal d'irrigation sur la rive droite de l'Euphrate, qui alimente la campagne entourant la ville (l'agriculture étant impossible sans apport artificiel d'eau en raison de l'aridité de la région) ; un canal de transport sur la rive gauche (connu actuellement sous le nom de Nahr Dawrin), partant du Khabur et longeant l'Euphrate sur plus de 120 km de long, qui sert à raccourcir et faciliter le transport fluvial dans la région,. Il est impossible de dater même vaguement le creusement de ces trois canaux, aussi cette reconstitution ne s'appuie sur aucune preuve déterminante. Elle résulte d'une déduction « logique » : « la fondation de Mari est subordonnée à la réalisation de ce réseau, volontairement installé pour répondre à une organisation basée sur les échanges. » Sans ces éléments la fondation de Mari dans ce lieu ne serait pas justifiée et donc inexplicable. Et d'un autre côté Mari est le seul centre politique qui ait existé dans la région par le passé et qui serait en mesure d'entreprendre ces aménagements. Ces propositions ont été contestées, et d'autres dates, postérieures à l'existence de Mari, ont été proposées pour le creusement de ces canaux, qui n'apparaissent pas clairement dans les sources écrites antiques.

### Constructions et activités
Les traits généraux de l'urbanisme de Mari tels qu'ils sont connus pour les périodes postérieures semblent bien posés dès la fondation de la Ville I : c'est déjà une ville de forme grossièrement circulaire (ou plus exactement polygonal), d'environ 1 900 mètres de diamètre, comprenant un rempart extérieur qui est plutôt une digue destinée à la protéger des crues de l'Euphrate et un rempart intérieur situé 300 mètres plus loin, plus massif et à vocation défensive (qui serait plutôt une construction datant de la Ville II selon les recherches récentes). La voirie semble déjà suivre l'organisation des périodes suivantes, un centre monumental semble déjà présent dans le futur secteur des temples des Villes II et III, en revanche aucun édifice de type palatial n'a été identifié.
En plusieurs endroits est apparue une couche de préparation qui se trouve sur le sol vierge, comprenant de la terre et des cendres, peut-être constituée à partir de remblais obtenus par le creusement du canal qui traverse la ville,. La période peut être subdivisée en trois niveaux archéologiques principaux, eux-mêmes subdivisés en plusieurs phases. Un événement-clé dans l'urbanisme de la période est une destruction massive qui a lieu vers 2750, sans doute causée par un tremblement de terre.
Peu de constructions de la période ont été approchées, et toujours de façon partielle. La plus importante est le « Bâtiment aux fondations de pierre », dans le niveau le plus ancien du secteur du futur temple d'Ishtar, qui comme son nom l'indique a des fondations en blocs de pierre épais, peut-être un édifice à vocation administrative. Un mur à décor de niche dégagé sous le futur temple de Ninhursag pourrait indiquer la présence d'un temple plus ancien. Des vestiges d'habitats domestiques ont été identifiés en plusieurs endroits sur plusieurs couches, ainsi que des traces d'activités artisanales qui sont une caractéristique importante de ces niveaux,. Les résidences de ces périodes paraissent suivre un modèle répandu en Haute Mésopotamie et au Levant au début du IIIe millénaire av. J.-C., relativement simple : une pièce rectangulaire, donnant sur une cour à ciel ouvert entourée de dépendances.
Une quarantaine de sépultures ont également été mises au jour dans les différents lieux fouillés pour la période. Elles sont vraisemblablement situées sous les résidences. Les corps sont inhumés en position allongée, couchés sur un côté ou sur le dos, accompagné de céramiques, d'armes, d'outils et éléments de parures. Cinq tombeaux monumentaux en pierre ont été mis au jour en deux endroits, associés par groupe de deux et trois, couverts par une voûte en encorbellement. Trois tombeaux en pierre et voûtés en encorbellement ont été creusés à l'emplacement de l'ancien Bâtiment aux fondations de pierres, apparemment juste après la fin de la Ville I. De la céramique écarlate y a été retrouvée.
Les activités économiques sont représentées par plusieurs traces d'ateliers, mises au jour dans plusieurs des sondages. Cela indique que l'activité manufacturière est alors dispersée dans la ville et mêlée aux habitations. Un atelier de charron a été mis au jour, avec des restes de roue préservés par le bitume qui la recouvrait ; c'est une découverte majeure pour l'histoire des premières roues en Syrie et Mésopotamie. Plusieurs fours de potiers ont été dégagés dans plusieurs parties du site. Une installation comprenant deux jarres enterrées jusqu'au col pourrait avoir servi à une activité de teinturerie. La métallurgie du cuivre est une autre activité artisanale bien documentée, grâce à la présence d'objets et d'installations telles que des foyers, des fosses à scories, des tuyères, des creusets et peut-être des restes de soufflerie. Cela pourrait refléter une spécialisation de la Ville I. Mari avait en effet été érigée sur des routes commerciales sur lesquelles transitaient des métaux, position qui aurait alors été exploitée pour développer l'artisanat métallurgique. Le travail de l'or est peut-être aussi attesté par un vase qui pourrait avoir servi pour la coupellation,. De nombreuses pièces de silex ont également été mises au jour dans les niveaux de la Ville I. Il s'agit surtout d'une production domestique ne nécessitant pas d'expertise technique, employée notamment pour fabriquer des lames d'outils agricoles comme des faucilles.
Le dernier niveau de la période n'est pas connu, puisque les bâtisseurs de la Ville II l'ont détruit lorsqu'ils ont arasé le tell afin d'entreprendre leurs travaux,.

## La Ville II et le royaume archaïque (v. 2550-2250)

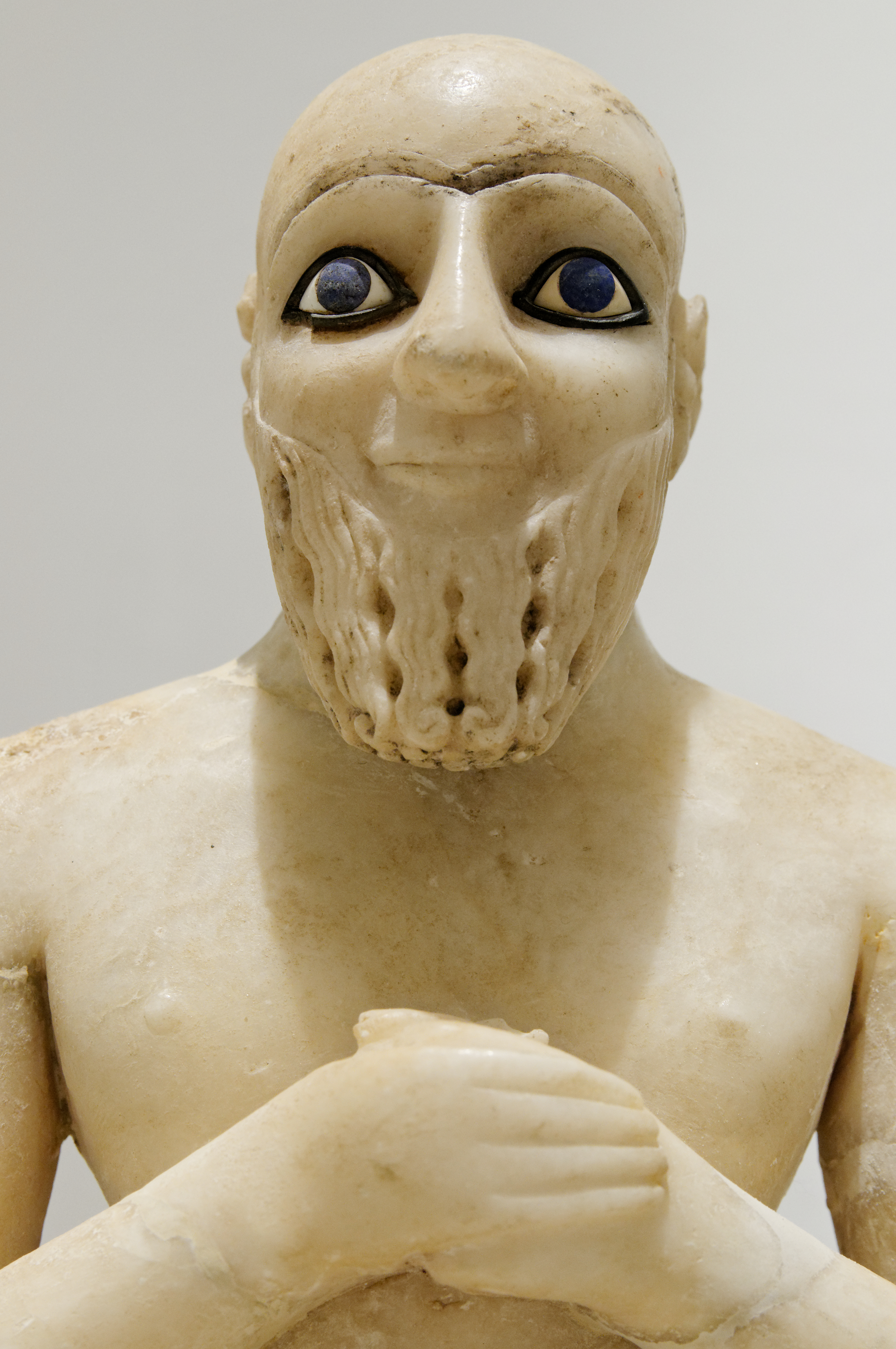
Le « capitaine » Ebih-Il, dignitaire du royaume de Mari, v. 2400 av. J.-C., musée du Louvre.

La ville connaît un affaiblissement à la fin de la période I pour une raison inconnue. Elle redevient une métropole importante au milieu du IIIe millénaire, et s'épanouit dans les deux siècles qui suivent, durant la période des dynasties archaïques III B. C'est la période pour laquelle l'urbanisme et l'architecture de la ville sont les mieux connus. D'importants objets d'art ont également été mis au jour dans les édifices de cette époque. En revanche l'histoire politique de la période est très mal connue, malgré la découverte de quelques inscriptions et tablettes cunéiformes et l'apport des archives d'Ebla. La période s'achève par la destruction de la ville et de son royaume, sans doute sous les coups des armées de Sargon d'Akkad.

### Reconstruction et urbanisme

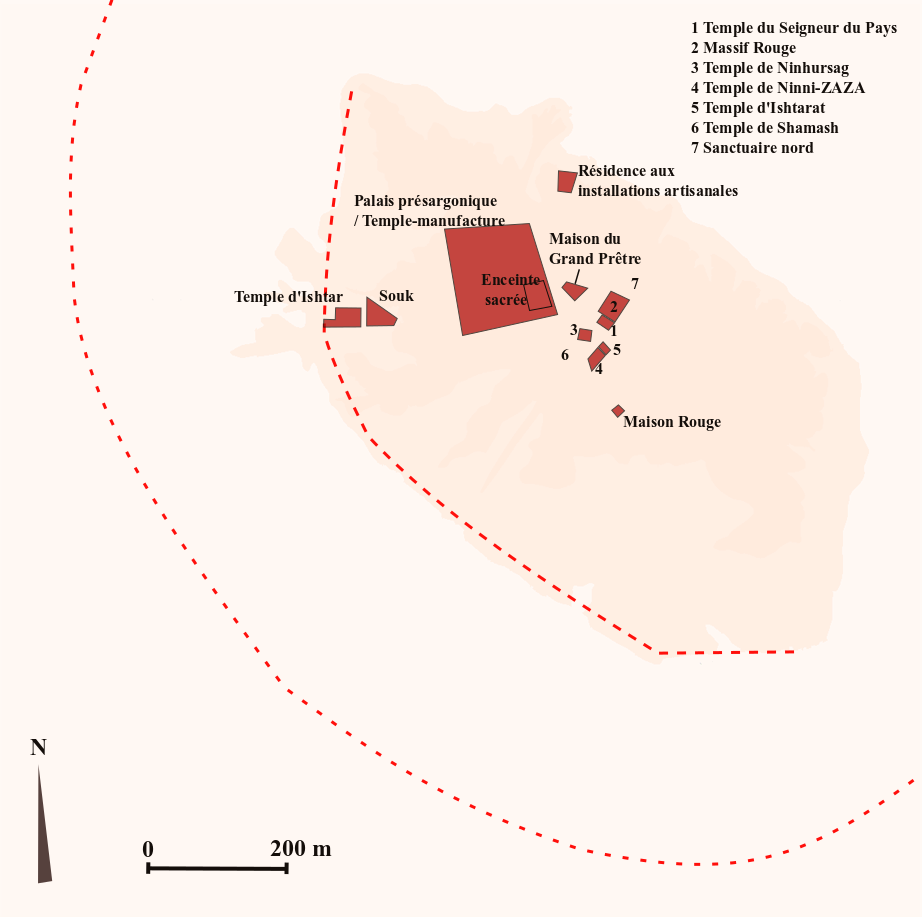
Localisation des principaux bâtiments fouillés pour la Ville II de Mari.

Il est impossible de déterminer si la ville a été abandonnée à la fin de la période précédente. Elle est en tout cas reconstruite vers 2550 av. J.-C. C'est le produit d'un projet planifié de manière rigoureuse et globale, qui nécessite un important chantier à l'échelle de toute la ville. Il se repose en bonne partie sur les caractéristiques de la cité précédentes : les dimensions du site restent les mêmes, les murailles sont au même emplacement (la muraille intérieure semblant avoir été construite à ce moment), et, si on admet son existence, le système de canaux qui aurait été construit au moment de la fondation de la ville est rétabli. Les travaux commencent par un nivellement général du site, égalisant sa surface autour de 1,75 mètre de hauteur (et faisant donc disparaître les niveaux finaux de la Ville I). Cela suppose que l'ensemble du site ait été inhabité à ce moment, ou du moins occupé seulement par des structures précaires, et qu'une importante quantité de terre ait été enlevée du site, pour être transportée on ne sait où. Après cela, est mise en place une infrastructure urbaine compartimentée. La voirie est établie, reprenant le réseau radial de la période précédente : des murs de fondation sont établis pour délimiter la largeur des voies, puis une chaussée absorbante est aménagée sur celles-ci. Cela s'accompagne de la construction des murs de fondation des maisons et de leur infrastructure, avec comblement des espaces situés entre les fondations (par la terre dégagée lors du nivellement du site ?), dans les espaces résidentiels ainsi délimités. Les fondations des zones du palais et des temples reçoivent une attention particulière, les fondations du palais étant établies sur une terrasse haute d'environ 1,30 m construite avec plus de soin que les fondations trouvées dans le reste de la ville.
Les fouilles des années 2005-2009 ont confirmé ces conclusions. Elles ont également mis au jour la tombe d'un soldat, dans les fondations de la Ville II, avec un matériel archéologique datable de la phase de transition entre les Villes I et II ; peut-être s'agit-il d'un sacrifice de fondation. L'inhumation de maquettes architecturales en argile parmi les fondations ou terrassements construits au début de la Ville II pourraient également renvoyer à des rites liés à la refondation de la ville.
Les principaux éléments de la topographie urbaine sont situés au sud du centre géométrique de la cité : le « palais présargonique », désormais plutôt interprété comme un « temple-manufacture », avec en son sein l'« Enceinte sacrée », constitue le centre religieux, associé au Massif Rouge et son temple, et plus au sud d'autres sanctuaires. Le centre politique de la cité n'est pas localisé avec assurance : il pourrait être situé dans la zone du « palais », mais aucune trace caractéristique de la présence du pouvoir royal n'y a été identifiée. Le reste de la ville comprend au moins un temple (celui d'Ishtar) et des quartiers d'habitation, plusieurs ayant été dégagés partiellement, une installation collective atypique, le « Souk ». Les aménagements urbains comprennent, en plus de la voirie, des canalisations qui servent pour la récupération des eaux de pluie.
Les fouilles de 2009 ont également dégagé une partie d'une porte fortifiée de l'enceinte extérieure, à tenaille simple et renforcée par une tour saillante couvrant le passage.

### Le «palais présargonique» / «temple-manufacture»
Un imposant corps de bâtiments se trouve à l'emplacement du futur palais royal du IIe millénaire, le « palais présargonique ». Sa nature exacte est débattue : il est traditionnellement considéré comme le palais royal de cette période, connu par des textes, mais il ne présente pas les caractéristiques d'un palais : on n'y trouve ni salle du trône ni appartements luxueux, mais un sanctuaire, l'« Enceinte sacrée », et des espaces artisanaux. Il pourrait donc plutôt s'agir d'une sorte de « temple-manufacture », les ateliers servant alors aux besoins du culte. Le secteur palatial a néanmoins pu se trouver à proximité, dans une zone non fouillée.
En effet la présence du palais postérieur et son exploration a limité les possibilités de dégagement des couches plus profondes de l'époque de la Ville II, en particulier pour les phases plus anciennes. Quatre périodes d'occupation, nommées P3 à P0, ont été identifiées :
1. P3, niveau le plus ancien est repéré seulement en deux endroits, au milieu de l'Enceinte sacrée et au niveau d'une porte ;
2. P2 a livré le plan complet de l'Enceinte sacrée, un temple organisé autour d'un espace central de 16 mètres de long entouré de plusieurs pièces ;
3. P1 est connu pour la partie orientale de l'édifice, et a livré des espaces domestiques et artisanaux ; il s'achève par un incendie, lors de la prise de la ville à la fin de la période ;
4. P0 succède directement à la destruction : un terrassement est effectué, la zone de l'Enceinte sacrée est restaurée, une pièce monumentale est aménagée, peut-être une salle du trône ; ce niveau est occupé durant peu de temps[54].

### Les sanctuaires et la vie religieuse
Plusieurs temples ont été mis au jour pour les niveaux de la Ville II, et ont livré un important matériel archéologique documentant la vie religieuse.
Comme évoqué ci-dessus, le « palais présargonique » ou « temple-manufacture » est avant tout connu comme un lieu de culte, avec l'« Enceinte sacrée », qui est le plus grand temple fouillé à Mari. Elle remonte au premier niveau du secteur du palais (P3). De plan grossièrement carré, elle est organisée autour d'une cour centrale de 16 m de côté, ramenée à 12 m et dotée de deux piliers dans la dernière phase (P0), bordée d'une couronne de pièces, ouvrant au sud sur une antichambre conduisant au « lieu très saint » qui comprenait la statue de la divinité, avec un autel ou podium à pilastres et redans. L'identité de la divinité qui y réside est une énigme : un torse inscrit qui y a été retrouvé porte une dédicace à Ama-ushumgal, un des aspects du dieu Dumuzi ; le fait que ce dieu soit souvent identifié aux rois à cette période expliquerait pourquoi il est vénéré dans ce sanctuaire qui semble étroitement lié au pouvoir politique.
La zone située à l'est du palais comprend diverses constructions qui semblent liées au culte, dont la Maison du Grand Prêtre qui semble être le centre administratif du secteur sacré (voir plus bas). L'édifice monumental le plus important dégagé là se situe encore plus vers l'est : le Massif Rouge, nommé ainsi parce qu'il s'agit d'une terrasse haute construite en briques rouges. Interprétée par A. Parrot comme une ziggurat archaïque et par J.-C. Margueron comme une haute terrasse servant pour des sacrifices, de nouvelles fouilles en 2006-2009 ont abouti à une réinterprétation de son histoire et de sa place dans le quartier sacré. Dans son état initial, c'est un édifice de base rectangulaire à degré aux murs à niches et redans, qui comprend un premier étage de 5 m de hauteur, surmonté par un second étage préservé sur 1 m de hauteur, qui couvre plus de 880 m2. Il connaît deux extensions vers le nord et l'est durant la période qui porte sa surface à plus de 1 200 m2 et lui donne une forme polygonale. Le Massif Rouge s'inscrit donc dans un ensemble des bâtiments sur terrasse érigés dans des zones sacrées à cette période (des préfigurations des ziggurats), même s'il présente ses spécificités, notamment le fait d'être directement lié à d'autres édifices de culte pour constituer le plus complexe sacré de Mari. Sur son côté sud elle donne directement sur le temple du « Seigneur du Pays », manifestement une divinité majeure du panthéon mariote de cette époque (peut-être une épithète du grand dieu syrien Dagan), formant ainsi une association entre un temple bas et une terrasse. Lors des fouilles de 2009, ce secteur a livré plusieurs statuettes votives brisées. Sur son côté nord des prospections ont repéré un autre sanctuaire, étendu sur environ 1 500 m2, qui n'a pas fait l'objet de fouilles. Le « temple-tour » dégagé à l'ouest du Massif Rouge, et daté de la même époque que lui selon J.-C. Margueron, serait en réalité postérieur à la destruction de la Ville II selon les derniers résultats des fouilles du secteur,.
Au sud du temple du Seigneur du Pays se trouve le temple de la déesse Ninhursag, peut-être sa parèdre. Les autres temples du quartier sacré sont consacrés au dieu-soleil Shamash, à la déesse Ninni-ZAZA, un aspect d'Inanna/Ishtar, dont l'espace central comprenait un bétyle en son centre, et à Ishtarat, un autre aspect d'Ishtar. Un corps de bâtiment surnommé « Temples anonymes » par Parrot, a également été dégagé dans le secteur ; il pourrait dater de la période akkadienne, donc après la destruction de la Ville II.

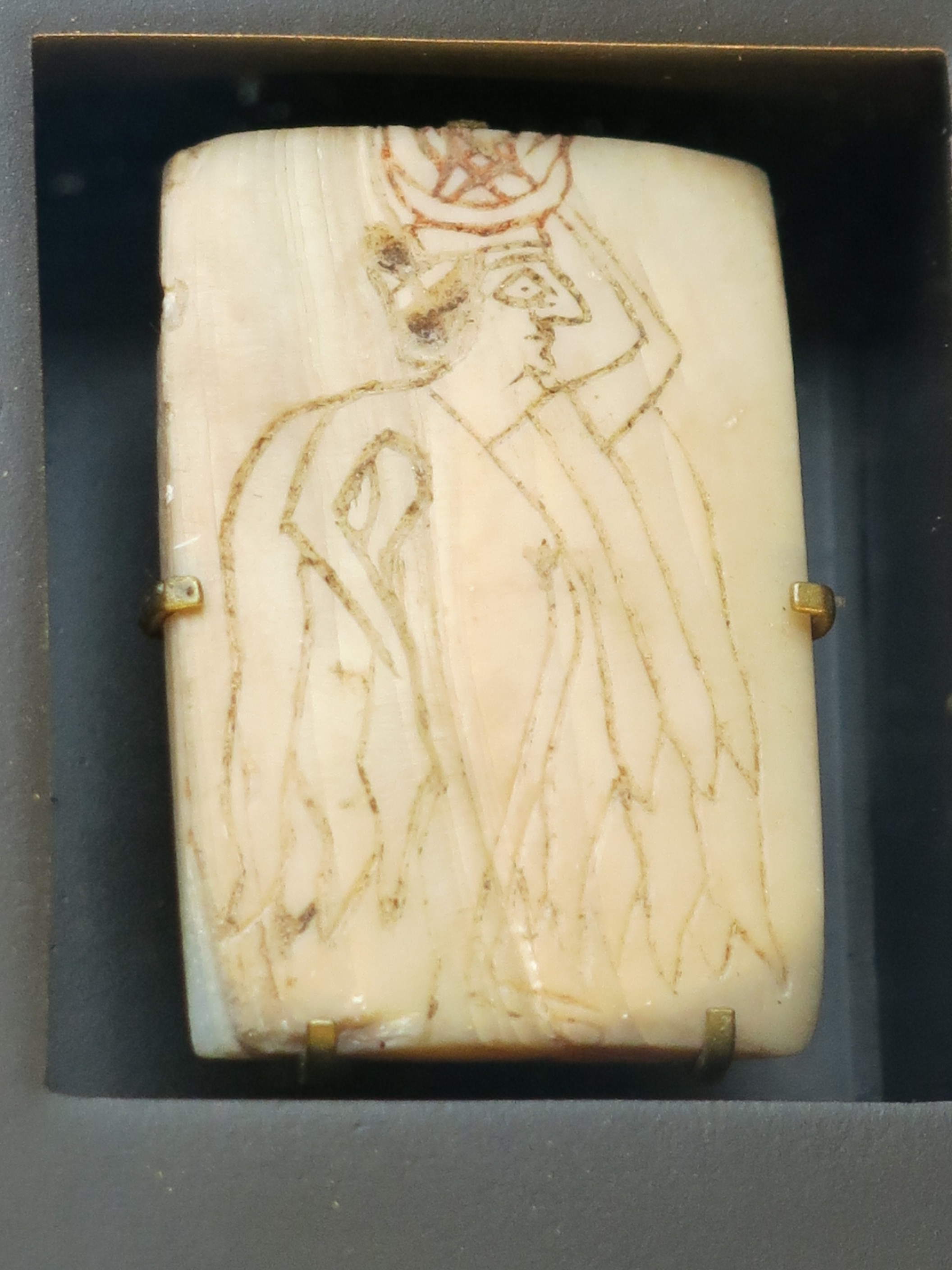
Incrustation de meuble avec la gravure de la déesse Ishtar. La déesse dévoile son corps et tient sur sa tête une étoile bercée par un croissant de lune. Temple d'Ishtar. Musée du Louvre.

Le temple d'Ishtar est situé à l'écart du quartier monumental de la ville, sur le rebord occidental du tell. Premier édifice fouillé à Mari, il a livré un important ensemble d'objets votifs, dont des statues d'orants. Plusieurs inscriptions font référence à l'Ishtar « virile », représentant l'aspect mâle et guerrier de la déesse. Construit dans un espace résidentiel à côté de l'enceinte, il occupe une position excentrée. Il comprend deux niveaux sur la période et n'a pas été dégagé sur sa totalité. Il a une forme grossièrement rectangulaire et des dimensions approximatives de 27 × 20 mètres, pour une superficie d'environ 1 350 m2. L'accès s'y fait par une porte située à l'est, qui conduit sur un couloir qui conduit au secteur des dépendances et au sanctuaire à proprement parler. Ce dernier mesure environ 25 × 10 m (250 m2), est construit autour d'un espace central qui ouvre sur son côté sud sur le « lieu très saint », doté dans le courant de la période d'un podium. Un trait atypique de l'édifice est la présence d'une pièce à l'ouest du lieu très saint, qui en temps normal est situé au bout du temple, qui est peut-être une autre salle de culte. Il y aurait alors deux « lieux très saints » dans l'édifice, peut-être un dédié à l'aspect féminin de la déesse et l'autre à son aspect masculin, viril.
La construction des temples s'accompagnait de rites de fondation consistant en l'enterrement d'objet votifs. De nombreux clous de fondation en cuivre ont ainsi été mis au jour dans les temples de Mari. Ils se présentent sous une forme allongée simple, sans représentation figurée, ou avec une tête en forme d'anneau semi-circulaire plat (« anneau à tige »). Dans le dépôt, ils sont disposés d'une manière particulière : le clou simple est enfoncé de façon perpendiculaire dans l'anneau du clou de second type. On dispose généralement à leurs côtés des petites tablettes en albâtre et en lapis-lazuli, et aussi des plaquettes en argent, qui ne sont pas inscrites (anépigraphes),.

Dépôts de fondation du temple d'Ishtar. Musée du Louvre.
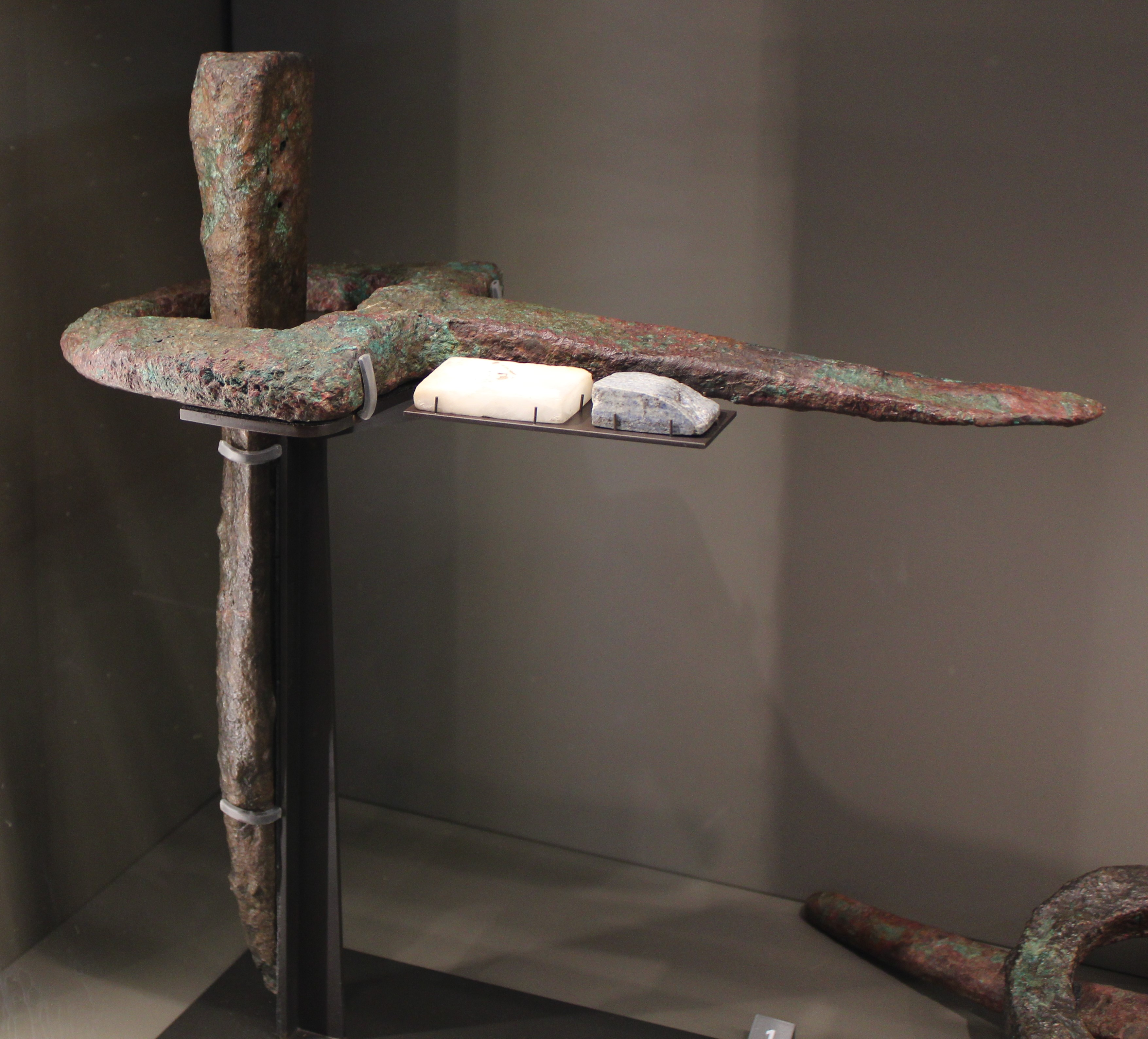
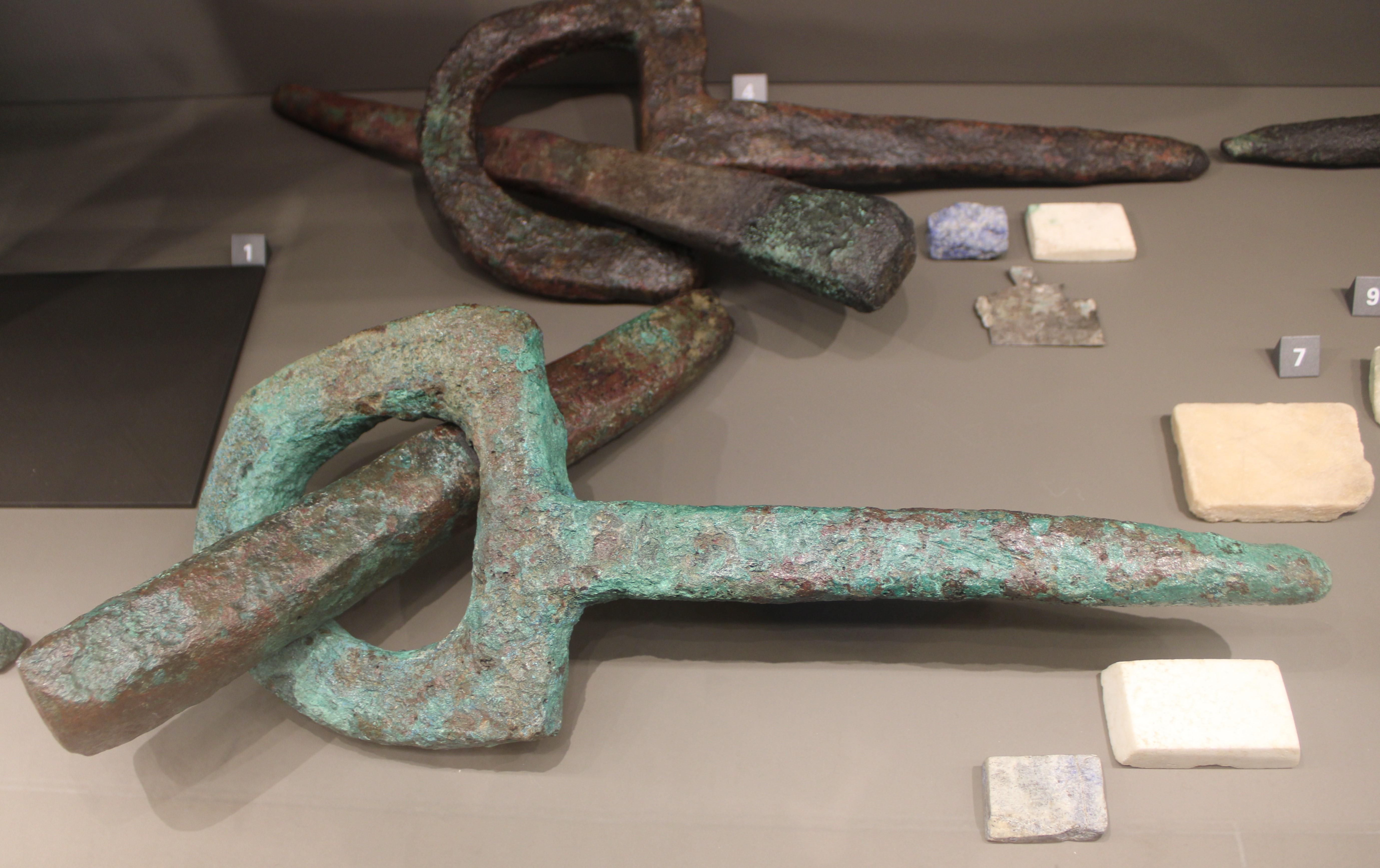

L'analyse conjointe des plans des différents temples révèle une organisation spécifique à Mari, dont l'Enceinte sacrée est peut-être l'archétype, avec un espace central plus ou moins carré, le « lieu saint », donnant accès sur un de ses côtés à une grande salle de culte généralement oblongue, le « lieu très saint », comprenant un podium qui devait supporter la statue de culte. L'espace central est bordé de plusieurs pièces, agencées différemment selon les édifices.
Le mobilier mis au jour dans les sanctuaires fournit des indications sur les rituels, même si les interprétations ne sont pas simples. Une des caractéristiques des temples de la période est la présence de « barcasses », des petits bassins en terre cuite, qui ont peut-être servi pour recevoir des libations, ou d'autres types d'offrandes (un exemplaire isolé présente des traces de combustion). On y trouvait divers objets servant au culte, notamment d'autres types de récipients, ainsi que des objets de la vie courante dont la présence reste à expliquer, et évidemment des objets votifs qui sont la première source sur l'art de la période : des statuettes d'orants, souvent inscrites, commémorant une offrande, aussi des masses d'armes et des vases en pierre, les panneaux figuratifs incrustés, etc..

Mobilier cultuel de la Ville II. Musée du Louvre.
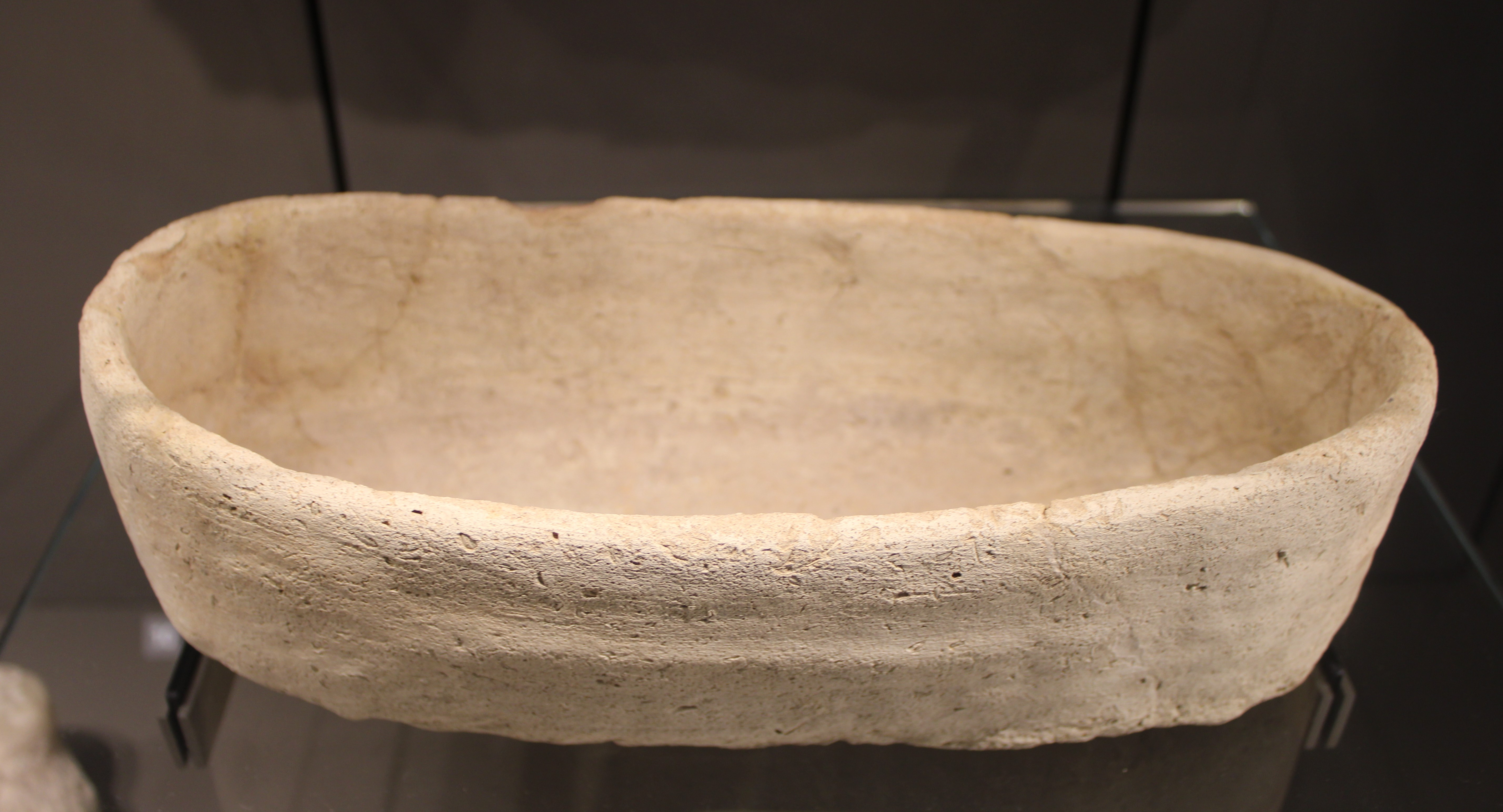
« Barcasse » mise au jour dans le « lieu très saint » du temple d'Ishtar.
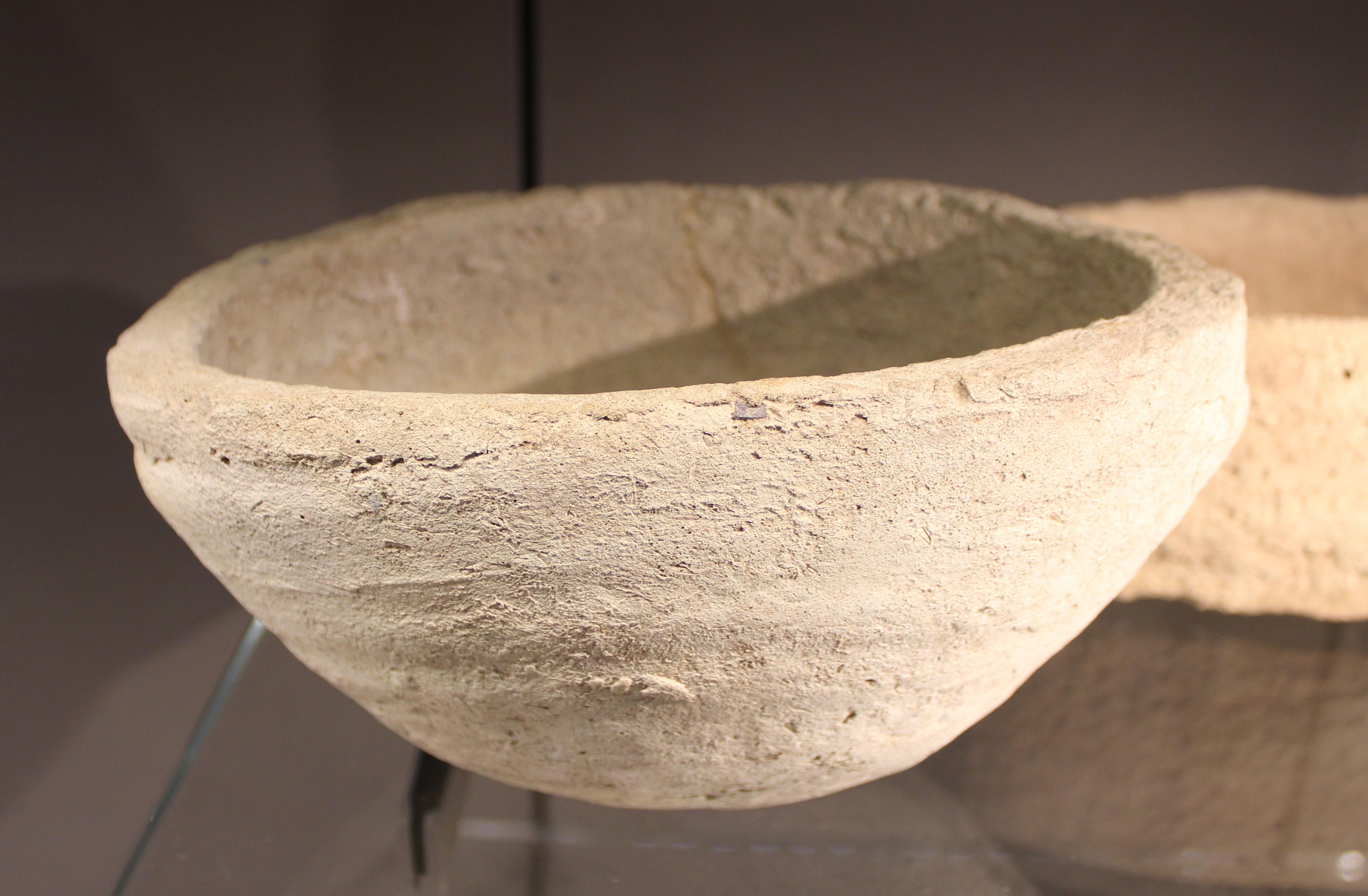
« Barcasse » à fond rond provenant du temple d'Ishtar.
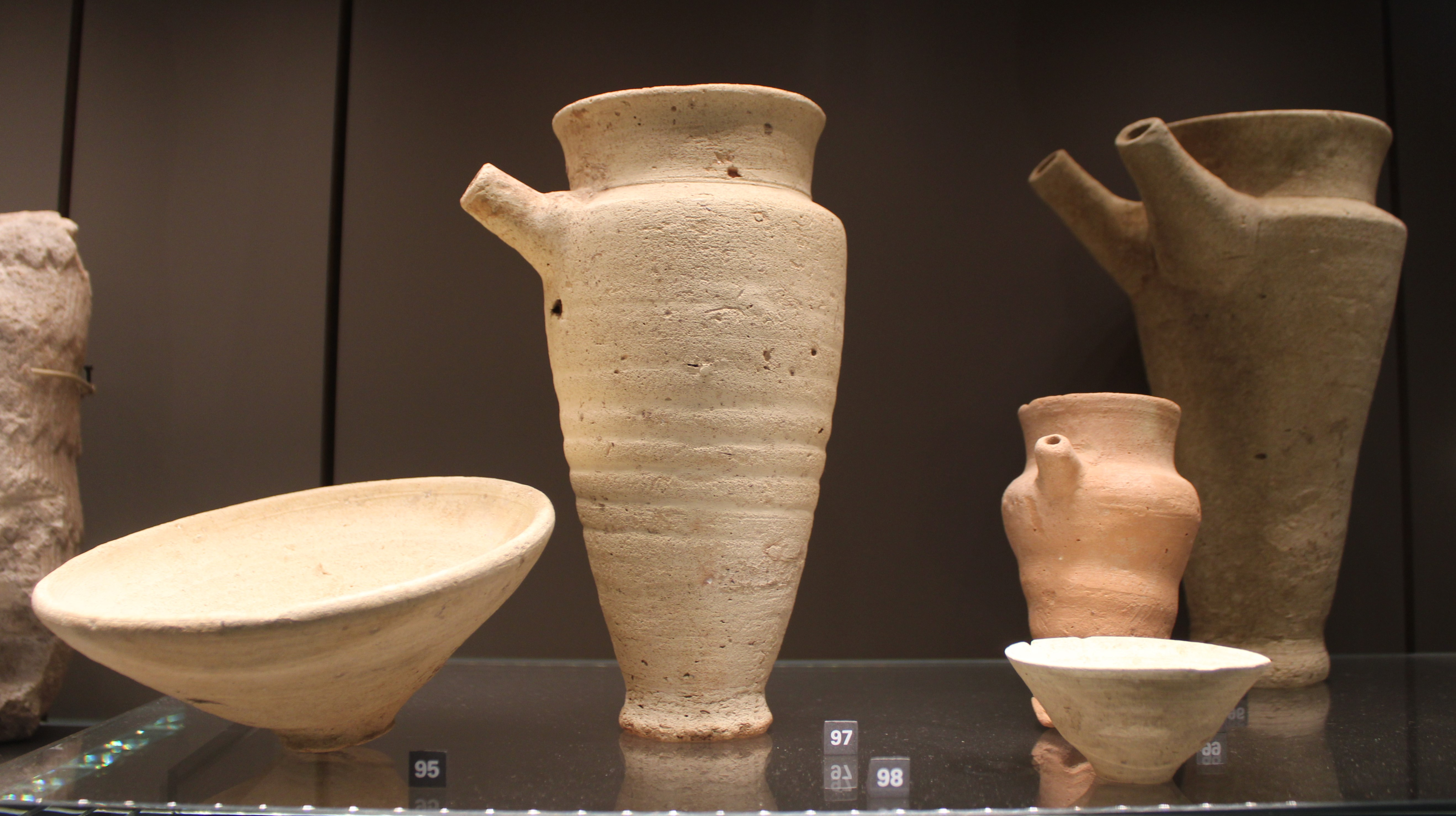
Divers types de vases mis au jour dans les niveaux de la Ville II, dont le temple d'Ishtar.
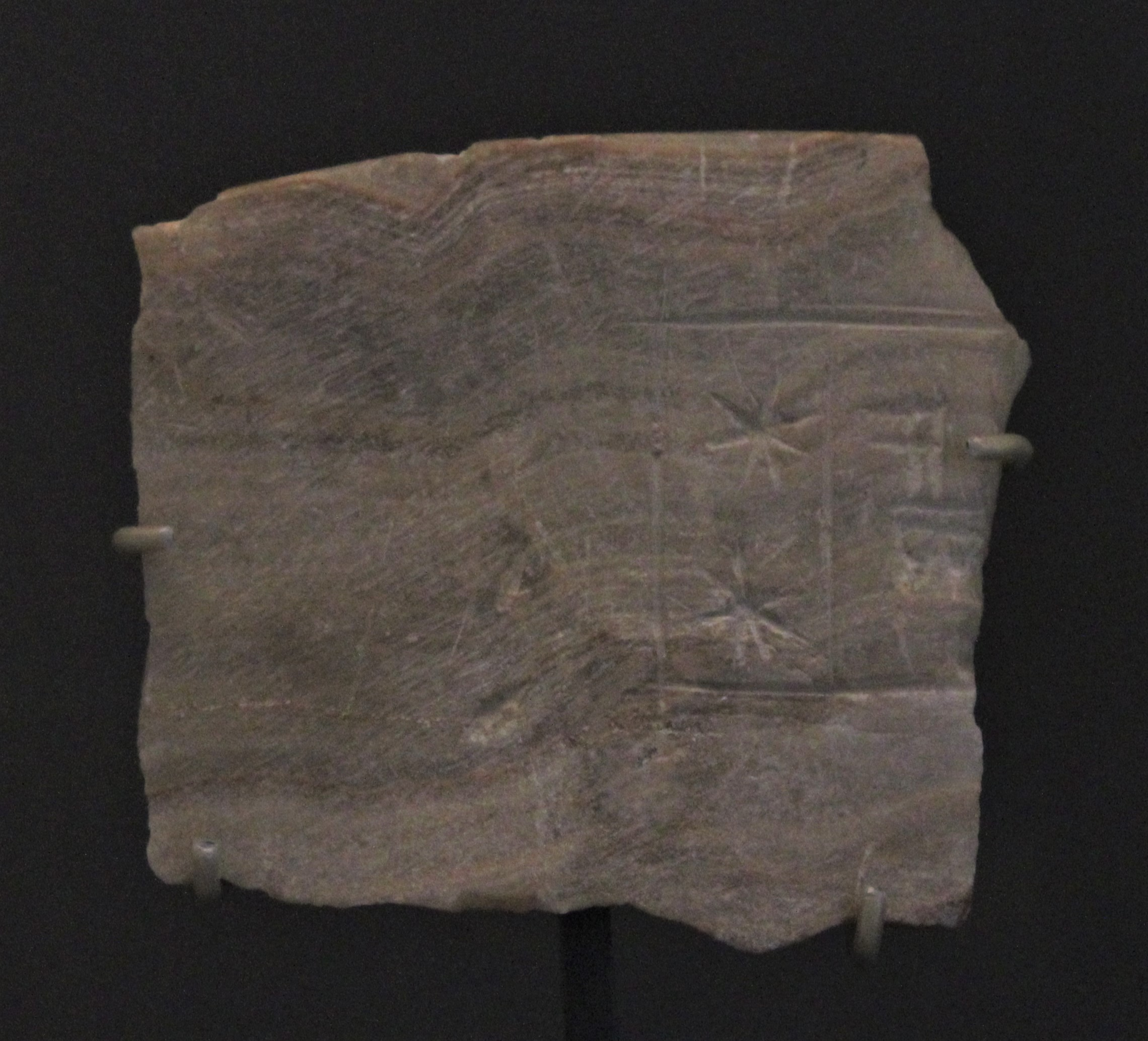
Fragment de bord de vase portant une inscription votive, mis au jour dans le « lieu très saint » du temple d'Ishtar.

L'analyse des statues et autres objets votifs permet de mettre en avant les particularités des différents lieux de culte et de leurs divinités : le temple d'Ishtar comprend une forte proportion de statues féminines ainsi que des images et symboles guerriers, qui renvoient aux aspects de l'Ishtar virile, à la fois féminine et guerrière, alors que dans les temples de Ninni-ZAZA et d'Ishtarat les statues sont très majoritairement masculines.
Les tablettes comptables de la période documentent quelques offrandes faites à des divinités. Curieusement celles-ci sont les divinités tutélaires de cités autre que Mari : le « Roi de Terqa » (Dagan), la « Dame de Nagar », le « Dieu d'Alep ».

### Objets votifs et arts visuels
La statuaire en ronde-bosse est remarquablement documentée pour la période de la Ville II grâce à la découverte de statues votives représentant des orants, de hauts personnages, dans les temples d'Ishtar, d'Ishtarat et de Ninni-ZAZA, complétées en 2009 par celles du sanctuaire du Seigneur du Pays. Elles sont sculptées dans du gypse et aussi de l'albâtre. Les styles sont similaires à ceux de la Mésopotamie de la même époque. Les particularités locales étant le port de la barbe ondulée pour les hommes, qui ont généralement le crâne rasé comme en pays sumérien (sauf quelques contre-exemples comme Ishqi-Mari et Ur-Nanshe), et celui du turban (polos) par les femmes. Ils sont généralement représentés debout, parfois assis. Les hommes apparaissent buste nu, vêtus d'un robe à volants désignée par le terme grec kaunakès, dont l'aspect semble indiquer qu'il est en laine de mouton, ou une jupe à frange laineuse. Les costumes féminins sont plus variés : elles portent aussi le kaunakès à franges ou laineux, mais il couvre leur buste, l'épaule droite étant souvent dégagée, parfois une sorte de chasuble-manteau couvre les épaules. Ils sont en posture de prière, les mains jointes. Les yeux sont généralement incrustés, parfois sculptés. Certaines statues représentent des couples enlacés,. Plusieurs de ces statues sont inscrites, permettant l'identification des personnages. C'est la lecture de celle d'Ishqi-Mari (alors lu Lamgi-Mari) qui a permis l'identification du site. Parmi les statues les plus remarquables se trouve celle du nu-banda (capitaine ?) Ebih-Il, en albâtre travaillé avec une grande qualité d'exécution, qui se repère dans le rendu des muscles, du visage, les détails de la barbe et des vêtements,.

Statues votives de Mari
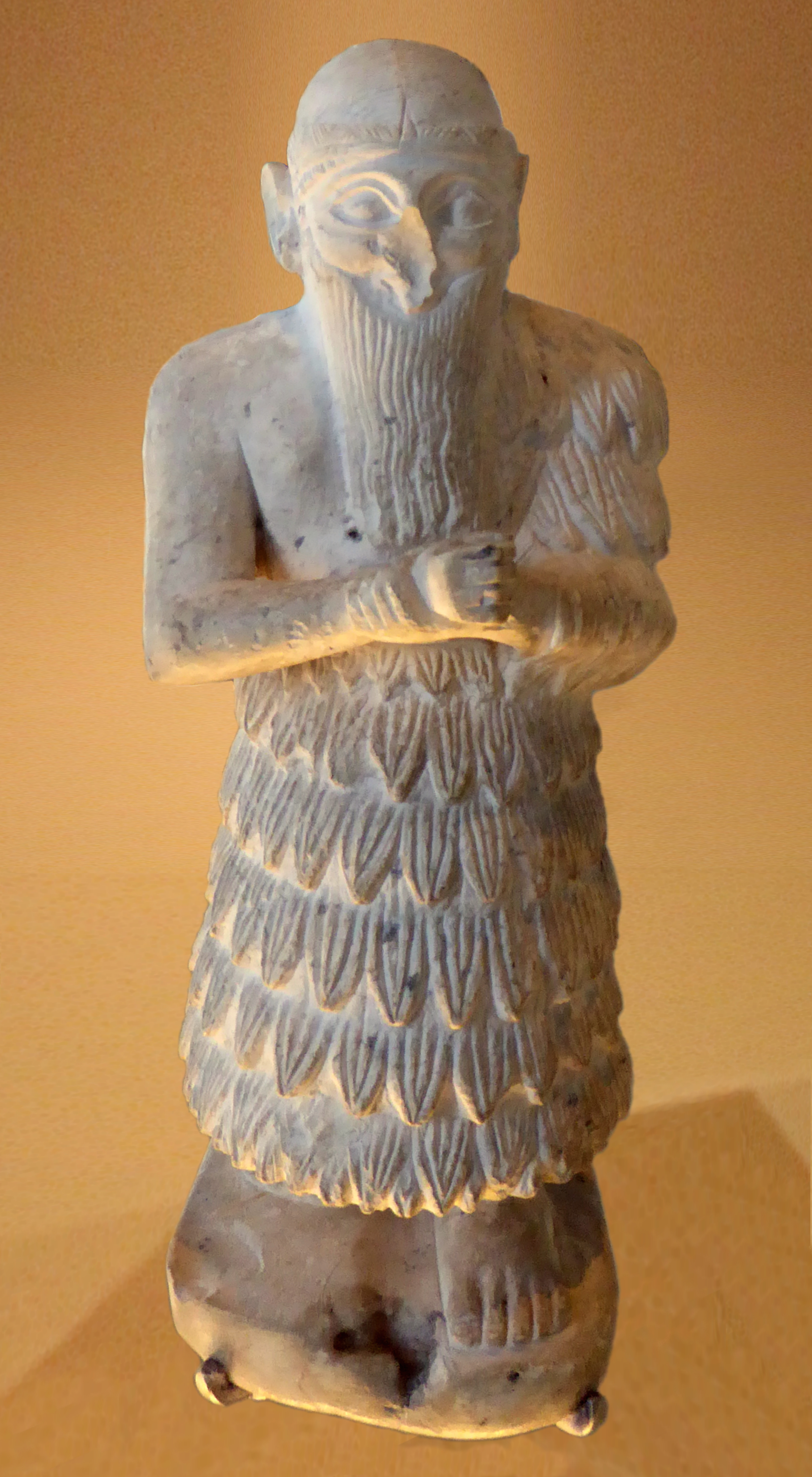
Statue du roi Ishqi-Mari. Musée d'Alep.
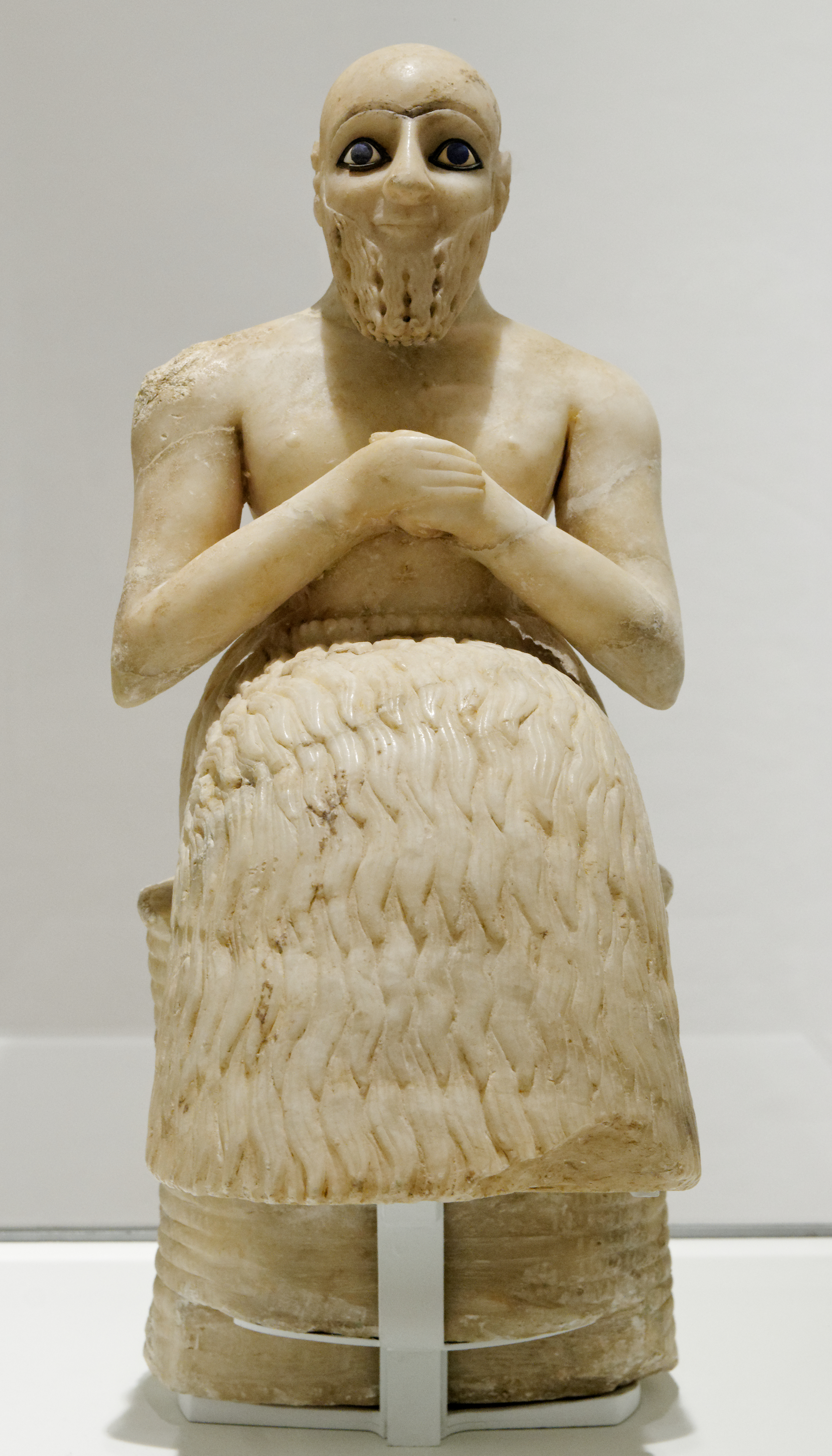
Statue du nu-banda Ebih-Il. Musée du Louvre.
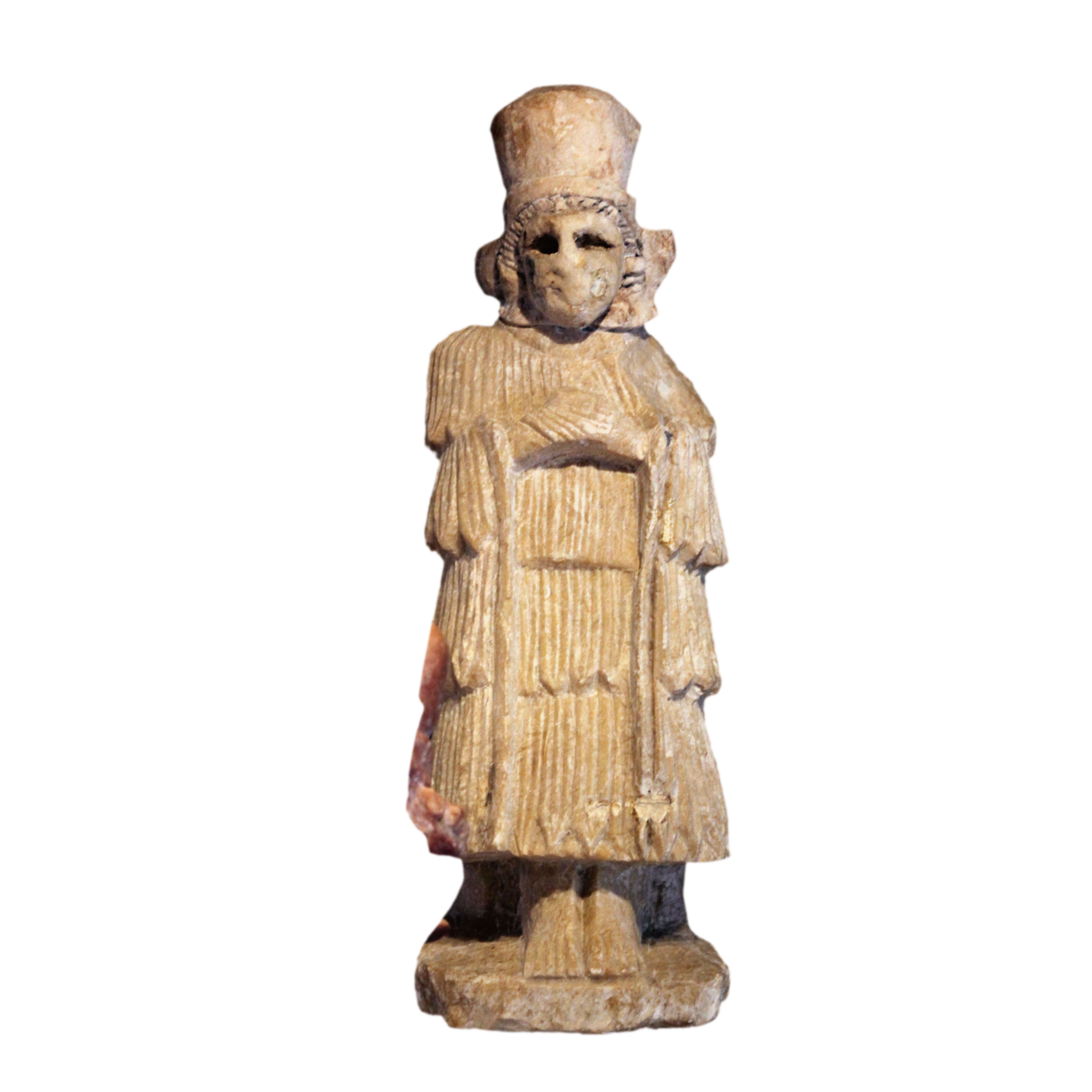
Femme avec polos. Musée du Louvre.
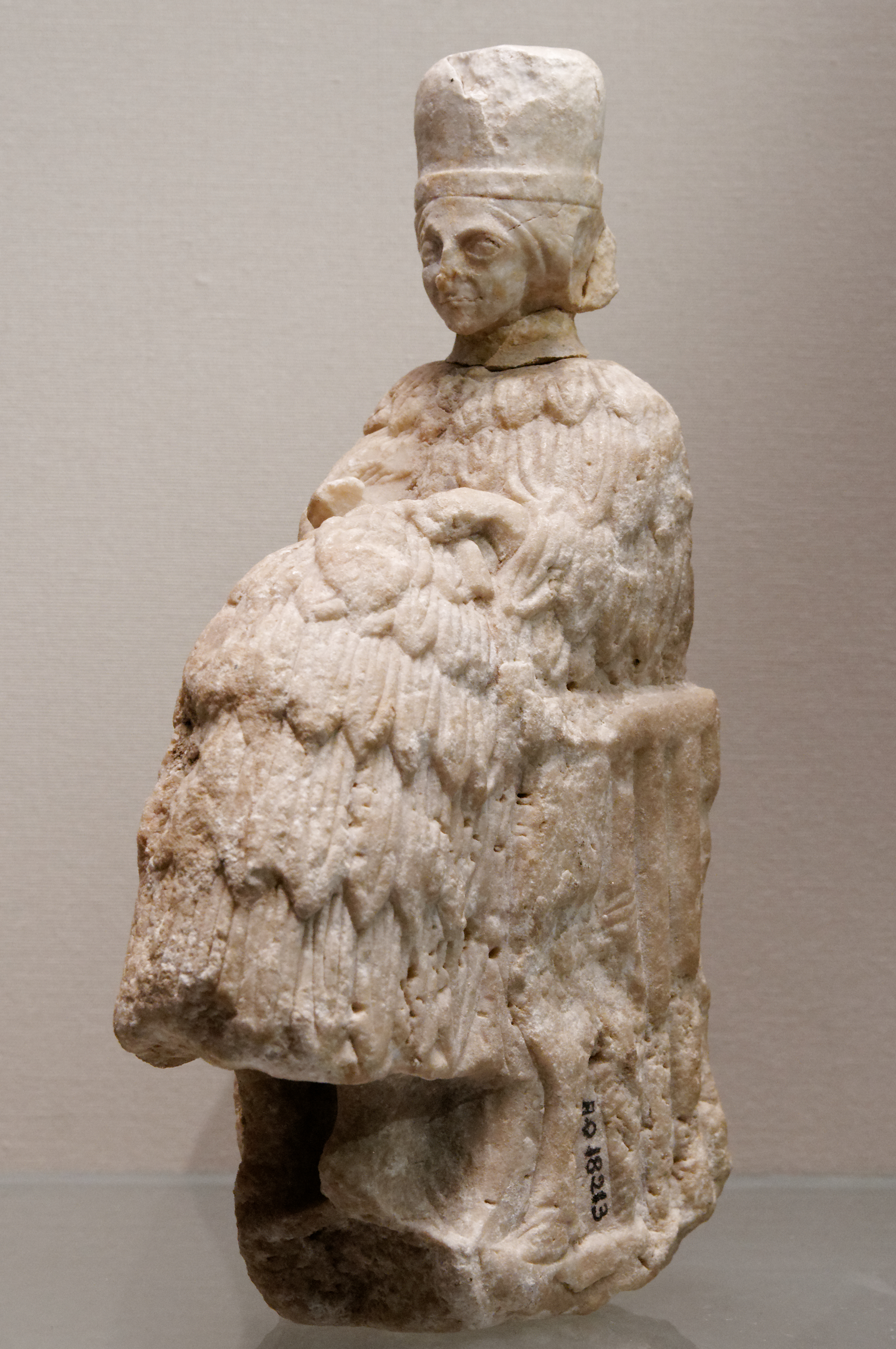
Femme assise. Musée du Louvre.
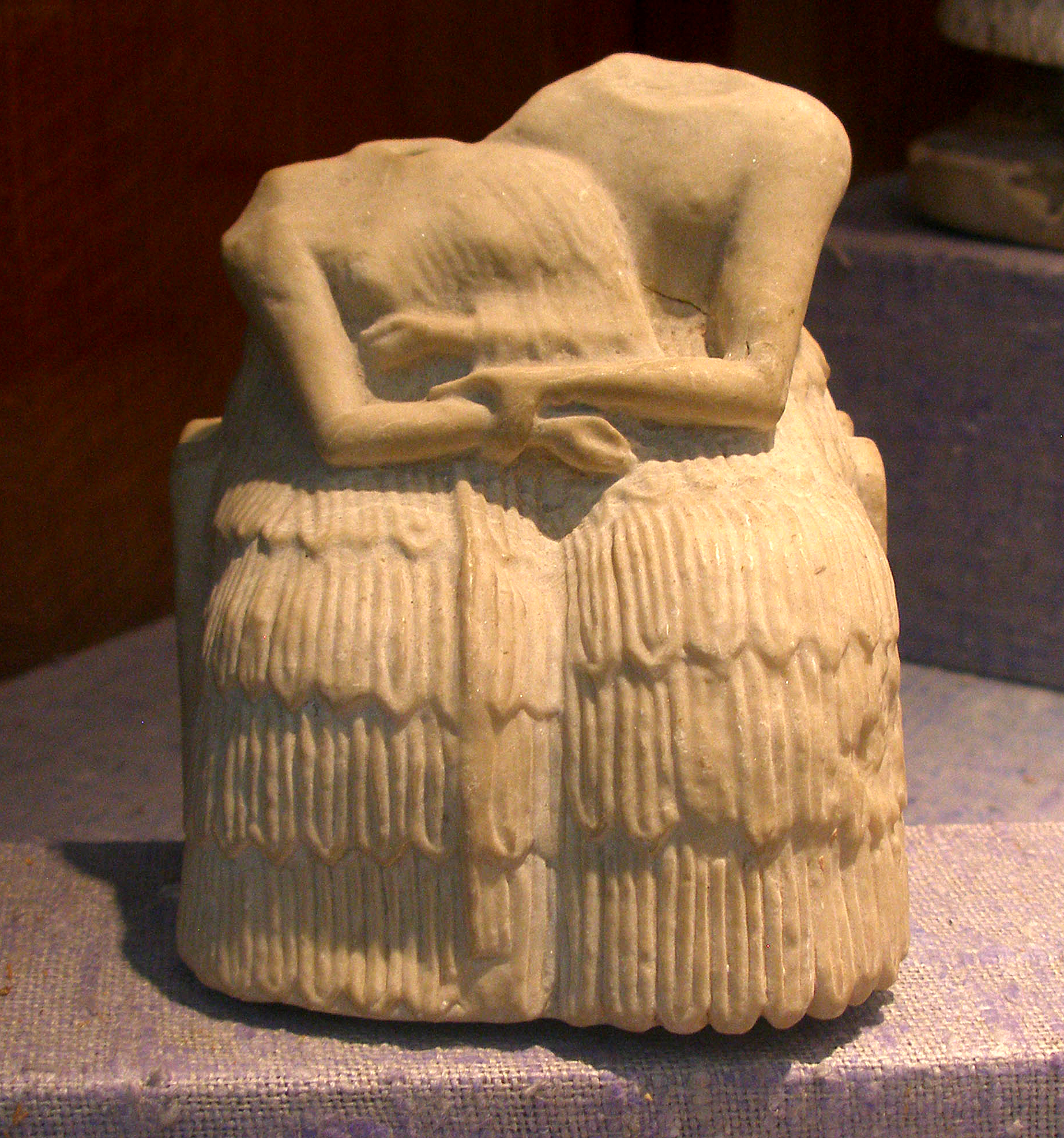
Couple d'orants. Musée d'Alep.
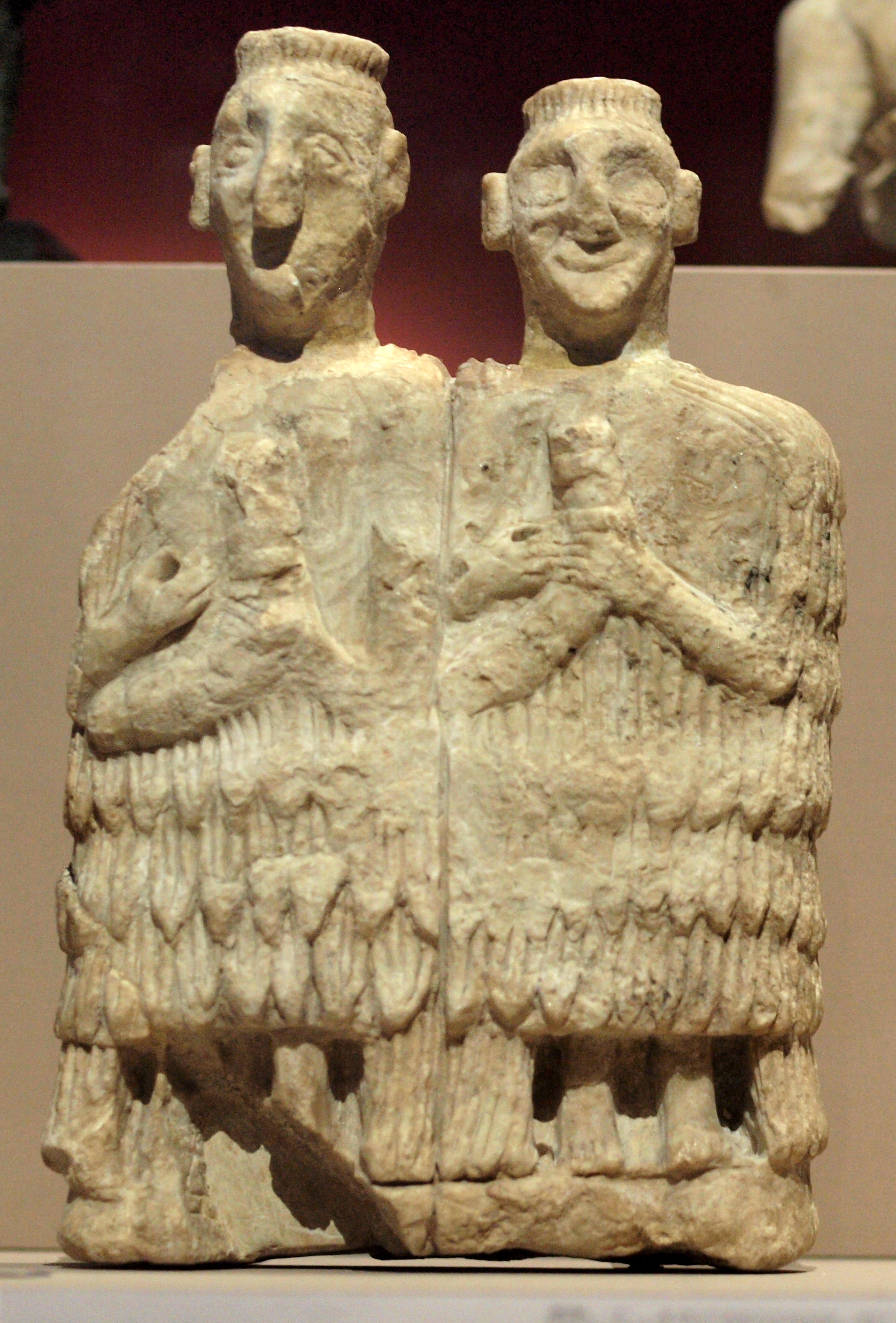
Couple de musiciens. Musée du Louvre.

Le « trésor d'Ur » mis au jour dans une jarre de l'Enceinte sacrée comprend une cinquantaine d'objets donc quelques pièces remarquables, qui ne sont pas forcément de fabrication locale. Ce dépôt doit en effet son nom au fait qu'on y a retrouvé une perle allongée en lapis-lazuli au nom du roi Mesanepada d'Ur, qui a fait supposer qu'il s'agissait d'un lot de cadeaux offerts par ce roi et enterré, même s'il est plus probable qu'il s'agisse d'un dépôt de fondation,. Il comprend notamment une représentation d'un aigle léontocéphale, haute de 12,8 cm, dont le corps est constitué d'une plaque en lapis-lazuli et d'une tête et d'une queue couvertes d'or, liés par des fils de cuivre. Cet objet est interprété comme un pendentif (pectoral),. Le dépôt a aussi livré trois statuettes représentent des femmes nues (des déesses ?), ce qui est atypique dans l'art mariote de l'époque, deux en ivoire et une en cuivre,.

Le « trésor d'Ur » de l'Enceinte sacrée
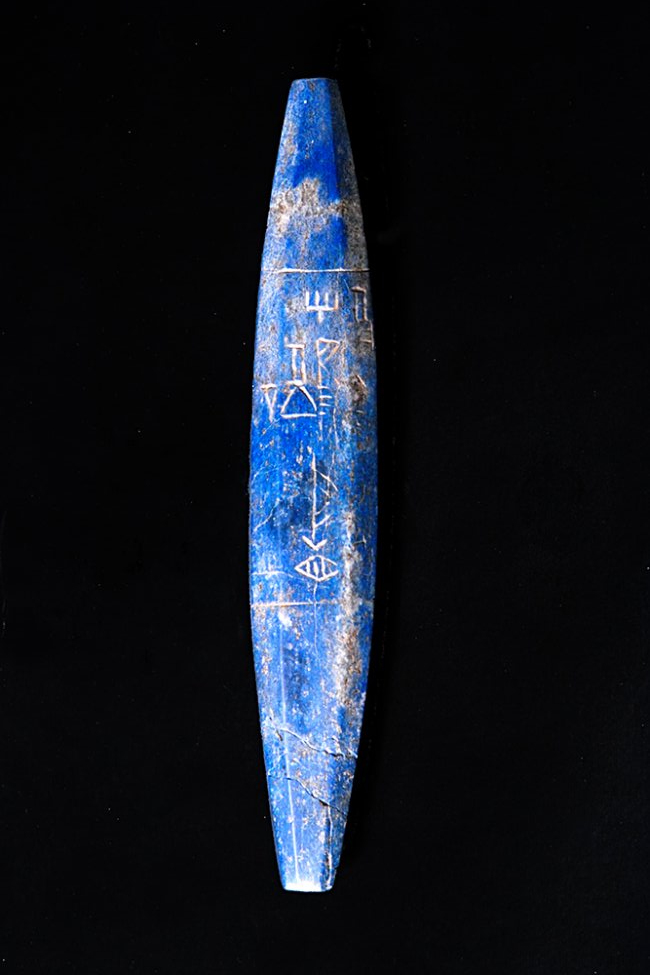
Perle en lapis-lazuli au nom de Mesanepada d'Ur. Musée national de Damas.
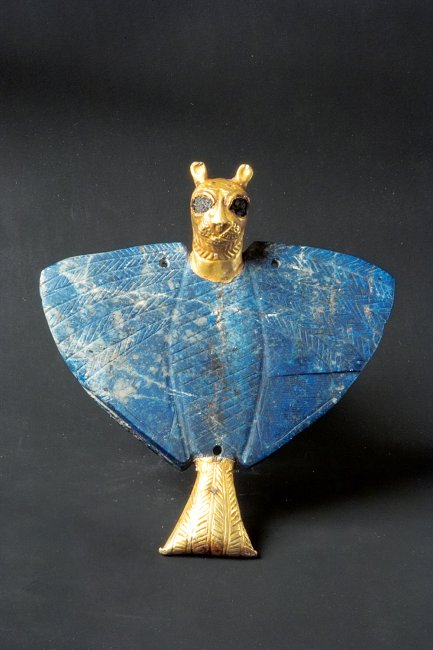
Statuette d'aigle léontocéphale (à tête de lion). Musée national de Damas.

La Ville II de Mari a aussi livré un important corpus d’incrustations en coquilles, à l'origine fixées avec du bitume sur des panneaux de bois qui se sont désagrégés, ne laissant que les incrustations. Les ensembles, qui constituaient des scènes complètes, ne sont connus que par fragments et on ne sait pas quels objets ils décoraient. Les scènes représentées sont de deux types : des scènes militaires (soldats en armes, ennemis vaincus, prisonniers entravés) et des cérémonies (banquets, sacrifices). Les personnages représentés portent des signes distinctifs (coiffes, parures, accessoires) qui permettent sans doute d'identifier des gens importants. Mais il ne s'agit probablement pas de représentations d'événements et de personnages historiques.

Incrustations en nacre. Musée du Louvre.
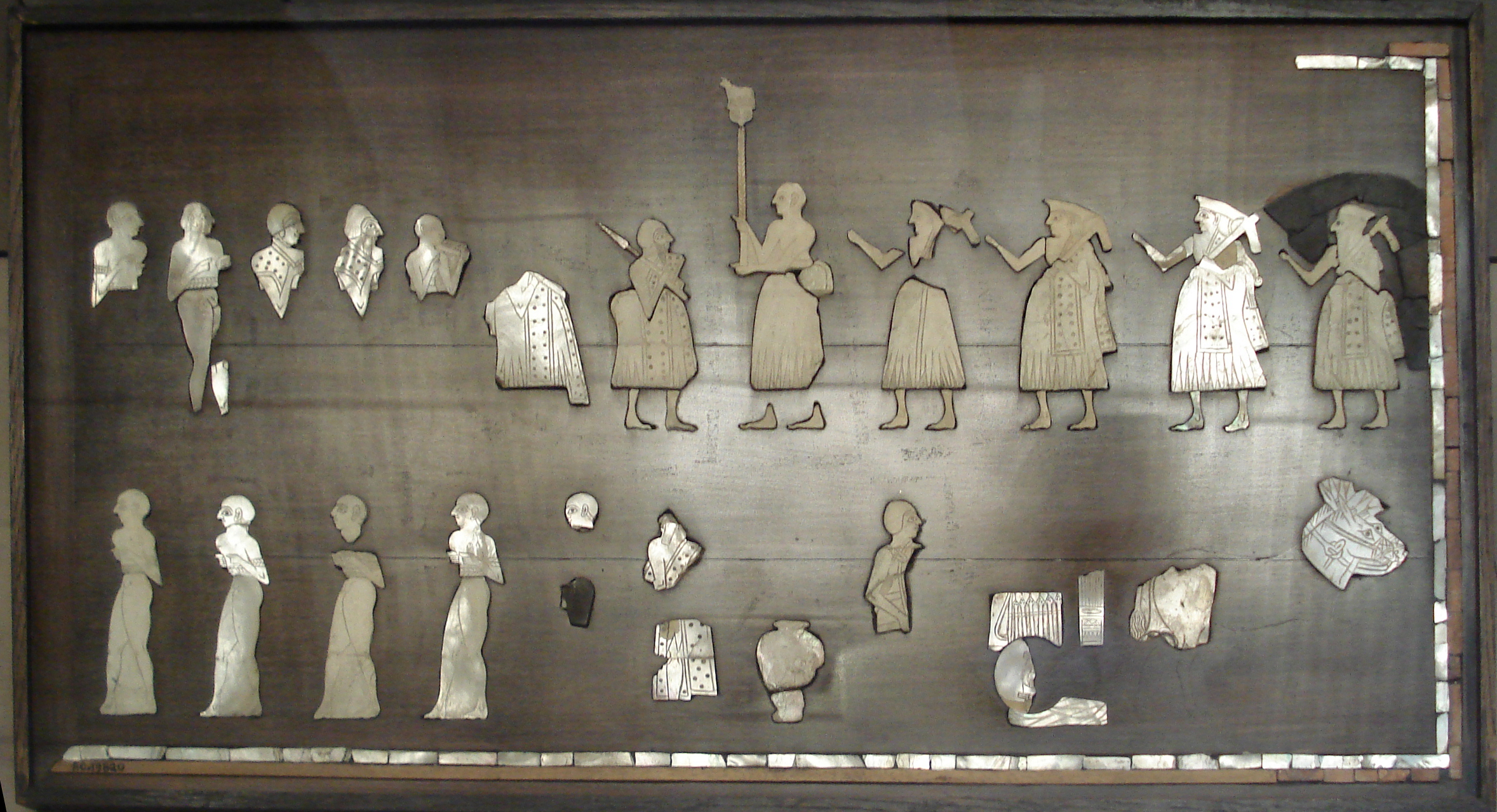
Reconstitution d'un panneau (« Panneau de la guerre » ou « Étendard de Mari »).
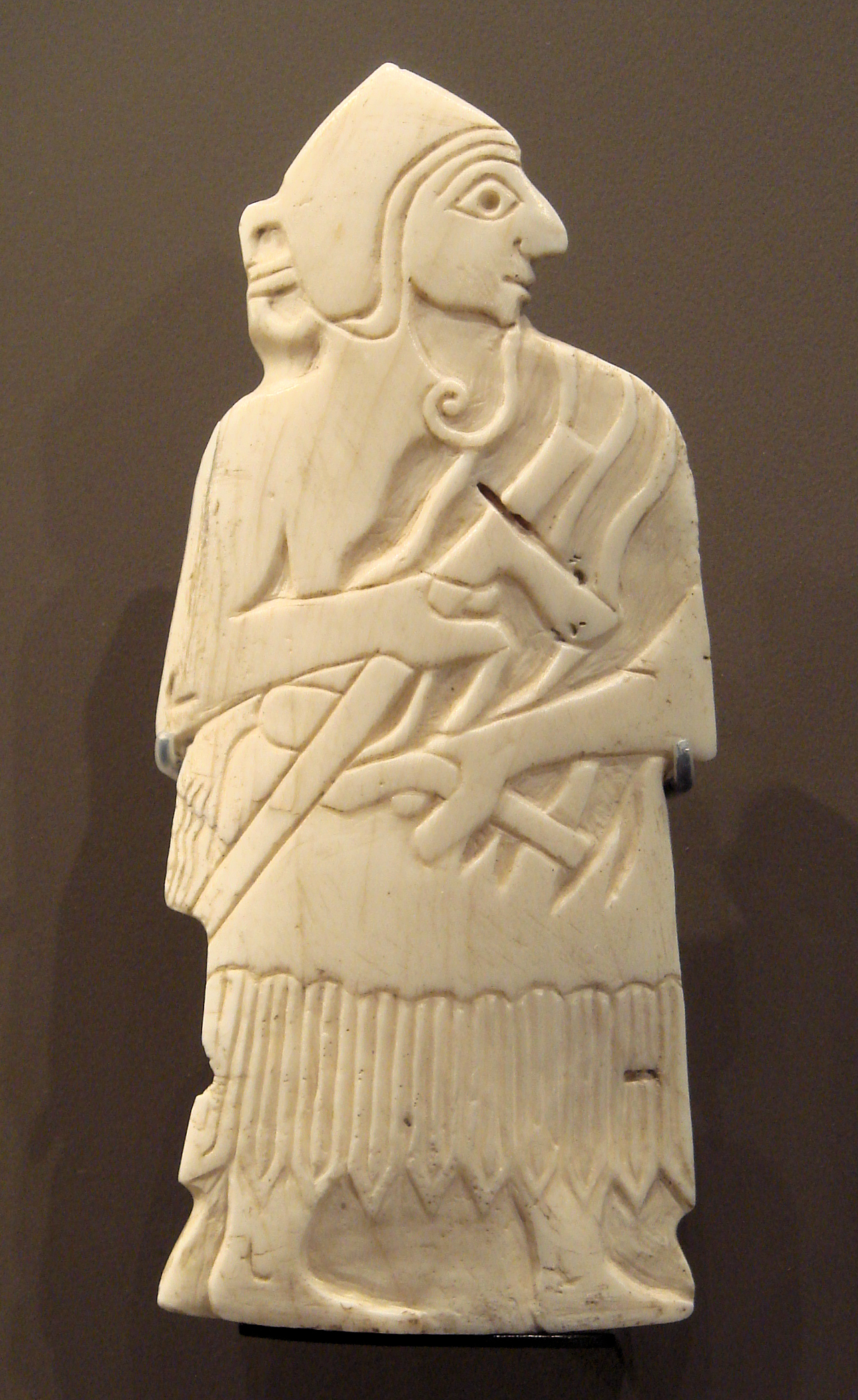
Guerrier équipé d'une hache.
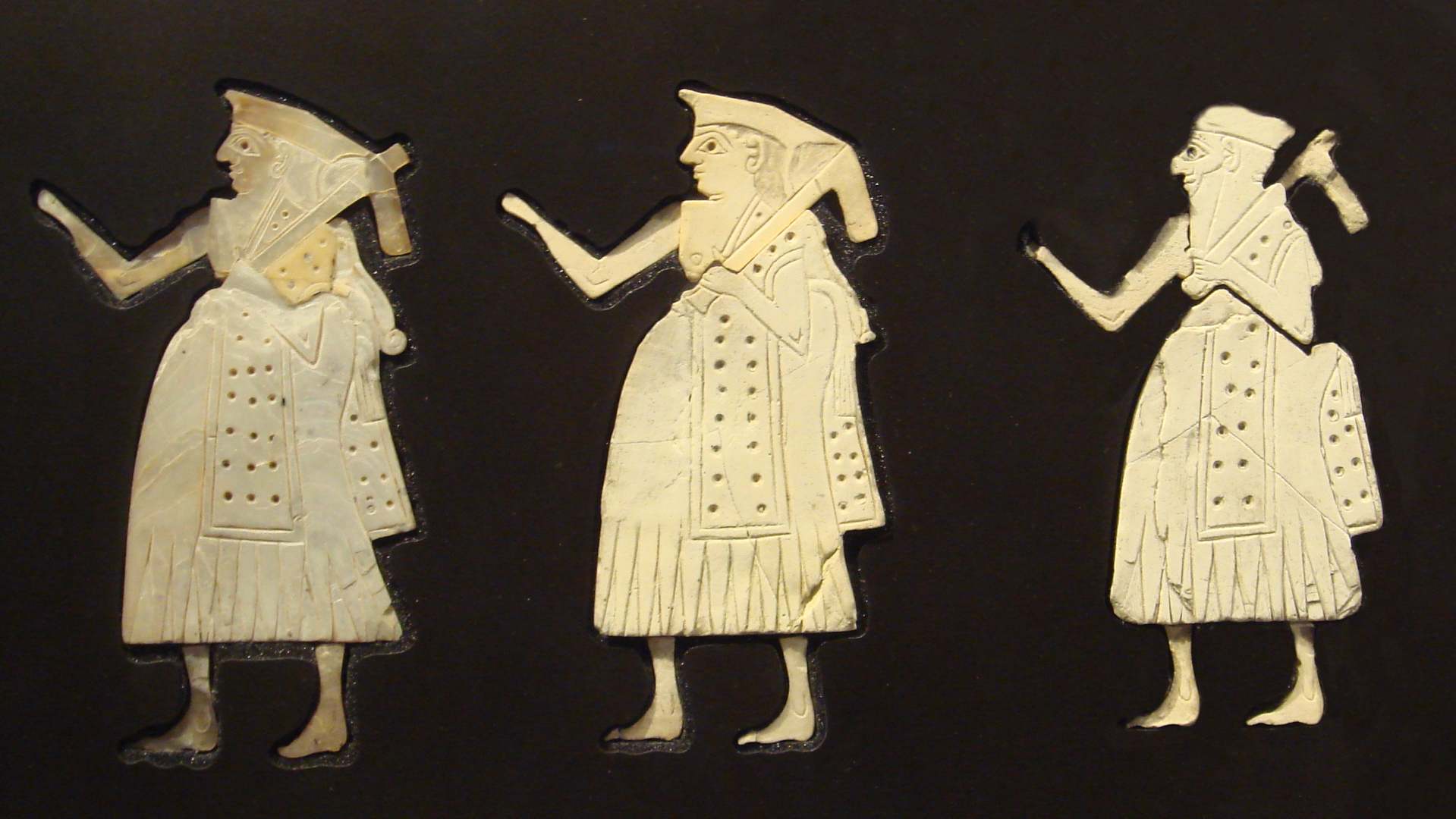
Soldats.
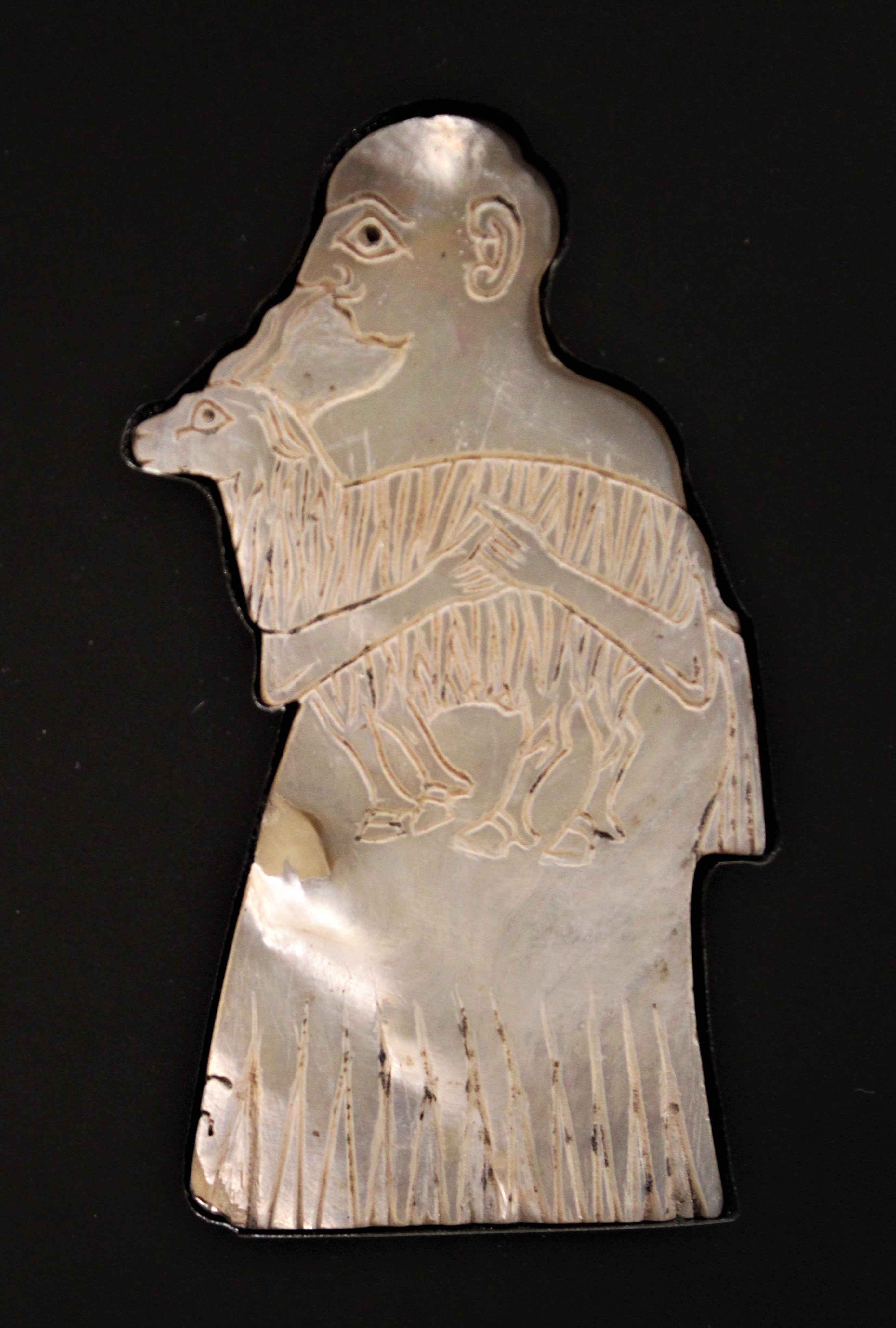
Porteur de chevreau.

La glyptique de la période, dans ce contexte l'art des sceaux-cylindres, est surtout attesté par des trouvailles du secteur du temple d'Ishtar. Ils sont surtout réalisés dans de l'albâtre gypseux, matériau qui survit mal aux injures du temps, et ont donc été retrouvés en mauvais état, qui donne l'impression d'ensemble d'une production commune de faible qualité. Les scènes représentées sont souvent des banquets, aussi des thèmes mythologiques tels que des combats de héros et d'animaux. Très peu portent des inscriptions. Les fouilles d'autres secteurs du site ont révélé des sceaux de meilleure qualité : quelques-uns, des imports sumériens dans le « trésor d'Ur », et des empreintes de sceaux sur des scellés en argile, dont la matrice n'a pas été retrouvée, qui semblent témoigner d'une production locale plus élaborée. On y trouve notamment des empreintes du sceau du roi Ishqi-Mari, sous deux variantes ; la plus répandue est divisée en deux registres, représentant une scène guerrière très dynamique et une scène de banquet (la célébration de la victoire ?), synthétisant de façon remarquable l'idéologie royale de l'époque,,.
Enfin divers autres objets provenant du temple d'Ishtar faisaient partie de parures : des perles qui devaient être montées en colliers ou en bracelets, des pendentifs, des amulettes, des épingles, des bagues. Ils sont fabriqués dans des matériaux « exotiques » (cornaline de l'Indus, lapis-lazuli d'Afghanistan, or provenant peut-être de Géorgie) qui attestent de l'intégration de Mari dans les réseaux à longue distance de la période, qui ressort également par la trouvaille de vases en chlorite fabriqués en Iran dans l'actuel Kerman (région de Jiroft).

Parures et amulettes trouvées dans le temple d'Ishtar. Musée du Louvre.
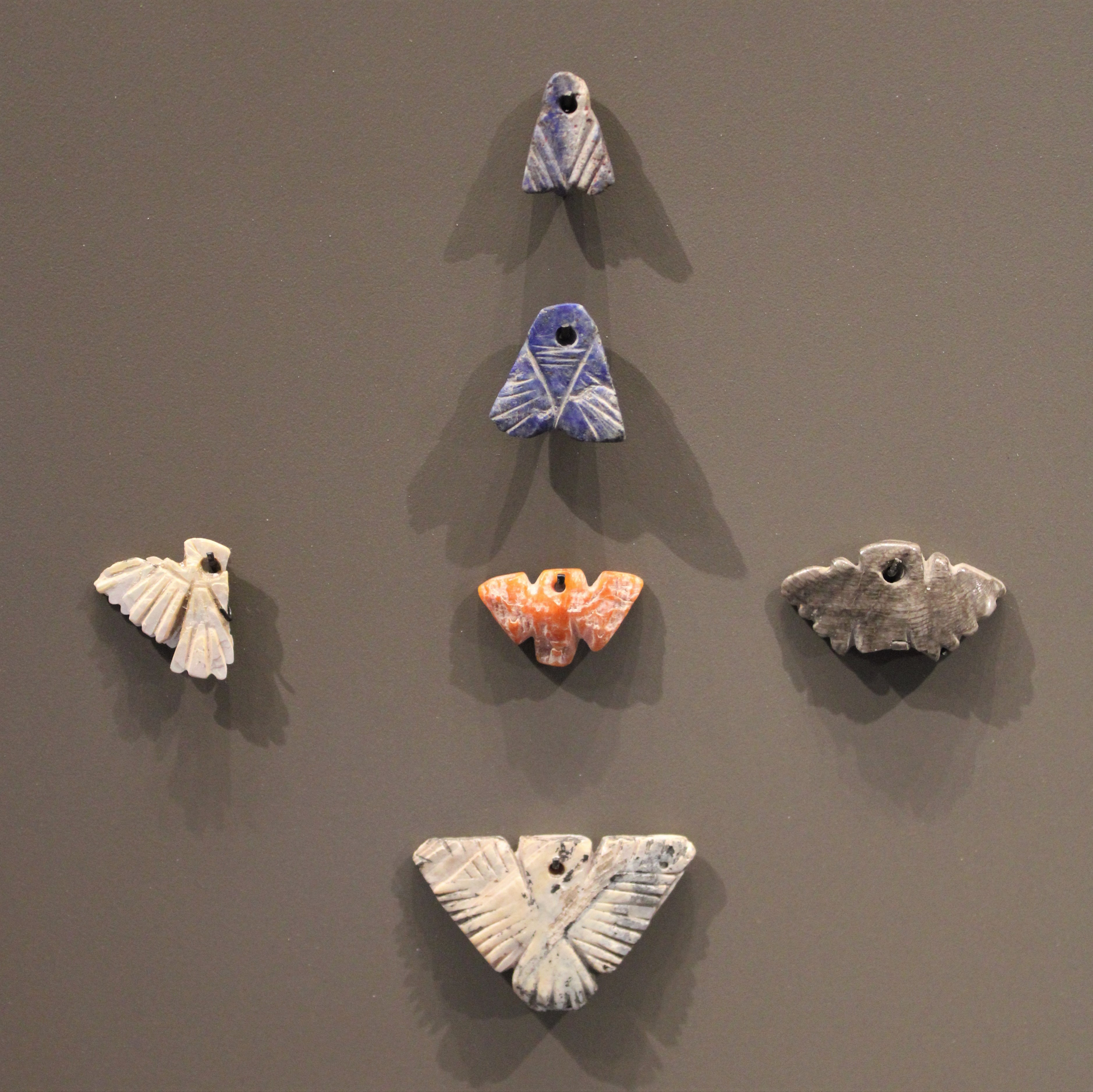
Pendeloques amulettes en forme de "mouche" et d'aigle aux ailes déployées. Lapis lazuli, coquille.
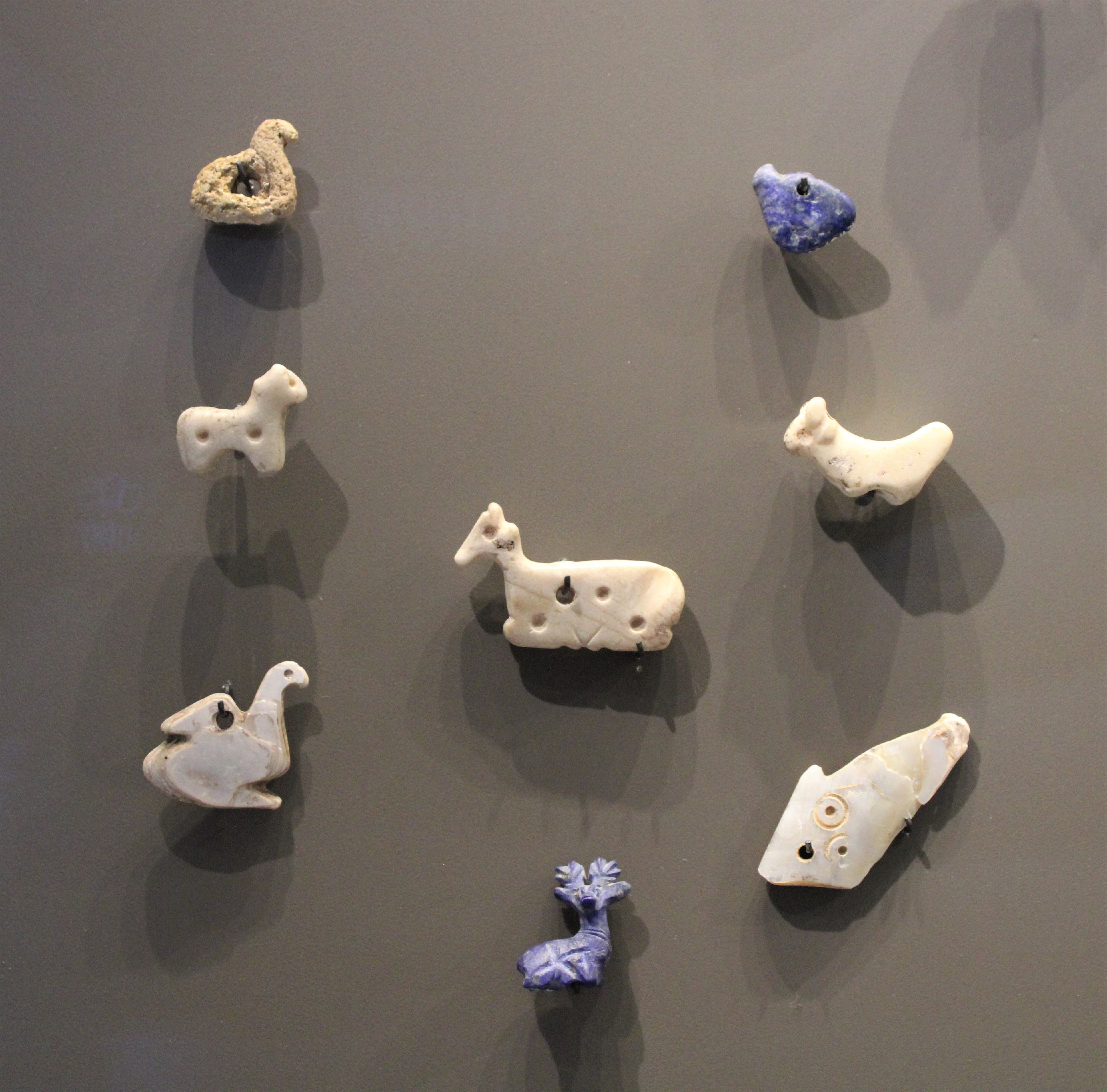
Pendeloques (amulettes ?) en forme d'animaux (oiseaux, caprins, poisson, cerf). Coquille, lapis-lazuli.
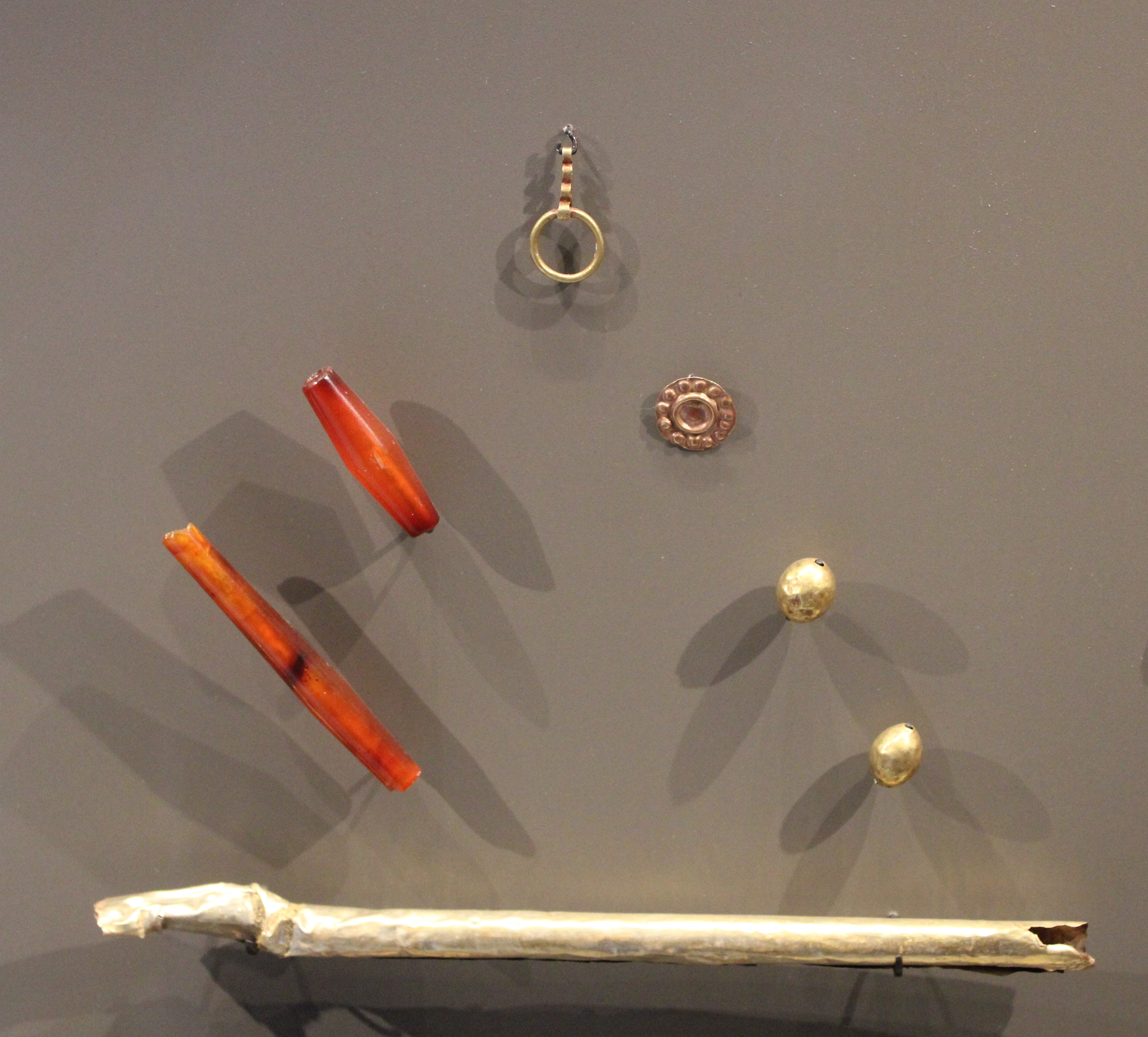
Perles allongées en cornaline provenant de l'Indus, pendentif, rondelle, perles et baguette en or.
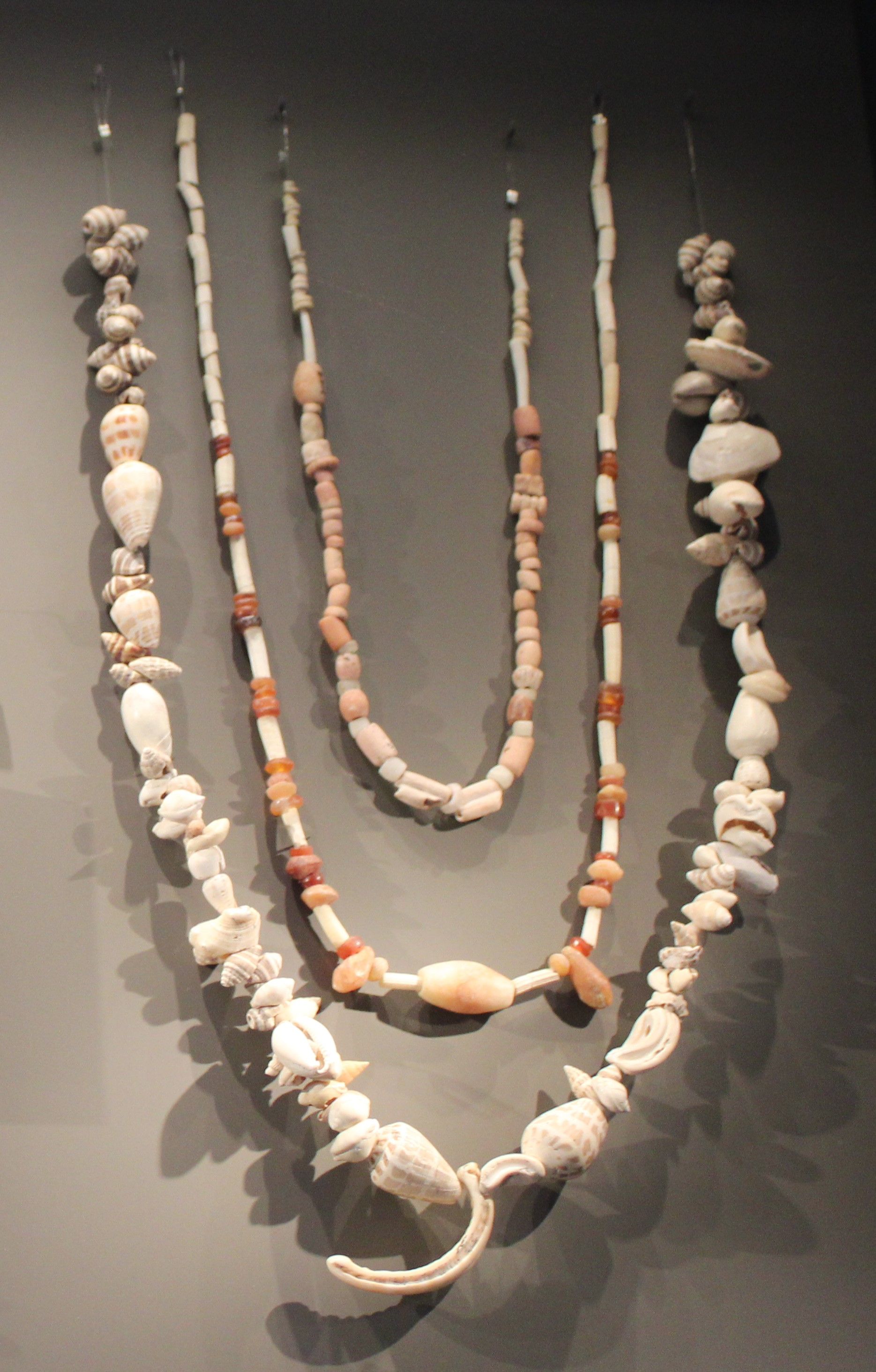
Perles en coquillages, cornaline, cristal de roche, fritte, remontées en colliers.
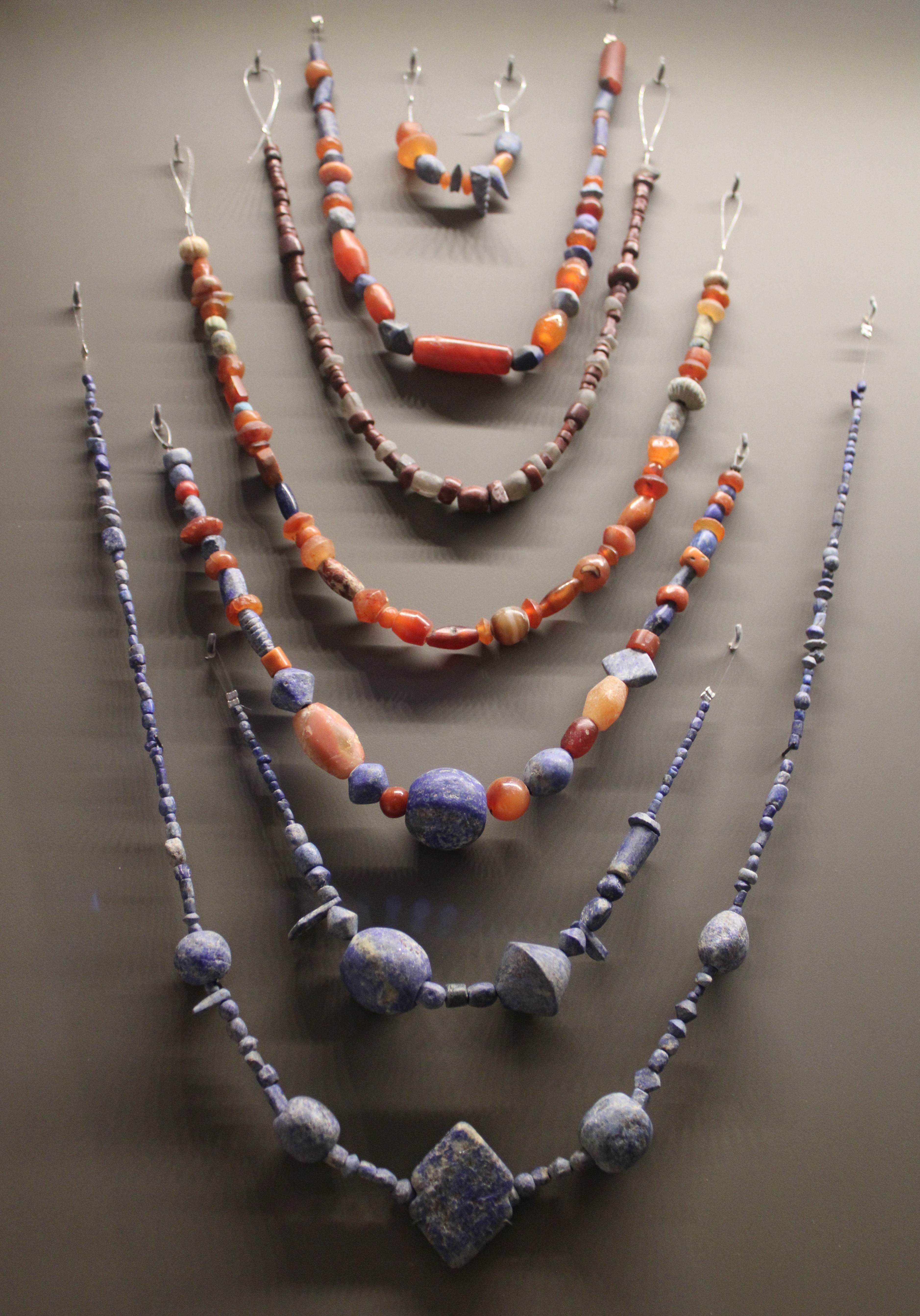
Perles en lapis-lazuli et cornaline, remontées en colliers et bracelets.
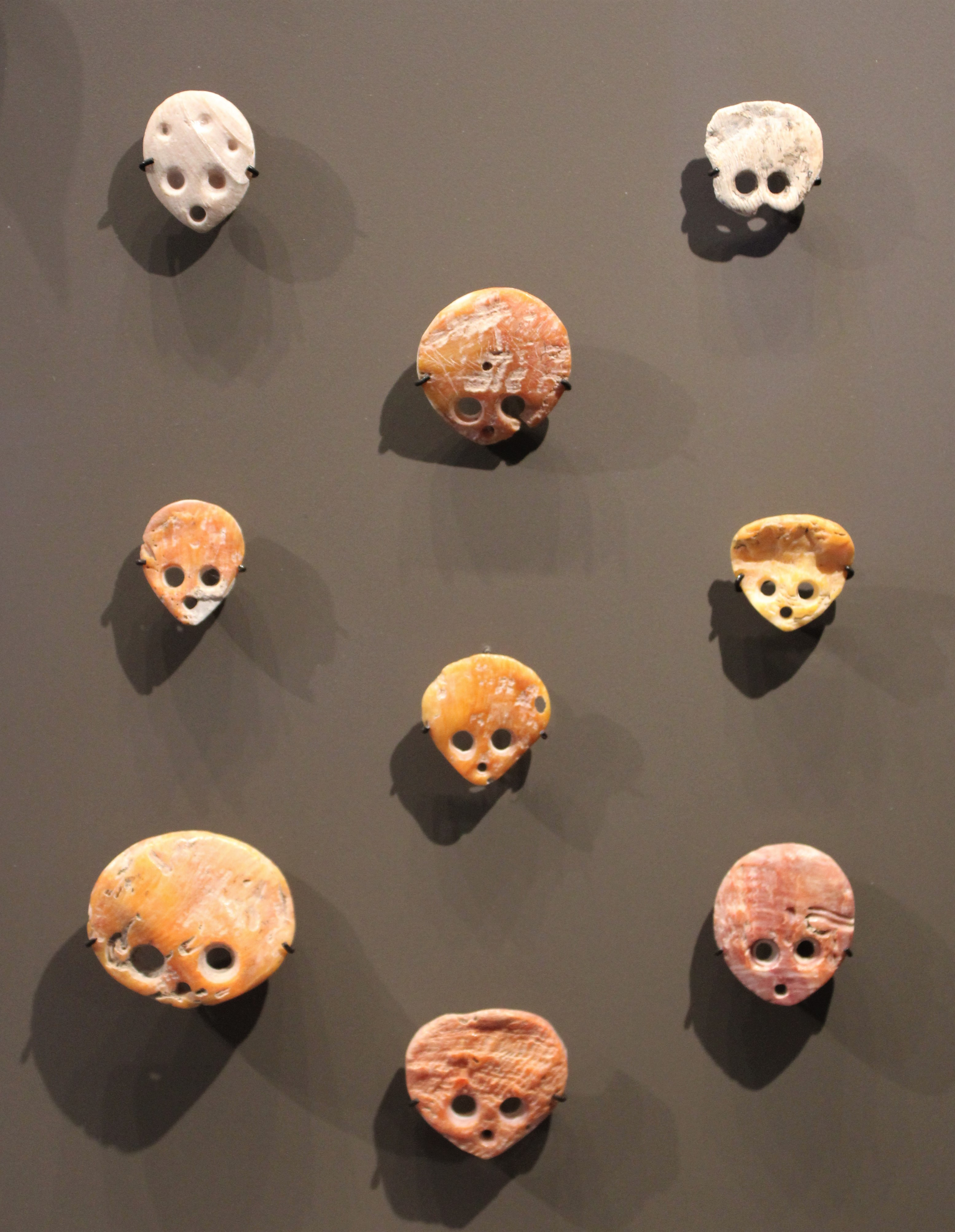
Amulettes ou pendeloques, disques en coquillages perforés de trous, formant des visages humains. Les trous étaient incrustés.

### Espaces domestiques, économiques et administratifs
Les résidences de la Ville II sont construites suivant des principes différents de celles de la Ville I, plus adaptés aux contraintes de l'espace urbain : elles sont organisées suivant un plan proche du carré, avec un espace central (pas forcément à ciel ouvert) et un étage. L'éclairage et l'aération du rez-de-chaussée sont assurés par des ouvertures à claire-voie. Ce niveau est constitué de pièces disposées autour de l'espace central, et comprend les espaces d'activités : cuisine, salle d'eau, magasins, sans doute des étables. Le premier étage comprend les pièces de réception et de vie,.
Au-delà de ces principes généraux, plusieurs types de maisons ont été dégagés. La « Maison Rouge », mesurant 11 × 12 m au sol, est l'une des mieux préservées en raison d'un incendie qui l'a détruit et ses murs sont préservés sur une hauteur d'environ 2 m. Son espace central est en fait situé sur son côté oriental, et n'a pas été ceint de pièces comme cela est courant, sans doute par manque de place. Elle comprend six pièces, dont une cuisine et une salle d'eau, avec des canalisations ; elle donne sur la rue par une salle allongée où se trouve également un départ d'escalier menant à l'étage (ou au toit en terrasse). C'est une maison de taille plutôt réduite, où peu d'objets ont été retrouvés (dont trois tablettes comptables).
La « résidence aux installations artisanales », dégagée partiellement mais déjà sur 500 m², constitue un édifice plus imposant et complexe, qui a connu plusieurs phases de réorganisation et de reconstructions. La porte d'entrée n'a pas été reconnue, une pièce semble jouer le rôle d'espace central autour duquel s'organise l'édifice, et la présence d'un étage est incertaine mais vraisemblable. Comme son nom l'indique plusieurs pièces présentent des installations artisanales, mais les activités exercées sont difficiles à déterminer : peut-être une teinturerie, voire aussi une boulangerie. On y trouve aussi une pièce qui a pu avoir une fonction cultuelle, ainsi que des latrines avec des toilettes « à la turque ». Il s'agit donc d'un édifice atypique mêlant plusieurs types de fonction, impression renforcée par la découverte de tablettes administratives documentant des activités économiques.
Un autre grand édifice aux fonctions complexes est la « Maison du Grand Prêtre », ou plutôt une « unité d'habitation » car il ne s'agit manifestement pas d'une simple maison. C'est un ensemble trapézoïdal de 22 × 17 × 12 m composé de plusieurs unités agglutinées (au moins cinq, comprenant de 1 à 4 pièces), sans espace central pour le structurer, des pièces destinées au stockage au rez-de-chaussée, et probablement avec un étage, qui pourrait avoir compris des espaces de réception. Comme son nom l'indique cette structure est probablement liée à l'exercice du culte : elle se situe entre l'Enceinte sacrée et le Massif Rouge, voisinant également des pièces servant de réserves et de dépendances, au milieu du système de circulation de ce quartier. Il pourrait alors s'agir du « poste de commande » de cet ensemble, donc d'un centre administratif (l'édifice a livré quelques tablettes comptables enregistrant des offrandes cultuelles).
Un autre espace plus particulièrement intéressant dégagé dans la Ville II est le « Souk », un espace triangulaire situé à proximité de la jonction de deux voies majeures, près du temple d'Ishtar. Il est organisé autour d'une petite place également triangulaire, bordée de piliers qui devaient soutenir un portique s'étendant sur ses trois côtés. Elle ouvre sur plusieurs pièces, constituant pour plusieurs des cellules doubles, ce qui rappelle la structure des boutiques des souks modernes. Elle comprendrait au minimum une douzaine d'échoppes, sans doute plus en incluant les espaces non fouillés du secteur. C'est un exemple unique de secteur commercial organisé pour une ville de ces époques, donc une découverte d'un grand intérêt.
L'artisanat est documenté dans le niveau P1 du « temple-manufacture », aux abords de l'Enceinte sacrée. Il s'agit sans doute d'une activité dirigée par le palais ou le temple. Ainsi un secteur a livré plus de 1 700 pièces en silex (lames taillées, nucléus, déchets de débitage, etc.), qui y étaient transformés en outils de précision pour graver des pièces en nacre.
En revanche peu de tombes ont été mises au jour, les fouilles s'étant concentrées sur des zones qui n'en contiennent normalement pas et n'ayant pas souvent fouillé sous les habitations, emplacement habituel des sépultures en milieu urbain. Il ne s'agit plus de tombes construites mais de tombes en pleine terre ou en jarre.

### Textes et histoire: un royaume puissant

Mari et les principaux sites de la Syrie et de la Haute Mésopotamie au

Les sources écrites datées de la période de la Ville II, qui est désignée dans la terminologie usuelle comme le Dynastique archaïque III, fournissent quelques informations éparses sur le royaume de Mari. Elles sont néanmoins peu nombreuses,. 

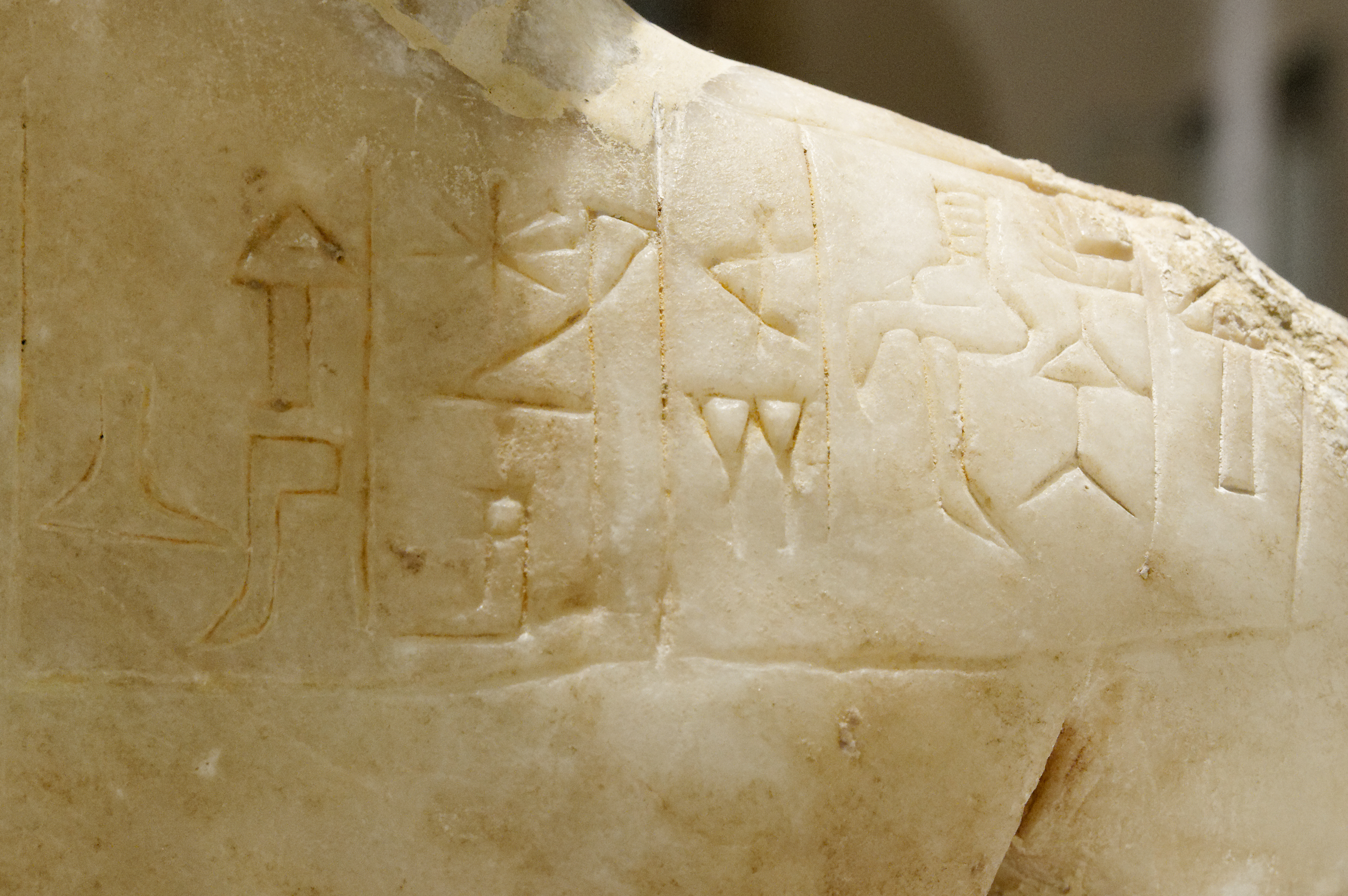
Inscription sur l'épaule de la statuette d'Ebih-Il.
Traduction : (sa) statue, Ebih-Il, nu-banda, à Ishtar « virile », il a offert.

Les inscriptions figurant sur des statues permettent de connaître les noms de plusieurs rois et de leur entourage proche, donc l'élite du royaume. La statue d'Ishqi-Mari est la seule qui représente un roi, les autres représentent les épouses, fils ou serviteurs de roi en les nommant. Ils portent le titre de « roi (lugal) de Mari », auquel s'ajoute parfois celui de « grand vicaire (ensí-gal) du dieu Enlil ». Plusieurs fonctions de la cour apparaissent, comme celles du « capitaine » (nu-banda, une fonction de commandement militaire) Ebih-Il et du « maître chantre » (nar-gal) Ur-Nanshe,. 
Quelques documents administratifs ont été mis au jour dans plusieurs bâtiments (Palais présargonique, Maison rouge, Bâtiment aux installations artisanales, Maison du Grand Prêtre). Ils sont essentiellement écrits avec des logogrammes sumériens, mais ils comprennent aussi des mots écrits phonétiquement qui renvoient à la langue sémitique parlée localement. Elles datent des règnes précédant la fin du royaume. On ne sait pas de quelle administration ils relevaient, car rien n'indique clairement un lien avec le palais royal, mais ils fournissent quelques informations renvoyant aux institutions courantes à l'époque : ils évoquent le « palais » (é-gal), la « maison du roi » (é lugal), il s'agit de bureaux ou « Maisons » spécialisés dans un domaine de compétence précis. Les archives de la Maison du Grand Prêtre, bâtiment du secteur des temples, enregistrent ainsi des offrandes céréalières pour le culte, tandis que celles du Bâtiment aux installations artisanales, où se déroulent diverses activités économiques, documentent l'entretien d'ânes et de bateaux, donc une activité liée au transport et aux échanges terrestres et fluviaux.
L'histoire politique de la période est pour l'essentiel reconstituée à partir des textes provenant d'Ebla en Syrie occidentale, et datent du XXIVe siècle. Mari est souvent mentionnée dans les tablettes provenant de ce site, en particulier dans la lettre d'Enna-Dagan de Mari au roi d'Ebla récapitulant les relations passées entre les deux cités et les conquêtes de plusieurs rois de Mari. La documentation de Basse Mésopotamie est en revanche peu utile : il n'y a guère qu'une mention de Mari dans les nombreux textes du royaume de Lagash, la mention de sa défaite par le roi local Eanatum. Des textes historiographiques rédigés plusieurs siècles après cette période, notamment la Liste royale sumérienne, évoquent Mari en relation avec des rois de la période, mais leur valeur historique est douteuse. De ce fait il est impossible de faire une histoire politique du royaume de Mari à cette période : les rois ne sont souvent connus que par de courtes inscriptions, il est impossible de déterminer avec certitude leur ordre de succession, et peu d'événements sont évoqués en dehors de la lettre d'Enna-Dagan. Ce qui est connu relève surtout des rapports avec Ebla.
Le fondateur de la dynastie qui règne à Mari semble être Anubu (v. 2500 ?), dont le souvenir a été préservé par la Liste royale sumérienne, auquel la lettre d'Enna-Dagan attribue d'importantes victoires. Le « trésor d'Ur » provenant du palais comprend une perle inscrite au nom de Mesanepada d'Ur, qui règne vers cette époque et entretient donc des relations avec Mari. On ne sait pas grand quasiment rien à propos des rois suivants, dont le nom est connu par des inscriptions votives. Autour de 2400, Iblul-Il de Mari conduit une campagne sur le Haut Euphrate, à Hassuwa, et les souverains éblaïtes lui versent un lourd tribut pour ne pas être attaqués. Il est donc probablement le roi le plus puissant de la région. Ses successeurs directs, parmi lesquels se trouve Enna-Dagan, restent en position de force jusqu'à ce que Tab-dar (ou Hida'ar) ne subisse une défaite face à Ebla, qui avait apparemment reçu l'appui des deux principales puissances situées à l'est de Mari, Nagar (Tell Brak) dans le Khabur et Kish au nord de la Basse Mésopotamie. La paix est signée entre Mari et Ebla. Mais peu de temps après Ebla est détruite. L'identité du coupable reste à déterminer : pendant longtemps les historiens ont plutôt penché pour Sargon d'Akkad ou son petit-fils Naram-Sin, mais l'analyse des tablettes d'Ebla indique que la destruction a dû se passer avant leur règne. Le meilleur candidat est donc Mari, qui aurait pris sa revanche, alors que Tab-dar est encore au pouvoir. Ishqi-Mari monte sur le trône de Mari peu de temps après (peut-être après deux règnes intermédiaires). La chute de Mari face à Akkad se produit sous son règne,.

### La fin de la Ville II et l'époque d'Akkad
Autour de 2300/2250, la ville de Mari subit une destruction qui marque la fin de la Ville II, avant tout identifiée dans ses principaux monuments, qui sont incendiés sans exception, détruits et abandonnés pour la plupart (sauf le palais). Dans le reste de la ville il y a des indices de destruction et d'abandon au moins partiel. Les objets votifs des temples (statuettes, panneaux incrustés de nacre) sont mutilés ou détruits,. Les fouilles d'une section de l'enceinte de la Ville II ont indiqué qu'elle a été abattue à ce moment, nouvel indice de la destruction systématique de la ville à laquelle ont procédé les vainqueurs.
La dynastie régnante s'achève, apparemment sous le règne d'Ishqi-Mari, et le site connaît une période d'abandon partiel. La plupart des historiens considèrent que cette destruction est causée par les troupes du roi Sargon d'Akkad, qui a alors unifié la Basse Mésopotamie et conduit des expéditions militaires en Haute Mésopotamie et en Syrie. Un des noms d'années qui lui est attribué (sans certitude) commémore la prise de Mari,.
Le fouilleur du site, J.-C. Margueron, a cependant défendu l'hypothèse que le règne de Sargon voie seulement Mari faire allégeance à celui-ci, et que sa destruction date du règne de son petit-fils Naram-Sin, après une révolte. J.-M. Durand a reconstitué un scénario similaire à partir d'une tablette plus tardive retrouvée à Mari : un serviteur de Sargon, Idida/Ididish, aurait soumis Mari pour son compte ; mais la destruction de la ville serait survenue durant le règne de Naram-Sin, à la suite d'une révolte infructueuse de Mari contre la domination d'Akkad,.
Peu de bâtiments semblent datés de la période suivant directement la destruction et précédant la reconstruction du début de la Ville III : le niveau P0 du palais, qui est ensuite vidé de son contenu sans destruction ; dans le secteur sacré, les « Temples anonymes » et le « Temple-tour ».

## Les débuts de la Ville III et l'époque desŠakkanakku(v. 2250-1810)

### La Ville III: refondation, stratigraphie et urbanisme
Après la prise de la ville et la destruction de ses monuments, elle est rapidement réoccupée. Durant l'époque de la Ville III, la totalité de la surface de la ville, dans l'enceinte extérieure, est réoccupée. Néanmoins la majeure partie a disparu en raison de l'érosion qui a affecté le site après sa destruction finale (sauf les groupes monumentaux, incendiés et donc mieux préservés quel le reste) et du fait que le niveau des constructions est volontairement maintenu à une hauteur constante le long de la période, ce qui explique notamment pourquoi très peu d'espaces domestiques de la Ville III ont été mis au jour, surtout identifiables par la présence de tombes et de puisards,.
Seules les fondations de l'enceinte intérieure ont été retrouvées jusqu'à présent, donc on ne sait pas quelles évolutions ont connue les superstructures, après avoir été restaurées au début de la période. L'enceinte extérieure est quant à elle dans un premier temps reconstruite sur le modèle de la précédente, puis elle a été doublée sur sa face interne par un mur de même épaisseur, et par un autre de moindre épaisseur sur sa face externe. Elle a alors une dizaine de mètres d'épaisseur, qui en font une véritable muraille protectrice. La face interne est ensuite dotée d'un glacis de gravillons, qui semble répondre aux évolutions de l'art du siège à cette période (tours d'assaut, sape et percement).
Après les destructions liées à la conquête akkadienne, l'infrastructure de la Ville II connaît diverses transformations. On ne procède pas à un terrassement contrairement à la refondation précédente (ce qui a permis cette fois-ci de préserver les derniers niveaux de la Ville II), mais à une égalisation des niveaux, qui sont ensuite préservés durant les quatre siècles que dure la Ville III. Le réseau de circulation ne semble pas être modifié de manière significative. Les réaménagements semblent être plus ou moins importants selon les endroits. Les principaux monuments sont reconstruits par tranches de travaux, qui se traduisent par une restructuration de grande ampleur du centre monumental au XXe – XXIe siècle av. J.-C. Le « Grand Palais Royal » est construit à l'emplacement de l'ancien « temple-manufacture », avec une extension en direction du sud, un palais secondaire moins grand est érigé plus à l'est (« Petit Palais Oriental »). Le secteur des palais est la zone qui subit le plus de modifications, avec la désacralisation d'une partie des anciens sanctuaires et la construction de la Haute Terrasse et du temple aux Lions. Sous les principaux monuments construits dans le centre (Palais Royal, Haute Terrasse), une ou deux couches de galets stabilisent et imperméabilisent les sols, limitant les remontées de sels,.

### LesŠakkanakku
Il n'y a quasiment pas de traces de la domination akkadienne à Mari. Comme vu plus haut la manière dont se met en place cette domination reste débattu : l'approche dominante considère que Sargon marque le début de la domination akkadienne, après la destruction de la ville, tandis que selon le scénario proposé par J.-M. Durand, c'est à ce moment-là un serviteur de Sargon, Idida/Ididish, qui prend la ville sans la détruire et en devient gouverneur militaire, šakkanakku, pour le compte d'Akkad. La ville se soulève ensuite lors de l'insurrection générale qui a lieu sous le règne de Naram-Sin et c'est à ce moment qu'elle subit d'importantes destructions. Deux inscriptions au nom de filles du roi Naram-Sin proviennent de Mari ; l'une d'elles, Simat-Ulmash, pourrait avoir été mariée à un souverain de Mari.
Quoi qu'il en soit c'est vers cette période que se met en place un nouveau régime à Mari, dont les dirigeants portent le titre de šakkanakku (sumérien šagin) qui désigne un personnage de haut rang dans la hiérarchie militaire, un « général » ou un « gouverneur militaire » chargé en particulier de commander les garnisons frontalières. Ce titre serait d'abord porté parce que ses premiers détenteurs exercent la domination pour le compte d'Akkad, mais par la suite ils deviennent indépendants, tout en le conservant,. Ce scénario reste hypothétique faute de sources documentant les premiers règnes de cette nouvelle « dynastie » : une poignée d'inscriptions de fondation et de dédicaces de statues, des légendes de sceaux aux noms de šakkanakku ou de leurs proches, et deux listes dynastiques postérieures préservant les noms de souverains. Leur ordre de succession et leurs durées de règne sont débattus,. En liant les données épigraphiques et archéologiques, P. Butterlin a de son côté proposé de distinguer plusieurs grandes étapes dans la longue histoire des Šakkanakku : des « Šakkanakku gouverneurs », pour le compte des rois d'Akkad, auxquels succèdent des « Šakkanakku restaurateurs », qui procèdent notamment aux importants travaux constatés dans le secteur des temples, et les « Šakkanakku royaux », contemporains des rois de la troisième dynastie d'Ur (XXIe siècle av. J.-C.), sous lesquels sont entrepris les constructions palatiales (Grand Palais Royal, Petit Palais oriental), ces différents aménagements successifs étant un témoignage de la puissance et de la prospérité du royaume à cette période. Suit une phase « Šakkanakku finale », moins bien connue.
Le premier des Šakkanakku sur lequel on dispose de quelques informations est Apil-kin : des inscriptions de fondation indiquent qu'il remodèle une partie du quartier sacré, et une copie d'inscription de Babylonie, le présentant comme le « roi (lugal) de Mari », fait de sa fille la bru roi Ur-Namma de la troisième dynastie d'Ur (v. 2112-2094) donc sans doute l'épouse de son fils et successeur Shulgi ; elle porte le nom de Taram-Uram, « Elle aime Ur », qui lui a probablement été donné à l'occasion. On ne sait rien de plus sur cette reine, sans doute morte dans la première partie du règne de son mari, mais il est possible qu'elle soit la mère du roi d'Ur suivant, Amar-Sin, car ce dernier intègre Apil-kin parmi les défunts recevant un culte officiel, ce qui est normalement réservé à ses ancêtres. En tout cas l'alliance entre Mari et Ur, qui a alors étendu son emprise sur la majeure partie de la Mésopotamie, est durable et ne s'accompagne pas d'une domination politique. Un prince de Mari nommé Puzur-Erra est administrateur du temple d'Utu à Larsa sous Amar-Sin. À Mari, ce serait vers cette période qu'il faudrait situer les règnes de Puzur-Ishtar et de ses successeurs Itlal-Erra et Hanun-Dagan, période durant laquelle le Grand Palais Royal est construit ; A. Otto situe en revanche ces règnes plus tard, au XXe siècle av. J.-C., suivant le style des statues et sceaux datés de leurs règnes,.
Lors de la désintégration de la troisième dynastie d'Ur dans les années 2020-2000, le gouverneur d'Isin nommé Ishbi-Erra qui fait sécession et fonde une nouvelle dynastie dans sa province semble également originaire de Mari. Une nouvelle dynastie de Šakkanakku est peut-être fondée à Mari à cette période. En tout cas quasiment rien n'est connu à propos des souverains suivants, qui règnent jusqu'à la prise de pouvoir de Yahdun-Lim en 1811 qui marque la fin de l'époque des Šakkanakku, en dehors de leur nom préservé par le biais des listes royales et de scellements,. Les textes administratifs désignés en raison de leur style d'écriture comme du type des Šakkanakku sont certes pour partie datables de la toute fin de cette dynastie, mais ils couvrent aussi le règne de Yahdun-Lim (voir plus bas).

### Le Grand Palais Royal et les autres bâtiments officiels
Le palais est reconstruit au début de la période de la Ville III, mais il ne reste quasiment rien des niveaux de la première partie de celle-ci (J.-C. Margueron parle de « palais fantôme »), qui ont disparu lors d'une reconstruction qui se déroule au XXIe siècle av. J.-C. qui se fait à un niveau plus bas que celui de l'édifice antérieur,. Il semble qu'elle ait lieu sous le règne de Hanun-Dagan ou un peu avant (sous le règne de Puzur-Ishtar ?). Ce palais ayant été celui qu'occupent les souverains de Mari jusqu'à la destruction de la ville, il est surtout connu par son dernier état, celui de la première moitié du XVIIIe siècle av. J.-C. Il semble néanmoins que son agencement n'ait pas été substantiellement modifié entre-temps, donc il est possible de reconstituer la taille et les principales unités de l'époque des Šakkanakku : il est un peu plus petit que l'état final puisque des ajouts ont été effectués au sud et à l'est, il comprend une chapelle qui occupe une partie de l'ancienne Enceinte sacrée, l'édifice gardant donc son caractère religieux qui fait son originalité parmi les palais de la période ; il comprend une grande cour à l'ouest (la future « cour du Palmier ») qui permet au sud de rejoindre la salle du trône (dont l'emplacement reste également fixe),.
Un second palais a été bâti à l'est du principal, surnommé « Petit Palais oriental ». Il reste également en place jusqu'à la fin de la ville. Il s'agit d'un bâtiment imposant de forme rectangulaire orienté nord-est/sud-ouest, dont la partie nord, où se trouvait l'entrée, a quasiment disparu en raison de l'érosion. Elle s'organise autour d'une grande cour, qui conduit à l'unité comprenant la salle du trône. Derrière celle-ci on accède aux appartements royaux. Une particularité de cet édifice est qu'il comprend deux hypogées, des tombeaux voûtés se trouvant sous son sol, dont un ensemble sous la salle du trône. Il pourrait s'agir du lieu d'inhumation des souverains, le caractère sacré du Grand Palais Royal y interdisant peut-être les inhumations. La date de construction de l'édifice reste indéterminée. On sait que le fils du roi Puzur-Ishtar, Hitlal-Erra, y a résidé, et par la suite il sert à nouveau de résidence à des membres de la famille royale. Il pourrait s'agir d'un lieu construit pour héberger le roi et sa famille pendant les travaux de construction du Grand Palais Royal.
Le Bâtiment E, au nord-ouest du tell, est un autre bâtiment officiel qui date de la Ville III et pourrait remonter à l'époque des Šakkanakku, au moins dans sa phase tardive (XXe siècle av. J.-C.), mais cela reste incertain. Il est en tout cas encore occupé à l'époque amorrite. Fouillé de manière partielle, il comprenait un espace central couvert d'un plafond capitonné dont les restes ont été retrouvés au sol.

### Les temples

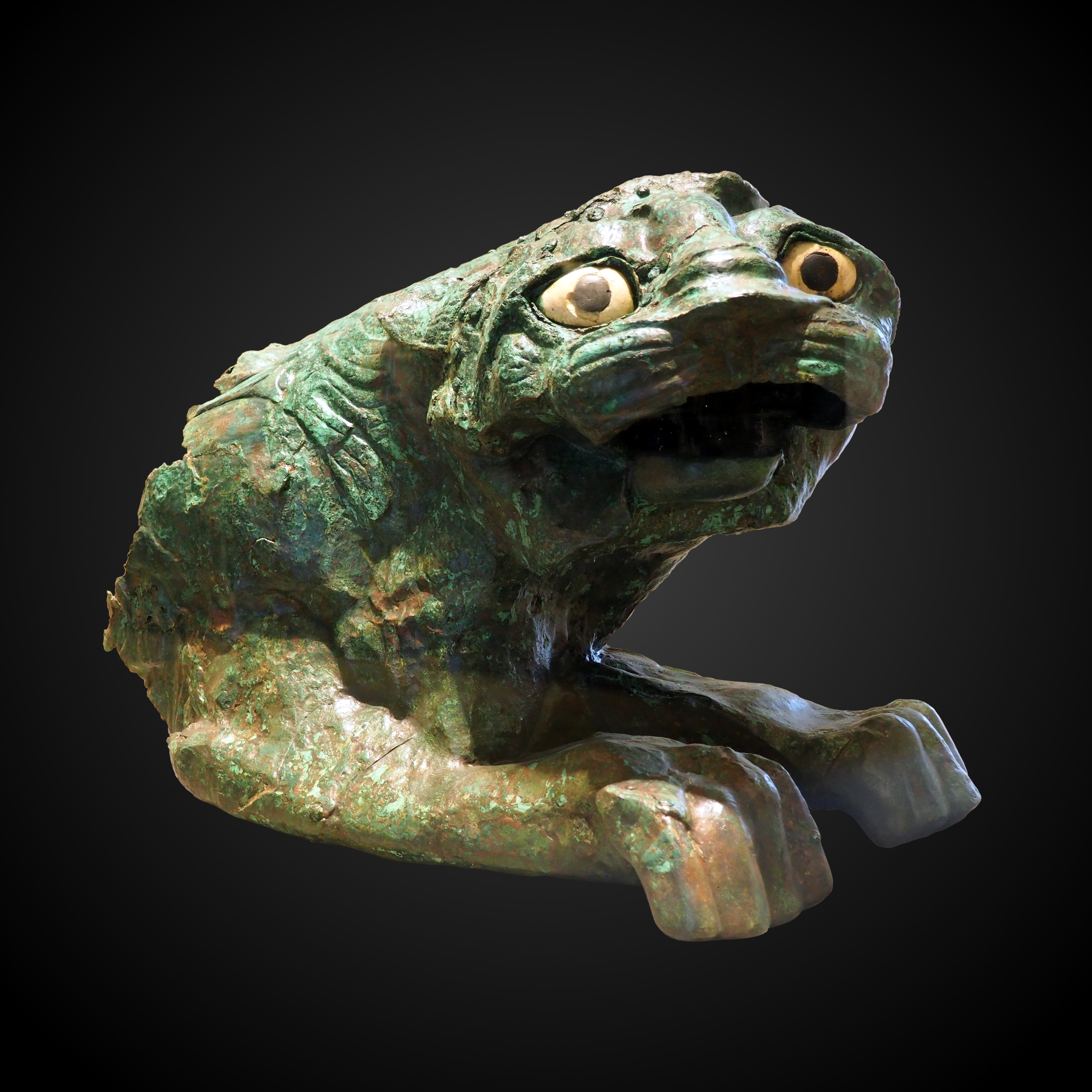
Une des deux statue de lion en cuivre ayant donné son nom au temple aux lions. Leur datation est controversée. Musée du Louvre.

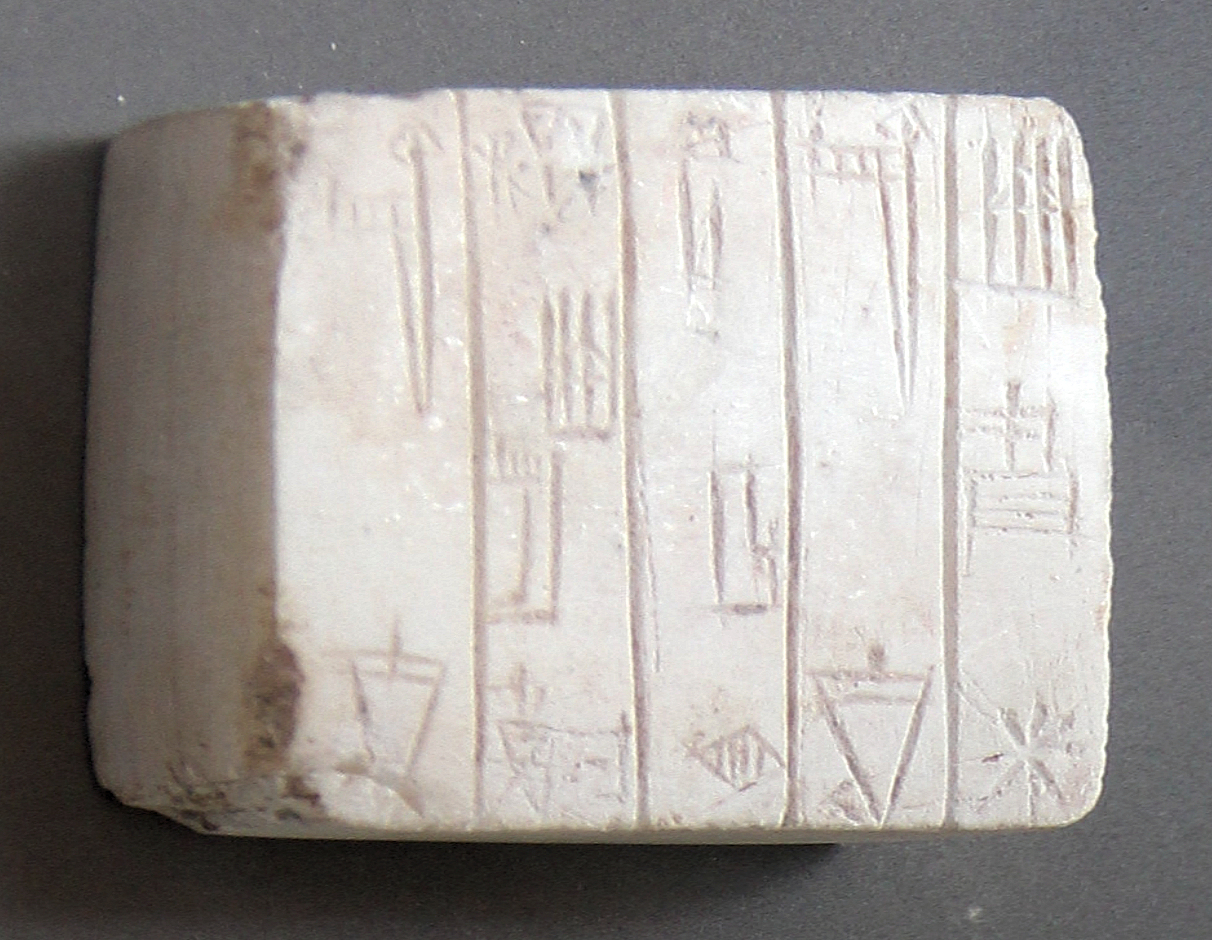
Tablette en calcaire de dépôt de fondation d'Ishtup-Ilum, commémorant la reconstruction du temple du « Seigneur du Pays ». Musée du Louvre.
Traduction de l'inscription : Ishtup-ilim, šakkanakku de Mari, fils d'Ishme-Dagan, šakkanakku de Mari, a construit le temple du Seigneur du Pays.

Le secteur des temples connaît de profonds réaménagements à l'époque des Šakkanakku, en plusieurs étapes. Les temples de Ninni-Zaza et d'Ishtarat et ceux du Seigneur du Pays et de Ninhursag restent en place mais sous de nouvelles formes. Selon les conclusions des dernières campagnes de fouilles qu'il a dirigées, P. Butterlin a proposé le déroulement suivant. Durant la première partie de l'époque, le temple de Ninhursag est reconstruit par Niwar-Mer et Ishtup-El construit le temple aux Lions, qui prend la suite du temple du Seigneur du Pays de la Ville II, et la Haute Terrasse qui le borde. Par la suite un réaménagement important est entrepris par Apil-kin qui a laissé plusieurs dépôts de fondation dans ce secteur sacré, qu'il nomme sahuru/i, qui comprend une restauration du Massif Rouge de la Ville II.
Le temple aux Lions est nommé ainsi parce que deux statues de protomés de lion en cuivre avaient été encastrés dans le mur à gauche de son entrée. Il a longtemps été considéré qu'ils datent de l'époque amorrite, mais ils pourraient être antérieurs,. Les inscriptions qui y ont été mises au jour indiquent que la divinité qui y est vénérée est le « Seigneur du Pays » (Bēl mātim). Le temple est érigé sur une terrasse de 2 mètres de haut, et le bâtiment couvre une surface d'environ 36 × 20 mètres, ce qui en fait le plus grand temple connu à Mari pour la période. Il se présente sous la forme d'un temple rectangulaire allongé avec un porche in antis, reprenant un type répandu dans la Syrie de l'âge du bronze. Le long de sa face nord a été érigée la Haute Terrasse, un monument rectangulaire d'environ 40 × 20 mètres de surface, doté d'une longue rampe de 30 mètres sur son côté nord. Elle est interprétée comme une terrasse sacrificielle associée au temple aux Lions, reprenant la fonction du Massif Rouge de la Ville II,.
Le temple de Ninhursag est reconstruit sous la forme d'un « temple-tour », suivant une tradition syro-levantine déjà attestée sur le site pour la phase antérieure. Il est assez mal conservé,.
Une autre construction de l'époque est un corps de bâtiment de 17 × 12 mètres situé à proximité du temple aux Lions, qui pourrait servir de porche monumental pour le complexe organisé autour de celui-ci. Il a été désigné sahuru car ce terme apparaît dans une inscription d'Apil-kin qui y a été mise au jour, mais les dernières fouilles semblent plutôt indiquer que ce nom désigne l'ensemble du complexe, qui est remodelé durant ce règne.

### Les sépultures
L'époque des Šakkanakku est celle qui a livré la documentation la plus intéressante en matière de sépultures. Plus de 200 tombes ont été mises au jour, ce qui est certes peu au regard des quatre siècles couverts par la période, mais cela représente tout de même un corpus important, d'autant plus que très peu d'espaces domestiques ont été fouillés pour cette époque alors que c'est un lieu d'inhumation courant, de manière à préserver le lien entre les vivants et les morts d'une même lignée. Il y a des inhumations multiples qui doivent correspondre à des tombeaux familiaux, mais semble néanmoins qu'il y ait trop peu de sépultures pour qu'on puisse considérer que tous les membres de la famille soient en général inhumés sous la maison familiale, ce qui inciterait à envisager l'existence de nécropoles hors des murs de la ville. Le type d'inhumation le plus courant est la tombe en jarre, qui représente quasiment la moitié du total. Les tombes simples en pleine terre sont également nombreuses. On trouve quelques sarcophages, et un nombre limité de tombes construites en caveau avec des briques cuites. Comme évoqué le Petit Palais oriental comprend deux hypogées qui pourraient avoir servi à inhumer les membres de la famille royale, ou du moins les plus importants d'entre eux puisqu'il semble qu'un prince ait été inhumé ailleurs (voir plus bas). Elles sont construites avec soin, en briques crues, avec un plafond voûté en encorbellement qui s'élève jusqu'à 2,50 mètres et un sol dallé. Celle située sous la salle I de l'édifice comprend deux chambres, tandis que celle qui a été creusée sous la salle du trône en comprend cinq.
Le mobilier funéraire dépend de la richesse des défunts. Les céramiques sont de loin les objets les plus répandus, jusqu'à une vingtaine pour une même tombe. Les bijoux et parures marquent les défunts riches : des boucles d'oreille, des bagues, des colliers, bracelets, épingles, etc. en métaux et pierres précieuses importées. Des objets en bronze également : vases, armes, outils. Ce matériel funéraire riche et divers tend à indiquer que la population de l'époque des Šakkanakku est caractérisée par une certaine aisance.
La plupart des tombes avaient été pillées, mais quelques-unes ont été trouvées intactes. La tombe du « fils du Šakkanakku » est ainsi nommée parce qu'on y a retrouvé un sceau au nom d'un prince de Mari, fils d'Iddin-ilum, qu'il est tentant d'identifier au défunt. En dépit du statut éminent du défunt, il s'agit d'une tombe à jarre, dans laquelle se trouvaient les restes d'un enfant, couché sur le côté. Il était accompagné de quelques céramiques et de bijoux et parure en or, en argent et en bronze. La « tombe de la princesse » a été nommée ainsi alors que l'identité de la défunte (âgée d'environ 18-20 ans au moment de sa mort) n'est pas connue en raison de son matériel funéraire très riche : une vingtaine de céramiques de formes diverses, des éléments de vêtements et de ceinture en or et en argent, une grande variété de bijoux également réalisés dans des matériaux précieux. Là aussi la méthode d'inhumation contraste avec le contenu, puisqu'il s'agit d'une simple tombe en fosse.
La Maison du potier, l'une des rares résidences fouillées pour la période des Šakkanakku, comprenait deux tombes d'enfants dans ses fondations, peut-être des sacrifices de fondation de la demeure. Mais le fait qu'il s'agisse d'un cas isolé rend l'interprétation difficile.

### Statuaire et glyptique
Trois statues en pierre noire de Šakkanakku sont connues. Celle d'Ishtup-ilum (ou Ishtup-El), mise au jour dans la salle du trône du palais royal, est probablement la plus ancienne. Si on en juge par le style elle serait contemporaine des statues de Gudea de Lagash (seconde moitié du XXIIe siècle av. J.-C.). Elle mesure 1,62 m et représente le roi debout, les mains jointes, dans une attitude d'orant. Il est coiffé d'un bonnet rond, a une longue barbe et une expression sévère voire brutale sur le visage. Il est vêtu d'un vêtement à frange drapé à la verticale qui laisse nue la partie droite de son torse,,,. Les deux autres statues sont plus tardives et sans doute proches dans le temps, les représentent dans la même posture avec le même habit, mais avec une exécution plus raffinée. Celle d'Iddin-ilum (ou Iddin-El), mesurant 42 cm environ, a été retrouvée sans la tête dans la zone des temples de Mari, portant une inscription montrant qu'elle avait été vouée à la déesse Ishtar. Celle de Puzur-Ishtar, mesurant 1,73 cm avec le socle a été retrouvée dans le palais royal de Babylone, ville dans laquelle elle avait sans doute été emportée lors de la prise finale de Mari. Parmi les fragments de statues de la même époque, un est inscrit au nom d'un certain Lashgan, qui ne semble pas de rang royal,.

Statues de l'époque des šakkanakku
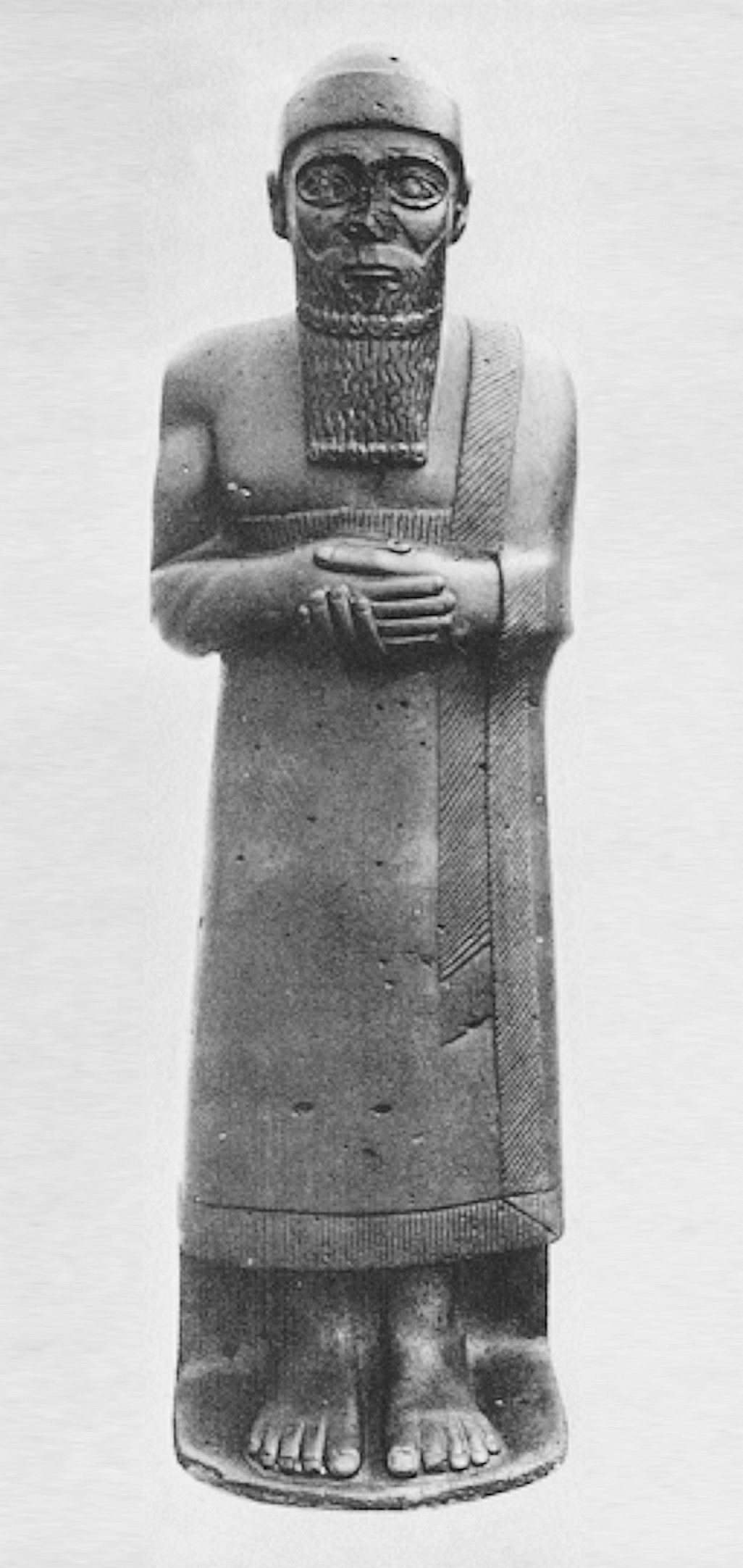
Statue d'Ishtup-ilum. Musée d'Alep.
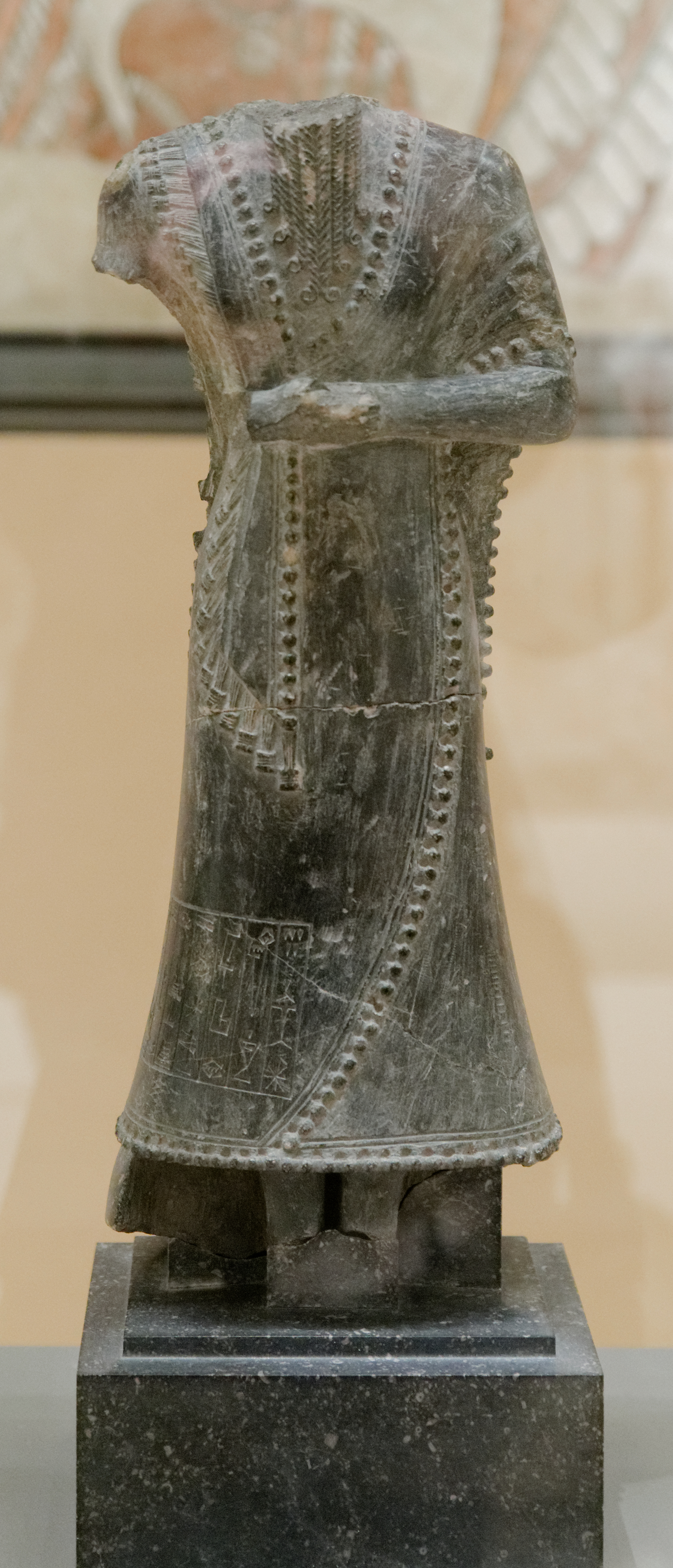
Statue d'Idi-ilum, musée du Louvre.
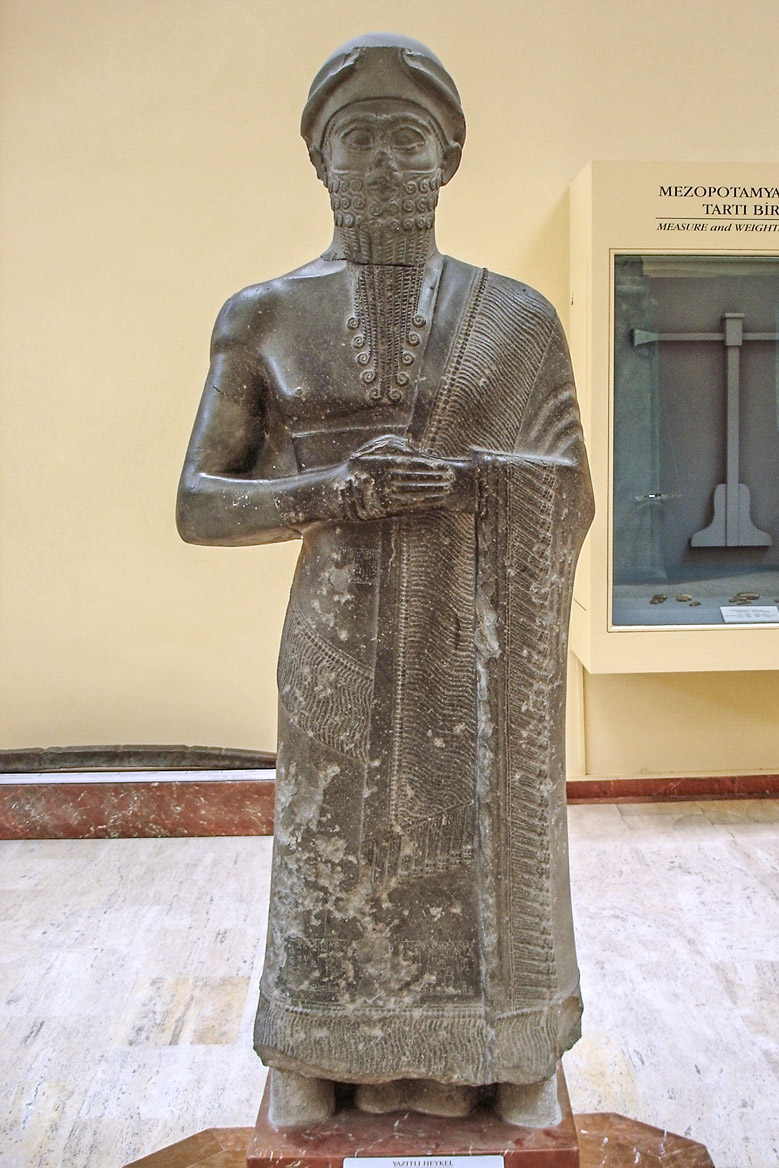
Statue de Puzur-Ishtar, musée archéologique d'Istanbul.

Les sceaux-cylindres de l'époque des Šakkanakku sont notamment connus par la trouvaille d'un lot de scellements de portes mis au jour dans le palais. Leur datation est débattue en raison des incertitudes sur la chronologie des règnes et des styles artistiques. Ils portent des inscriptions permettant d'identifier à qui ils appartenaient, et présentent souvent un style voisin de celui de la Basse Mésopotamie « néo-sumérienne » (v. 2150-2000), marqué par une prédilection pour la scène « de présentation » par une déesse protectrice Lama d'un fidèle à un dieu assis sur un trône, aussi des scènes de composition semblable dans laquelle le fidèle verse une libation devant le dieu, aussi des scènes d'hommage d'un fidèle mains levées devant un dieu. D'autres sceaux témoignent d'un style plus original, notamment pour le règne d'Iddin-ilum, marqué par des scènes d'hommage à une déesse assise, portant un couteau,. A. Otto y voit un style tardif, datable selon elle du XIXe siècle av. J.-C., alors que ce règne est généralement placé dans la seconde moitié du XXIe siècle av. J.-C..

## Mari et son royaume à l'époque amorrite (v. 1810-1760)
La période finale de l'histoire de Mari prend place durant le demi-siècle précédant sa destruction. Sur le plan politique et militaire, c'est une période marquée par de nombreuses turbulences, la Haute Mésopotamie étant très instable, ce qui se traduit par trois changements de roi dans la violence en un laps de temps assez bref, avant la destruction de la ville, elle aussi dans la violence à l'issue d'un conflit. En dehors du palais royal et de quelques édifices, la ville de cette période est peu documentée par l'archéologie, ce qui s'explique en grande partie par le fait que les édifices situés au sommet du tell ont été très touchés par l'érosion. En revanche cette période est l'une des mieux documentées textuellement de l'histoire du Proche-Orient ancien, par la mise au jour dans le palais des archives royales de Mari, dont la traduction, certes encore partielle, a fourni une quantité considérable d'informations sur les aspects politiques, militaires, religieux, économiques et culturels du royaume de Mari et de ses voisins. Cette abondance documentaire ne masque cependant pas le fait que le dernier royaume de Mari, tout en étant vu comme une des principales puissances politiques de son temps, est manifestement moins puissant et prospère que ceux qui l'ont mené à ses périodes les plus fastes sous les rois archaïques et les šakkanakku.

### Histoire politique et militaire

Localisation des principaux sites de Mésopotamie et de Syrie datés de la période paléo-babylonienne.

La Syrie et la Haute Mésopotamie à l'époque des archives de Mari. Les villes dont la localisation est incertaine sont en italique.

#### Yahdun-Lim

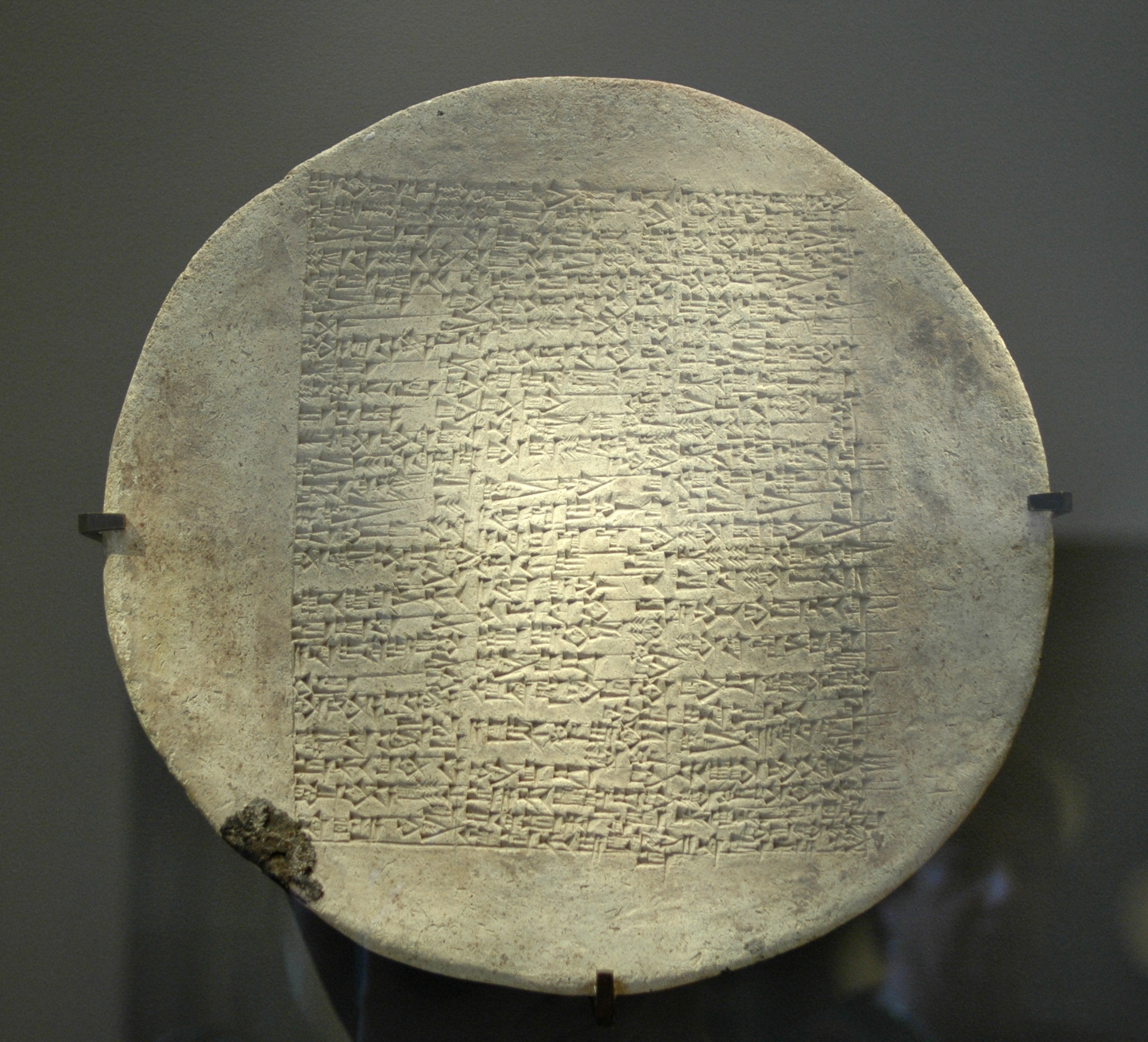
Disque inscrit portant une inscription commémorant la victoire de Yakhdun-Lîm contre les Benjaminites et son expédition jusqu'à la Méditerranée, musée du Louvre.

Yahdun-Lim est le premier roi de Mari de la période amorrite que l'on connaisse bien. Il succède manifestement au dernier souverain portant le titre de Šakkanakku/šagin, dont le nom est inconnu, dans des circonstances indéterminées. Pour sa part, il porte le titre classique de « roi », en akkadien šarrum. Il règne de 1810 à 1794. De son père Yaggid-Lîm, on ne sait pas grand-chose, mais c'est un chef tribal bensim'alite qui semble avoir régné à Suprum, ville située à proximité de Mari mais sur l'autre rive de l'Euphrate. Une fois au pouvoir, la première entreprise de Yahdun-Lim est d'étendre son royaume vers l'ouest, où il soumet Terqa et Tuttul. Puis il se tourne vers le triangle du Khabur, au nord, où au même moment le roi Samsi-Addu d'Ekallatum cherche à s'implanter, et qu'il bat. Il se brouille ensuite avec le roi d'Alep, en préférant l'alliance d'Eshnunna à la sienne, et celui-ci soutient en représailles une révolte des nomades Benjaminites. Le règne de Yahdun-Lîm s'achève par un coup d'État donnant le pouvoir à son fils Sumu-Yamam,.

#### Samsi-Addu et Yasmah-Addu
Cette période trouble s'achève en 1792 par l'invasion du royaume de Mari par Samsi-Addu (en akkadien Shamshi-Adad). Ce dernier choisit finalement de laisser Mari être la capitale d'un royaume, en y plaçant vers 1782 son fils Yasmah-Addu sur le trône, tout en gardant la prééminence, en contrôlant notamment sa politique internationale et plus généralement les affaires majeures, depuis sa capitale Shubat-Enlil. Samsi-Addu entretient des rapports tendus avec le roi Sumu-epuh d'Alep, du fait de son alliance avec l'ennemi de ce dernier, le roi de Qatna, dont la fille a épousé Yasmah-Addu. Le roi d'Alep apporte son soutien à Zimri-Lim, chef de la tribu à laquelle appartenait Yahdun-Lim, ainsi qu'à d'autres rois chassés par Samsi-Addu. La fin de règne de ce dernier est marqué par des révoltes, et sa mort en 1775 entraine l'effondrement de sa construction politique. Yasmah-Addu ne tient que quelques mois de plus à Mari, dont s'empare Zimri-Lim,.

#### Zimri-Lim et son royaume
Une fois monté sur le trône, Zimri-Lim doit choisir entre être le vassal d'Eshnunna, comme Yahdun-Lim auparavant, ou celui d'Alep, qui l'avait protégé pendant ses années d'exil. Il choisit ce-dernier, et se retrouve donc en conflit avec Eshnunna qui suscite à son tour une révolte des Benjaminites. Zimri-Lim réussit à triompher de cette épreuve et renforce ainsi son pouvoir, s'imposant comme l'un des grands rois du Proche-Orient. La suite de son règne consiste à asseoir le rôle de premier plan de Mari dans le concert international. Il choisit de s'allier au roi d'Élam quand celui-ci attaque Eshnunna. Une fois cette ville tombée, le roi élamite choisit cependant de continuer vers le sud et le nord de la Mésopotamie, menaçant les positions de Mari dans la région du Khabur. Zimri-Lim s'allie alors avec le roi Hammurabi de Babylone, qui a lui aussi soutenu le roi élamite avant de s'en mordre les doigts. Les deux parviennent à susciter une coalition contre l'Élam, qui réussit à renvoyer l'assaillant chez lui. Fort de ce succès, Zimri-Lim renforce son emprise sur la Haute Mésopotamie, mais la situation instable de la région lui impose d'y intervenir directement. L'alliance avec Hammurabi est poursuivie, les troupes de Mari lui fournissant un appui pour s'emparer du royaume de Larsa,.
L'organisation du royaume mariote est surtout documentée pour le règne de Zimri-Lim. À la tête du royaume se trouve le roi (šarrum), dont la légitimité est à la fois d'origine divine (il est l'élu des grands dieux de la royauté) et dynastique (il est l'héritier d'une lignée qui a dirigé sa tribu et le royaume par le passé). Il dispose d'une administration centrale composée par son entourage. Parmi les plus importants dignitaires se trouvent le « premier ministre » ou « vizir » (šukkallum), et le šandabakkum qui a pour rôle de superviser l'économie du domaine royal. Un conseil (pirištum, « secret »), assiste le souverain dans sa prise de décisions. La reine Shibtu joue aussi un rôle important dans l'administration du palais et les affaires religieuses, en particulier quand le roi est éloigné de la capitale. La correspondance entre le roi et ses subordonnés mise au jour dans le palais royal fournit une grande quantité d'informations : les affaires les plus importantes sont rapportées au roi, qui ensuite délibère et donne ses ordres. Le cœur du royaume, autour des cités de Mari, Terqa et Saggaratum, est organisé suivant un système provincial. Au-delà s'étendent des zones périphériques plus ou moins bien contrôlées par Zimri-Lim (Qattunan dans le cours inférieur du Khabur, le Suhum en aval de l'Euphrate, la cité de Tuttul en amont) et les royaumes vassaux (voir plus bas). En plus de sa fonction de « roi de Mari », Zimri-Lim est également le « roi du pays bédouin », c'est-à-dire qu'il est le chef des tribus amorrites des Bensimalites, qui peuvent s'aventurer hors des frontières de son royaume car une partie d'entre elles pratique un nomadisme pastoral (voir plus bas),.
La guerre est une donnée essentielle du règne de Zimri-Lim, qui prend place dans une situation trouble, avec des affrontements entre grandes puissances et une myriade de conflits locaux opposant notamment ses vassaux. La guerre est un moyen d'obtenir le contrôle de territoires et de leurs populations (dont une partie est souvent déportée après une défaite et réduite en esclavage pour le compte des vainqueurs) et aussi de s'enrichir par le biais des pillages et des tributs. La guerre est un genre de vie valorisé, Zimri-Lim conduit à plusieurs reprises ses troupes, et plus généralement la victoire militaire est essentielle pour la légitimité et la pérennité du pouvoir des souverains. L'armée comprend quelques soldats de métier, constituant la garde rapprochée du roi, et le gros de ses troupes est constitué d'hommes figurant sur des listes de recensements et appelés au combat, ainsi que des contingents fournis par les groupes nomades voire des vassaux et alliés. Les troupes comprennent essentiellement des fantassins armés de lances et d'arcs, les chars de guerre jouant alors un rôle limité

#### La chute de Mari
L'alliance avec le roi de Babylone se retourne contre Zimri-Lim : une fois maître du sud mésopotamien, Hammurabi commence à lorgner vers le nord, où il empiète sur les positions de Mari. La suite des évènements est mal connue, mais elle aboutit à un conflit entre les deux anciens alliés et Mari est prise par les armées babyloniennes en 1761 av. J.-C. Elle occupée pendant plusieurs mois et finalement détruite méthodiquement en 1759,.
L'archéologie documente bien ces étapes dans le palais : l'édifice est vidé de l'essentiel de son contenu, ses archives sont triées et ce qui intéresse le pouvoir babylonien est emporté, puis au terme de l'occupation il est incendié et démoli (l'étage s'effondre sur le rez-de-chaussée). La muraille de la ville est rasée. Le sort du reste de la ville est mal compris : les temples sont peut-être également détruits, la situation des quartiers d'habitation n'est pas connue faute de fouilles. Il est possible que la population de la ville ou du moins une partie d'entre elle soit alors déportée, suivant une pratique courante à cette époque.

### Les archives royales de Mari

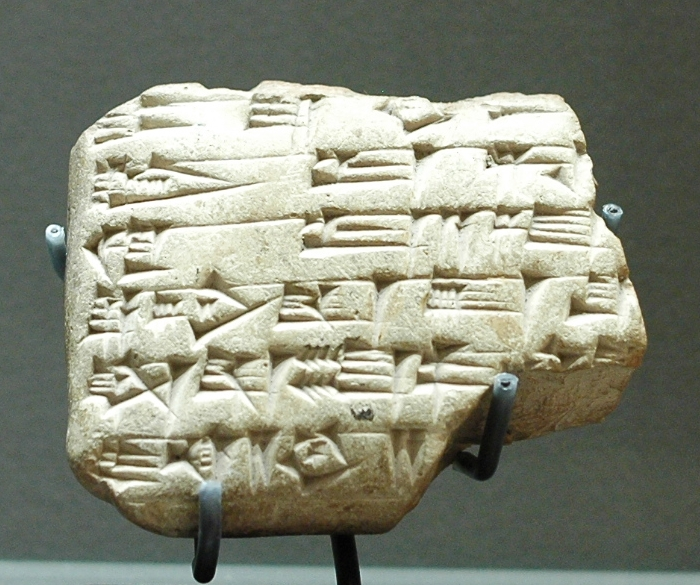
Tablette des archives du palais royal de Mari, règne de Zimrî-Lîm.

La période amorrite est essentiellement documentée à Mari par les archives mises au jour en divers points du palais royal, formant un ensemble de plus de 20 000 tablettes et fragments selon A. Parrot après ses découvertes, chiffre ramené par D. Charpin à environ 13 000 textes exploitables, dont plus de 9 000 édités en 2019. Les plus anciennes, au nombre d'environ 1 500, sont les textes dits des Šakkanakku, différents du reste par leur style d'écriture, qui datent de la seconde moitié du XIXe siècle av. J.-C., donc de la toute fin de l'époque des Šakkanakku et de la première partie du règne de Yahdun-Lim. Il s'agit d'une documentation de nature administrative, pour la plupart découverte lors des dernières campagnes de fouilles et encore peu étudiée. La grande majorité des tablettes et la partie qui a concentré l'essentiel de l'effort des traducteurs couvre le demi-siècle qui va de 1810 à 1760, la grande majorité datant du règne de Zimri-Lim.
Les archives royales de Mari sont des tablettes laissées sur place par les conquérants babyloniens lorsqu'ils ont pris la ville et pillé le palais, en sachant qu'ils en ont emporté une partie qu'ils jugeaient plus importante. Elles se répartissent pour l'essentiel en deux grandes catégories. D'abord les plus nombreux, les textes administratifs documentant la gestion de l'administration du roi, surtout des tablettes enregistrant les entrées et les sorties de produits, notamment des textes de sortie de nourriture pour la table royale (les « repas du roi »), les rations distribuées au personnel du palais, les présents offerts aux messagers et cours étrangers, aussi des textes d'inventaire de biens stockés dans le palais (notamment les objets précieux et matières premières destinées aux artisans du palais), des listes de champs du domaine royal et des documents fiscaux, des listes de travailleurs du palais et de captifs de guerre déportés, etc. D'autres textes administratifs documentent l'administration des provinces, notamment des recensements à but militaire et les présents offerts par des notables locaux au roi. Il s'agit de textes souvent courts ou du moins laconiques, qui pris individuellement fournissent un nombre d'informations limité, mais une fois regroupés en séries cohérentes ils fournissent d'importantes informations sur le fonctionnement de l'administration et la vie matérielle de l'époque. Le fait que ces textes soient souvent datés permet de les utiliser pour reconstituer l'histoire politique. Les lettres des archives royales de Mari constituent la documentation la plus étudiée et mise en avant de ce corpus par son aspect « vivant » et la mine d'informations qu'elle fournit même si leur compréhension peut être ardue en raison de l'absence de précisions sur leur contexte (et notamment la perte des lettres qui les précèdent et les suivent, quand on a affaire à plusieurs échanges). Elle comprend la correspondance des rois avec leurs subordonnés en poste dans les provinces ou en mission à l'étranger, et aussi la partie de leur correspondance diplomatique que les Babyloniens n'ont pas emportée (ils ont manifestement pris les lettres envoyées par les rois les plus puissants, à commencer par celles de leur roi Hammurabi). Un ensemble de lettres important est la correspondance féminine, des lettres envoyées par des femmes du palais au roi ou à d'autres personnes. Le palais de Mari a aussi livré, en quantité bien moindre, des textes commémoratifs, des documents juridiques, rituels, scolaires et littéraires,,,.
Les archives royales de Mari sont en quantité le plus important corpus de textes issu d'un palais mésopotamien, donc l'un des plus importants du Proche-Orient ancien. Elles fournissent des informations sur une période mouvementée de l'histoire de cette région, documentent des personnalités majeures de l'histoire mésopotamienne (en premier lieu Samsi-Addu et Hammurabi), bien au-delà des limites du royaume puisque l'horizon va du Levant et de la Méditerranée orientale (Ugarit, Hazor ; des mentions de Chypre et de la Crète) jusqu'à l'Iran occidental (Suse et l'Élam) et le Golfe (Dilmun). Au-delà de la vie politique et diplomatique, ces textes permettent de couvrir des sujets aussi divers que la religion, la culture matérielle, les us et coutumes. Ils sont complétés par des corpus provenant d'autres sites plus ou moins contemporains (Terqa, Tuttul, Tell Leilan, Tell Rimah, etc.), offrant au total une masse d'informations considérable. L'apport des archives de Mari aux études bibliques est surtout à chercher dans les comparaisons possibles entre les pratiques prophétiques et diplomatiques, ou encore le mode de vie nomade.
D'autres corpus de textes de la même période ont été mis au jour en dehors du palais royal : environ 300 textes administratifs provenant du « Petit Palais oriental » ; d'autres documents administratifs ont été trouvés dans le « Bâtiment E » ; environ 1 500 textes scolaires et littéraires provenant de la « Maison des Tablettes ». Ils sont pour la plupart inédits,,.

### Langues et populations
Les langues de l'époque de Mari sont avant tout celles des textes. Ceux-ci sont écrits en akkadien, dans sa variante dite « paléo-babylonienne ». Il s'agit d'une convention liée aux pratiques de la chancellerie : avant le début du règne de Yahdun-Lim, jusqu'à environ 1805, les textes étaient écrits dans l'écriture de type  šakkanakku, en fait un type connu par quelques centaines de tablettes de Mari et également de Terqa et de Tuttul, datées des dernières décennies du XIXe siècle av. J.-C., qui reflète donc les usages locaux antérieurs (et remontant peut-être plusieurs siècles en arrière). Après cette date, une « réforme » impose aux scribes de Mari d'employer l'écriture paléo-babylonienne pratiquée en Basse Mésopotamie, qui est aussi l'écriture de référence de l'époque, la plus diffusée et employée pour communiquer au Moyen-Orient à l'époque amorrite. Plus précisément Mari s'aligne sur les usages des scribes du royaume d'Eshnunna. L'époque de Samsi-Addu, de culture akkadienne, renforce cette situation. Les textes écrits dans d'autres langues que l'akkadien sont rares : des textes scolaires et littéraires en sumérien, langue employée dans les milieux lettrés sous influence mésopotamienne, mais peu de personnes la maîtrisent à Mari ; quelques incantations sont en hourrite.
Les langues écrites ne correspondent pas forcément aux langues parlées, vernaculaires. Certains genres de textes peuvent néanmoins s'approcher plus de la langue parlée, notamment les lettres rapportant des discours, tandis que les noms de personnes peuvent également se rapprocher de la manière de s'exprimer dans la vie courante. Ils ne vont cependant pas forcément servir à déterminer quelle langue parle une personne au quotidien, comme cela a pu être couramment supposé : il existe des familles dans lesquelles des frères portent un nom en akkadien et un autre en amorrite ou en hourrite. Il fait en tout cas peu de doute que le royaume de Mari et ses voisins sont caractérisés par la diversité linguistique : une partie de la population parle une forme d'akkadien, qui est également la lingua franca de l'époque (il ne semble pas y avoir d'interprètes lors des rencontres entre rois) ; une autre parle une langue appelée « amorrite », qui est de type ouest-sémitique ; d'autres encore parlent le hourrite, un isolat linguistique répandu dans les pays situés au nord de Mari, désigné dans les textes de l'époque par le terme « soubaréen »,.
Passer des pratiques linguistiques aux catégorisations ethniques est plus difficile. Ainsi une personne qui est dite « Soubaréen » dans les textes est en fait originaire de la région appelée Shubartum, puisque les personnes de cette époque se définissent avant tout par leur lieu d'origine, mais ne parle pas forcément la langue appelée « soubaréen », bien que les deux termes aient la même origine. Le cas des « Amorrites » est encore plus compliqué car cela désigne dans la littérature scientifique moderne des personnes qui sont dans des situations bien différentes et ne parlent pas forcément l'amorrite (des groupes nomades, des populations sédentaires, des descendants d'Amorrites installés en Basse Mésopotamie depuis plusieurs siècles qui parlent la langue locale, le babylonien). En fin de compte, il y a certes eu d'importants mouvements de populations depuis le début de l'époque des Šakkanakku, notamment la venue, on ne sait quand ni comment, de groupes amorrites et hourrites, qui ont modifié le profil des populations de la région de Mari. Mais au moment des archives la situation a bien évolué et il est bien difficile de distinguer plusieurs composantes ethniques dans le royaume.

### Famille, groupes et statuts sociaux
Selon l'approche patrimoniale la notion fondamentale à la base de la société est celle de « Maison » : c'est une unité organisée autour d'un chef de famille (généralement un homme), comprend au moins sa famille proche (nucléaire), et potentiellement des membres de sa famille élargie, ses serviteurs libres ou esclaves, le patrimoine dont il dispose (résidence, champs, animaux, ateliers, argent, etc., formant un « domaine » chez les plus riches), et aussi ses ancêtres (culte ancestral, caveaux familiaux parfois disposés sous les résidences). Le royaume de Mari est ensuite constitué de « maisons » d'importances très différentes, selon qu'elles dépendent de gens du commun (les foyers humbles), de notables, de divinités (les temples, dont le rôle est néanmoins plus limité à Mari qu'en Babylonie), ou du roi dont la maison, le « Palais », est la plus importante et la plus puissante.
La base de ces regroupements est quoi qu'il en soit familiale. Suivant les normes de la période il s'agit d'une famille patriarcale dans laquelle la polygamie est possible mais surtout pratiquée parmi l'élite, en distinguant une épouse principale. Les textes fournissent des informations sur les mariages, surtout dans la famille royale, mais qui offrent des parallèles avec ce qui est connu pour la Babylonie contemporaine, reflétant sans doute les pratiques du commun. Le mariage est arrangé entre les familles, et vu comme une manière de les lier, d'unir les deux « Maisons », et de consolider leurs relations. La promise rejoint la famille de son promis avec une dot, alors que sa famille reçoit un cadeau d'épousailles (le soi-disant « prix de la mariée »). La cérémonie de mariage est désignée par la métaphore « nouer la frange » (du vêtement ; ou un cordon ?), ce qui renvoie peut-être à un geste du rite matrimonial. Inversement le divorce est le moment où la frange est coupée. Le geste scellant l'union est l'imposition d'un voile à la mariée par le marié,. Ce qui concerne les enfants est également documenté surtout dans le cadre de la famille royale : les textes évoquent des naissances, aussi la mort de nouveau-nés, la présence de nourrices. Les questions d'héritage sont très peu documentées et les pratiques sont donc mal connues. Les archives palatiales indiquent surtout qu'au moment du décès d'un fonctionnaire on procédait à un inventaire de ses biens de manière à distinguer entre sa propriété personnelle que ses héritiers peuvent se partager et les biens qu'il a reçu du palais lors de sa prise de fonction, qui doivent être restitués.
D'autres regroupements plus larges que la famille concernent au moins une partie de la population du royaume, nomade ou sédentaire, ceux qui se rapportent au système tribal (voir plus bas). Dans ce contexte, un individu peut appartenir à une tribu (surtout les Bensim'alites ou les Benjaminites), à une de ses subdivisions et un clan et être soumis à l'autorité de leurs chefs coutumiers. Il y appartient généralement par la naissance, mais il peut aussi l'avoir intégrée (généralement en même temps que le groupe auquel il se rattachait auparavant) au cours d'une cérémonie marquée par le rite du sacrifice d'un ânon,.
La division hiérarchique de la société en trois groupes distincts présente dans le Code de Hammurabi se retrouve dans la société mariote qui lui est contemporaine. L'élite est constituée du groupe dont les membres sont désignés comme awīlum « homme (libre) », qui se distingue du reste de la population par ses qualités morales. En pratique, c'est le groupe qui travaille pour le Palais (ou sa partie supérieure), suivant le système de l’ilkum, service accompli pour le compte du roi qui donne droit à des rations ou des concessions de terres. De ce fait ce sont les mieux documentés par les sources textuelles, qui proviennent de l'administration palatiale. Les personnages les plus importants du royaume, les notables qui forment l'entourage du roi, sont désignés par le terme wēdum « unique ». Le second groupe est celui désigné par le terme muškenum « celui qui s'incline » (sous-entendu : devant un awīlum), un « particulier ». Il semblerait que ce groupe soit constitué des personnes qui ne travaillent pas dans le cadre du Palais et vivent dans des communautés urbaines ou rurales de manière indépendante (ils sont tout de même soumis à des corvées). Elles sont peu documentées car elles ne sont que ponctuellement en interaction avec l'administration du palais,,.
Le troisième groupe est constitué de la population non-libre, les esclaves, désignés par le terme wardum, féminin amtum, qui désigne au sens large quelqu'un d'« inférieur » ou le « serviteur » d'un autre. Les gens de cette époque n'avait pas la conception d'une liberté ou de servitude absolue, qui nous vient de l’hellénisme ; ces notions sont relatives à une situation sociale, et une liberté ou une servitude complète ne serait pas comprise. Un esclave peut l'être par sa naissance, ou par la force parce qu'il a été réduit en esclavage lors d'une guerre ou enlevé lors d'un raid, ou encore parce qu'il a été vendu par sa famille surendettée. Ils font l'objet de ventes et de dons. Ils sont identifiés par des marques distinctives, notamment le fait qu'ils portent des chaînes ou un carcan, ce qui n'empêche pas les fuites d'esclaves d'être un phénomène courant. Les esclaves sont en général assignés à des tâches domestiques, notamment le tissage ou la mouture des aliments, le palais disposant de grands ateliers-prisons (« ergastules ») où sont regroupés des gens de condition servile,,.
D'autres catégories de populations, comprenant un nombre réduit d'individus, apparaissent dans les textes sans que leur signification ne soit bien comprise ; ainsi un nasīhū semble être une sorte de réfugié politique.
Reste le cas des hapirum, documentés par plusieurs textes de Mari. Il renvoie à un type de personnes attesté dans d'autres royaumes de Syrie et du Levant au IIe millénaire av. J.-C. (Apirou). Il s'agit dans le contexte mariote d'exilés politiques, des gens qui se sont dissociés d'un groupe social, particulièrement dans le cas de luttes politiques et se retrouvent donc dans une situation précaire parce qu'ils perdent leur base sociale et suscitent souvent la méfiance chez les gens des pays où ils se réfugient.

### Le palais royal et la vie palatiale

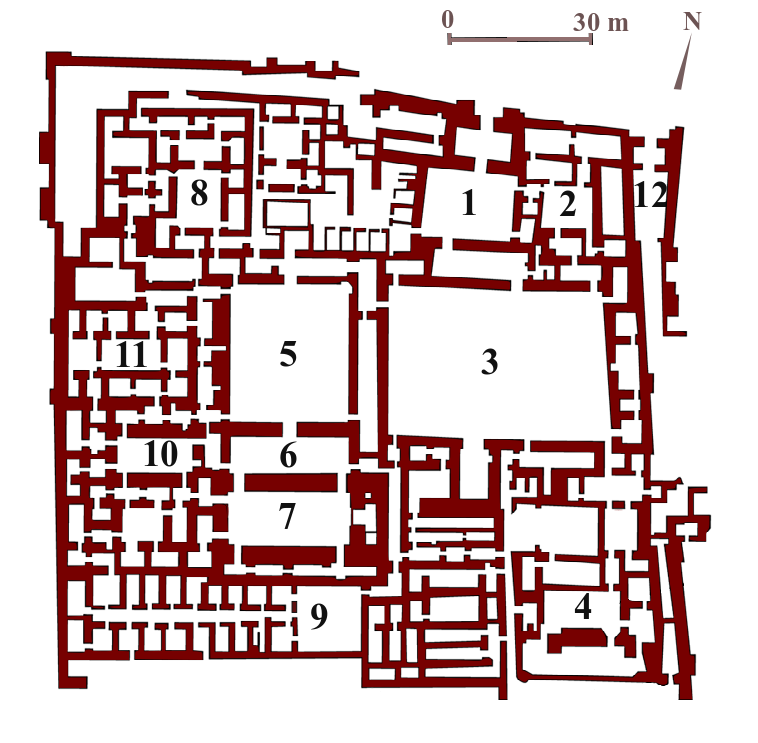
Plan du palais royal sous le règne de Zimri-Lim. 1. cour d'entrée 2. intendance (bīt tertim) 3. cour du bâtiment aux peintures 4. temple de la Dame du palais (Bēlet ekallim) 5. cour du palmier 6. vestibule (papahum) 7. salle du trône 8. harem, maison des femmes 9. logements des serviteurs 10. cuisines 11. secteur administratif du harem 12. porte de Nergal.

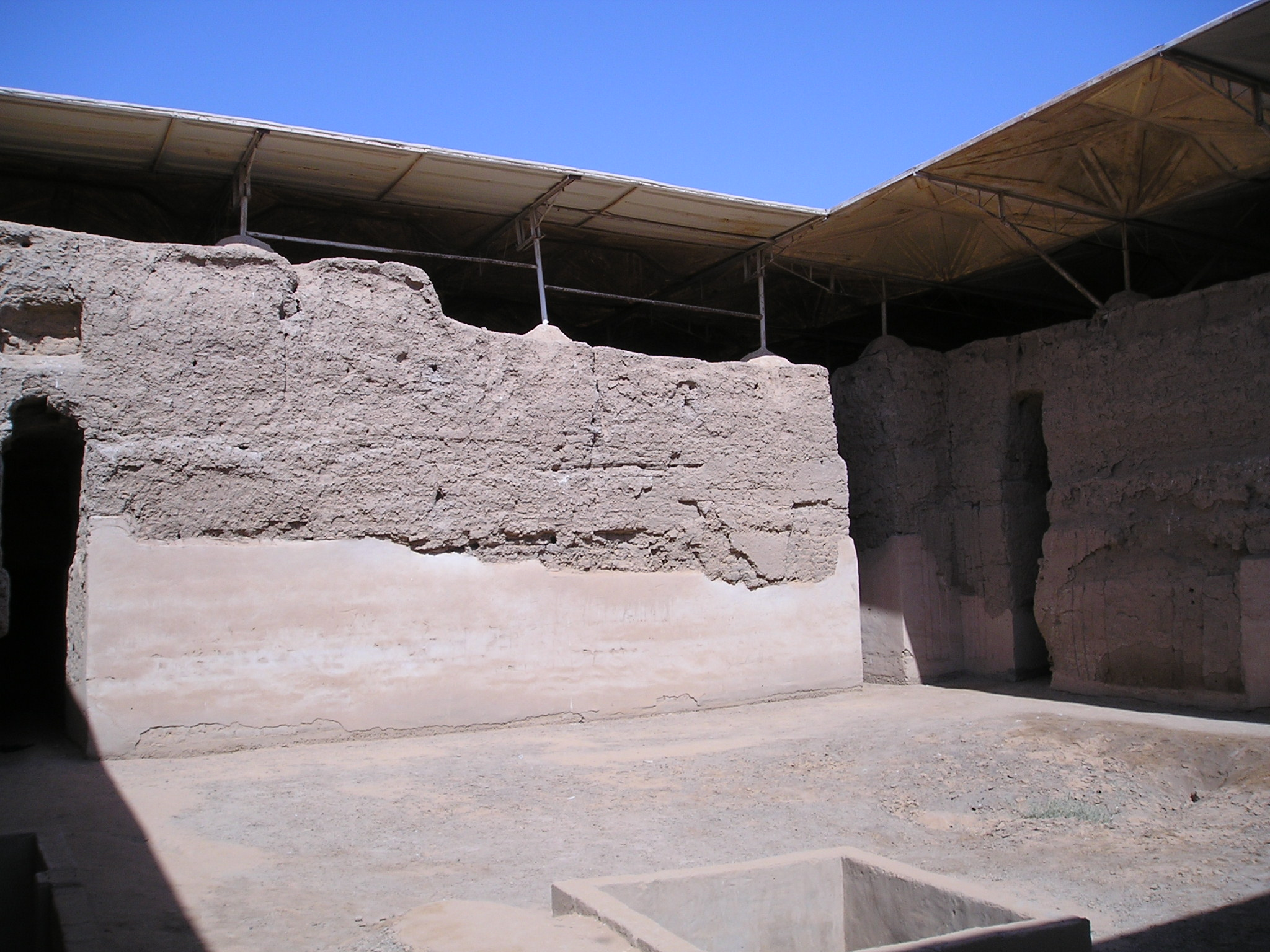
Cour intérieure du palais royal de Mari.

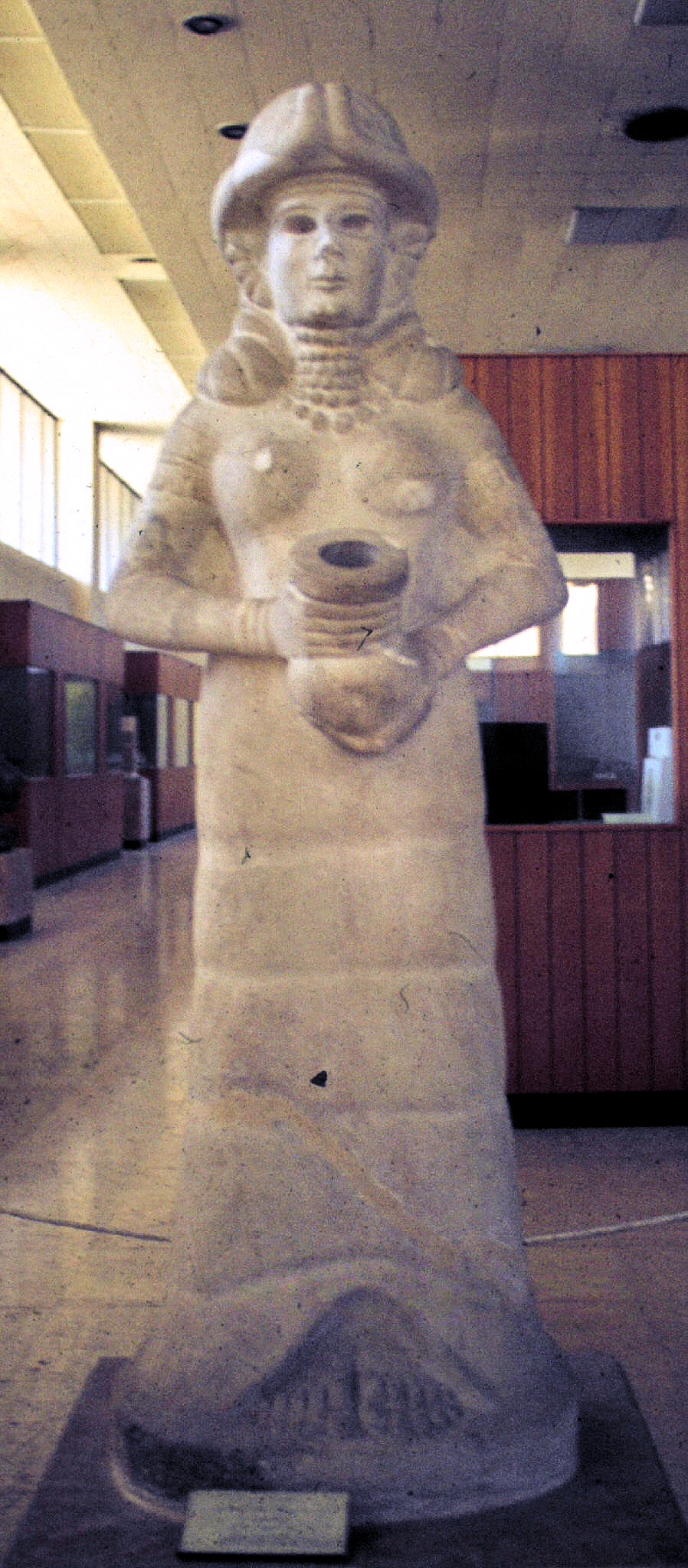
Déesse au vase jaillissant. Musée national d'Alep.

Le palais royal de Mari est un vaste édifice de plus de 2,5 hectares. Hormis son extrémité sud-ouest disparue à cause de l'érosion, la majeure partie de l'édifice a pu être explorée. L'entrée se fait par une unité située au nord-est, qui comprend la porte d'accès principale au palais, et un peu plus à l'est une seconde porte qui semble servir pour faire rentrer les chars et les biens destinés aux magasins. L'unité du nord-est est consacrée à l'intendance. Deux grandes cours organisent l'édifice : la plus vaste, la cour du bâtiment aux peintures (ou cour 131) à l'est, et la cour du palmier (ou cour 106) à l'ouest. La première est nommée ainsi parce qu'elle ouvre sur une petite chapelle peinte, consacrée à la déesse Eshtar. La seconde est nommée ainsi parce qu'un palmier se trouvait en son centre. Elle organise le secteur de la maison du roi à proprement parler : sur son côté sud s'ouvre un vestibule (papahum) qui conduit à la salle du trône. Les appartements royaux se situaient à l'étage, accessible par des escaliers dont les bases ont été préservées, et devaient surplomber les deux cours sur leurs côtés sud. Cela explique la présence de cuisines, magasins et pièces d'habitation des domestiques qui se trouvent dans la partie sud de l'édifice. La partie située à l'ouest de la cour du palmier semble consacrée à des espaces de réception, et l'unité située au nord est la maison des femmes ou harem. Dans la partie sud-est de l'édifice se trouve un sanctuaire, dédié à la « Dame du palais » (Bēlet ekallim), qui s'inscrit dans la continuité de l'Enceinte sacrée des phases précédentes,.
Les fouilles du palais ont également livré divers témoignages de l'art palatial et d'autres objets informant sur la vie palatiale, même si les conquérants babyloniens ont emporté ce qui était le plus précieux. Des traces de décors muraux peints apparaissent en plusieurs endroits, certains servant à souligner les formes architecturales (des faux marbres). Quelques scènes figurées peintes ont été retrouvées dans des états permettant de se faire une idée de leur état d'origine, notamment dans la cour du palmier qui comprenait la « Peinture de l'Investiture », ainsi nommée parce que le centre de sa composition est une scène où la déesse Ishtar remet à un monarque les insignes de la royauté (l'anneau et le bâton), et la grande scène sacrificielle où le roi est à la tête d'un cortège conduisant des taureaux sacrificiels vers un sanctuaire,. La statuaire retrouvée dans le palais comprend les statues de l'époque des šakkanakku, qui devaient servir à l'époque amorrite pour le culte ancestral royal, et celle de la déesse au vase jaillissant, en calcaire blanc, haute de 1,42 m, dotée d'un dispositif hydraulique qui en fait une fontaine,.

La Peinture de l'Investiture, Musée du Louvre
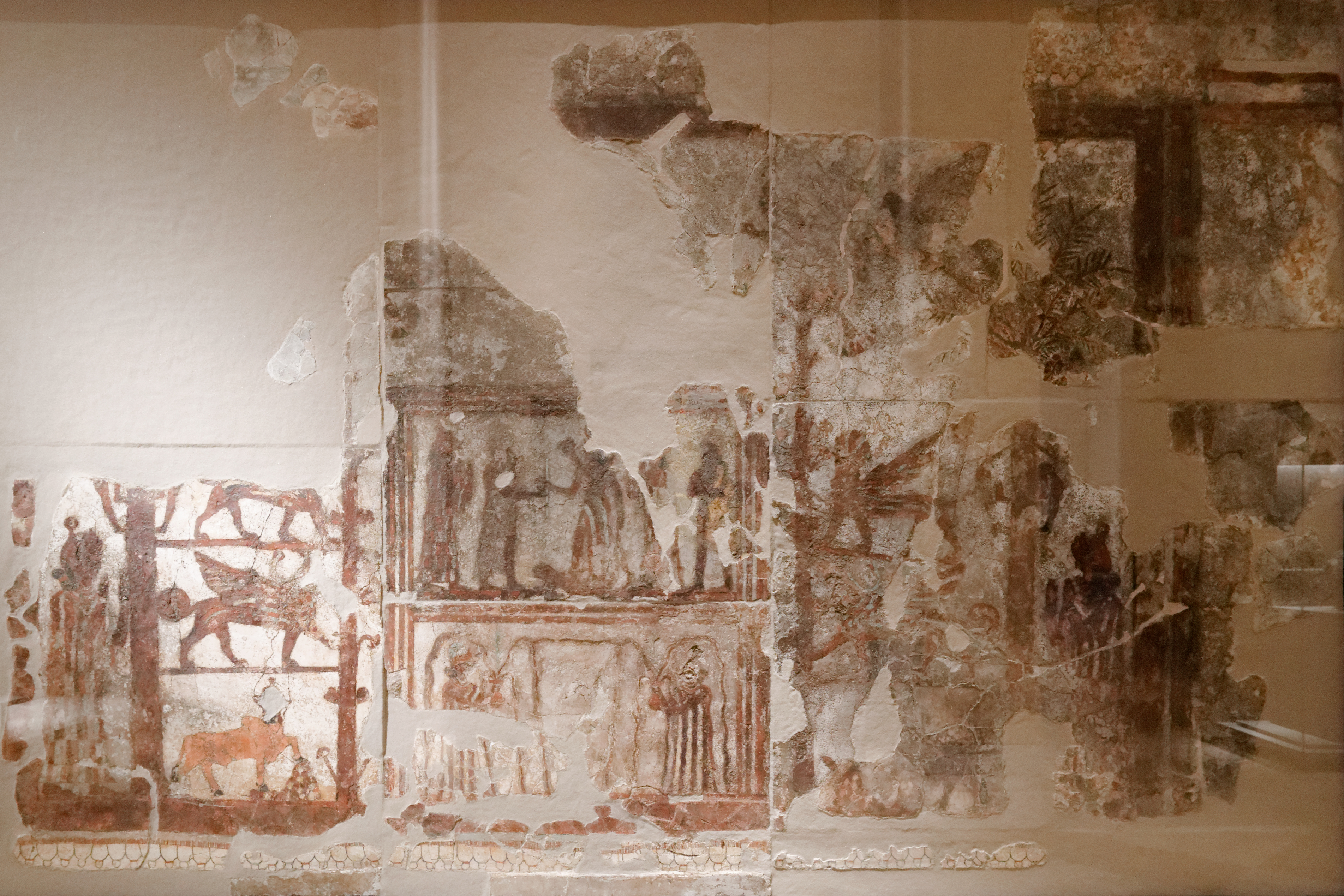
L'ensemble des fragments de la composition.
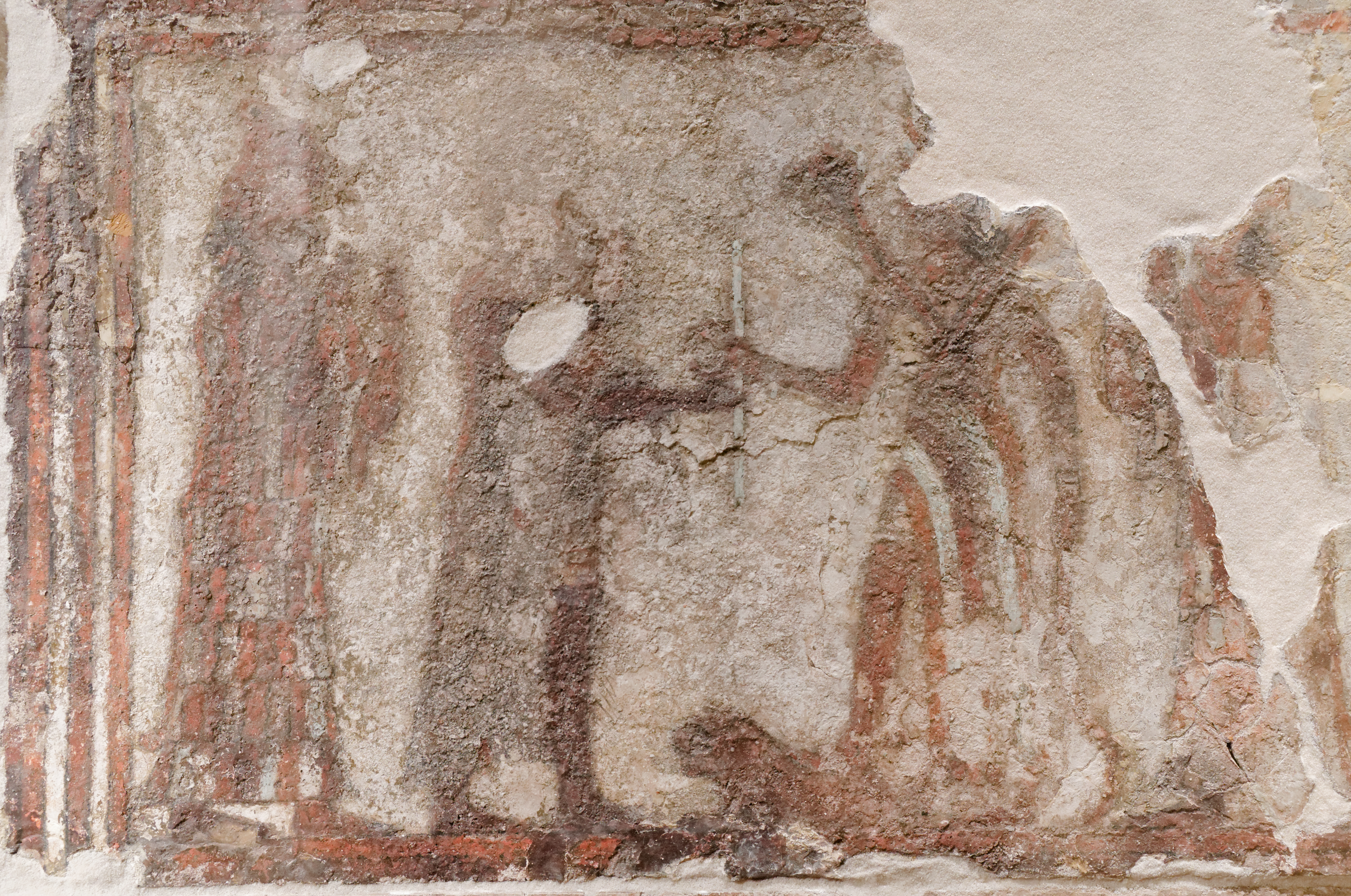
Détail du panneau central : la déesse Ishtar remet au roi l'anneau et le bâton, symboles de la royauté.

Le roi dispose de plusieurs résidences en plus du grand palais royal, qui sont à sa disposition pour ses déplacements, et/ou qu'il confie à ses épouses et concubines voire à de hauts dignitaires. À Mari, le Petit Palais oriental érigé sous les Šakkanakku est toujours en fonction et réaménagé sous Yasmah-Addu, qui y réside peut-être quand le palais royal est en travaux. Sous Zimri-Lim il est occupé par Asqudum, un des principaux serviteurs et gendre du roi, puis par la reine Shibtu,. Le Bâtiment E est également toujours en usage et réaménagé, mais ses niveaux finaux sont mal connus. En dehors de la capitale, des palais royaux ont été identifiés par les textes dans les capitales provinciales (Terqa, Saggaratum, Qattunan) et sur des domaines royaux.
Le grand palais royal est quoi qu'il en soit le cœur du royaume de Mari : le roi y réside le plus souvent, sa famille également, c'est de là qu'il conduit les affaires du royaume, et les bureaux de plusieurs hauts fonctionnaires s'y trouvent. Dans les conceptions antiques, le « Palais » est du reste plus qu'un édifice. C'est la « Maison » du roi, donc une réalité économique et sociale comprenant la famille royale et sa domesticité, le domaine royal avec son personnel, ses biens meubles et immeubles (terres agricoles, troupeaux, ateliers, roselières, etc.), plus précisément une « Grande Maison », ce que signifie littéralement son nom en logogrammes sumériens (É.GAL, transposé en akkadien ekallum). Et comme ses ressources sont mobilisées pour l'exercice du pouvoir (et notamment la guerre), qui a un aspect très personnalisé et que les proches du roi constituent le socle de l'administration du royaume, il peut être considéré que la notion antique de « Palais » est celle qui se rapproche le plus de la notion moderne d’« État ».
Les lettres et documents administratifs du palais royal fournissent d'abondantes informations sur l'administration du palais : les procédures de gestion du palais et de ses ressources, son personnel encadrant et subordonné (listes de distributions de rations), les différents stocks palatiaux et donc la vie matérielle (comptes de vin, d'huile, de parfums, de vaisselle, de vases, d'habits, etc.),,. Les lettres documentent également la vie de la cour sous différents aspects : les réceptions et banquets, l'étiquette, les gratifications, aussi la calomnie.

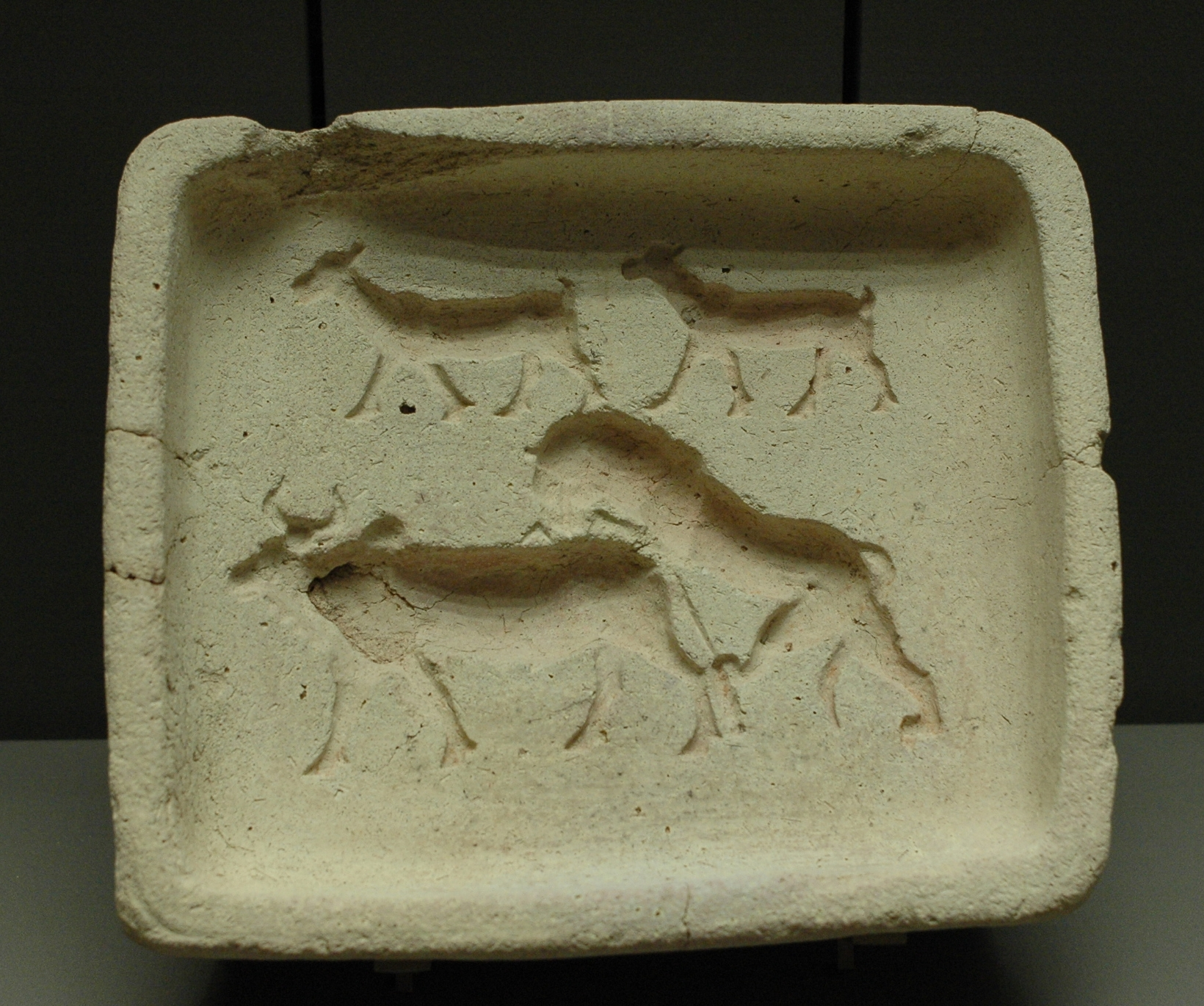
Moule à pâtisserie décorés d'animaux provenant des cuisines du palais de Mari. Musée du Louvre.

Les repas et banquets ont notamment livré une documentation abondante. Les tablettes comptables des « repas du roi » comportent une liste des denrées végétales sorties des réserves du palais pour les repas du roi (il ne s'agit pas des « menus » complets), avec l'indication de leur quantité, le total, et la date. Le roi mangeait au moins deux fois par jour, le matin et le soir. Il était toujours accompagné, par des hauts dignitaires, sa garde, des représentants de cours étrangères. On ne sait en revanche pas si les épouses du roi l'accompagnaient lors de ses repas. Le banquet royal est un moment important de la vie de cour, régi par des questions d'étiquette et de protocole : le placement des convives est lourd de symboles, la proximité du roi étant une marque d'honneur (et une possibilité de discuter directement avec lui), de même que le fait de partager ses plats, et les pratiques de politesse et d'hommage à un personnage de rang élevé sont précisément étudiées,,. Les nombreux objets de vaisselle de luxe stockés au palais doivent servir dans ces moments, qu'ils soient employés pour servir et consommer les aliments ou bien seulement exposés pour l'apparat. Le fait que le palais ait été vidé de ses objets précieux empêche de connaître leur aspect. En revanche les fouilles ont mis au jour des espaces de cuisine avec des moules à gâteaux en terre cuite décorés et des espaces de stockage des aliments, avec des jarres.
Le roi entretenait aussi des musiciens et musiciennes (de loin les plus nombreuses), qui devaient servir lors des banquets (il pouvait aussi engager des saltimbanques et histrions) mais aussi (surtout ?) pour des rituels religieux. Il dispose d'un chef de la musique qui organise cet aspect de la vie de la cour et gère un important personnel ainsi qu'un « conservatoire » où sont formés les apprentis musiciens, et se voit également confier des missions diplomatiques indiquant qu'il est un personnage-clé de la cour (notamment les négociations de mariages diplomatiques). Un certain nombre des musiciennes sont des concubines du roi (certaines lui donnent des enfants), même s'il est indéniable qu'il s'agit de spécialistes de l'art musical.
Les personnes habitant le palais en permanence sont majoritairement des femmes, une partie du palais royal fonctionnant comme un « harem » dont l'accès est contrôlé par des gardes. Les femmes intègrent le palais de diverses manières : les épouses royales par un mariage diplomatique (elles semblent souvent d'origine étrangère), des concubines ou musiciennes peuvent être offertes par un autre roi ou haut personnage, et les victoires militaires se soldent par la capture des femmes des ennemis, notamment celles des harems des rois vaincus, qui sont souvent accaparées par le roi pour le palais. Cette population féminine est placée sous la direction d'une maîtresse de maison : au début du règne de Zimri-Lim, c'est sa mère Addu-duri, et après la mort de celle-ci c'est son épouse Shibtu. La hiérarchie des femmes du palais est en grande partie fonction du rapport au roi et peut évoluer au fil du temps : ses épouses occupent les premières places, puis viennent ses concubines. Les musiciennes du palais, subdivisées en plusieurs groupes, doivent aussi être au moins en partie des concubines royales. Les sœurs et filles du roi non mariées ont aussi une place importante. Les enfants en bas âge, dont les fils du roi, vivent aussi dans le harem. La domesticité de ce secteur est également féminine (il n'y a pas d'attestation assurée d'eunuques) : des servantes rattachées aux épouses et aux concubines, des chambrières, des nourrices, des cuisinières, des meunières, aussi des intendantes et des femmes scribes qui gèrent l'administration de ce secteur. La correspondance féminine, échangée par plusieurs des femmes de la cour, en premier lieu les épouses royales, donnent de nombreuses informations sur la vie au palais, souvent dans ses aspects intimes. La reine Shibtu a un rôle plus important puisqu'elle supervise l'administration du harem, des affaires religieuses, et exécute diverses tâches pour son mari quand il est en déplacement.
« Dis à mon Seigneur : ainsi (parle) Šibtu, ta servante. 
Je viens d’enfanter des jumeaux, un garçon et une fille ; que mon Seigneur soit content ! »

### La ville de Mari et la vie urbaine

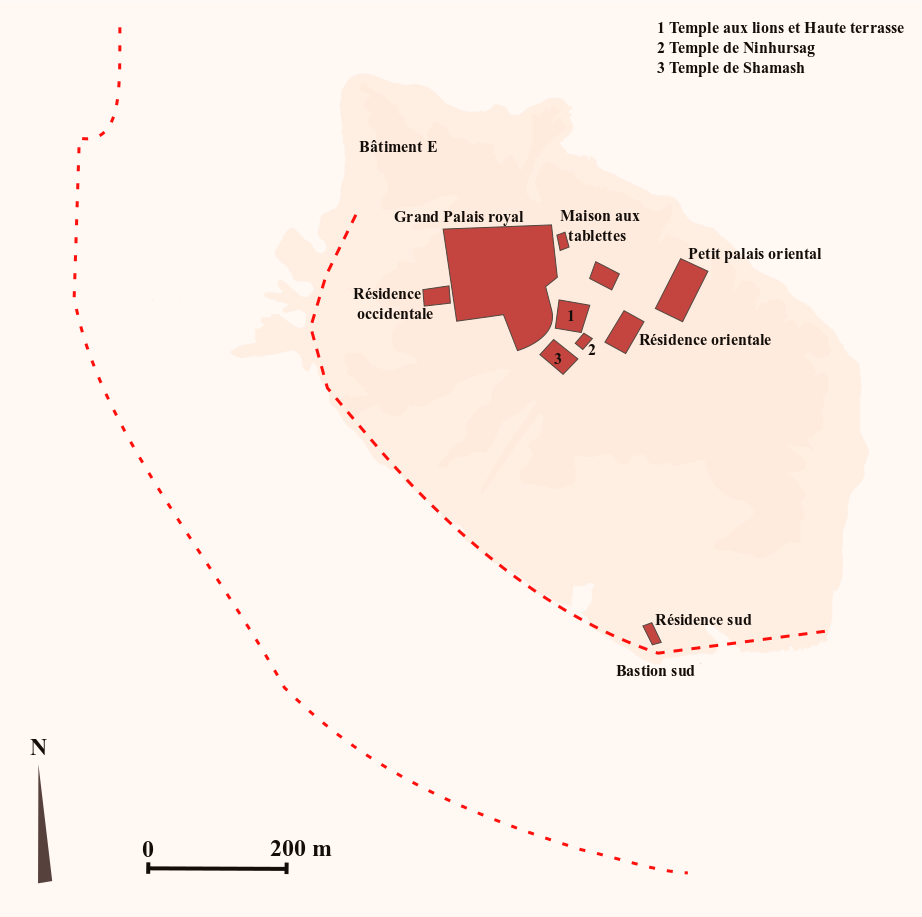
Localisations des principaux bâtiments fouillés existant à l'époque de Zimri-Lim.

Le système défensif de la ville est renforcé au début de l'époque amorrite, sans doute sous Yahdun-Lim qui revendique de tels travaux dans une inscription. Le double rempart de l'époque précédente semble préservé et consolidé, au moins sur le rempart extérieur dont la face intérieure est dotée d'un remblai, ce qui pourrait être une manière de prévenir le travail de sape lors de sièges.
Pour le reste la ville se présente toujours suivant les traits généraux de l'époque des Šakkanakku, les principaux monuments restant en place, avec quelques ajouts. Les prospections et fouilles qui ont eu lieu dans le « quartier sud », proche de la muraille intérieure, y ont identifié un important bastion. Il s'agit d'aménagements datables de la période amorrite à l'échelle de tout ce quartier, qui se traduisent aussi par un déplacement de l'enceinte vers l'extérieur. Deux grandes résidences situées dans le secteur palatial dont les fondations ont été fouillées sont probablement habitées par de hauts fonctionnaires. Une autre grande résidence, de plus de 400 m², a été identifiée dans le « quartier sud » près du bastion, et des maisons plus modestes ont été mises au jour à l'est du palais (chantier K), dont la « Maison aux tablettes » ou « Maison du scribe » (qui a livré de nombreuses tablettes scolaires et littéraires), de plus de 170 m², organisée autour d'un espace central sous lequel se trouvaient des sépultures,. En dehors de ces cas l'architecture domestique est très mal connue faute de documentation, l'érosion ayant fait disparaître les ruines de la plupart des zones résidentielles de l'époque. De ce fait les objets domestiques sont peu nombreux, essentiellement de la céramique qui présente des affinités avec celle de la Babylonie de la même période.
La population de la ville de Mari est difficile à estimer, mais cette ville n'est probablement pas densément peuplée. L'habitat et les constructions devaient surtout être concentrées dans la partie centrale, autour du centre monumental qui comprenait aussi les résidences des élites. Les textes évoquent une division en quartiers (bābtum), désignent leurs habitants comme des « fils de la ville » (dumu-meš ālim), dont le statut exact n'est pas bien compris, aussi les marchands qui vivent dans le quartier commercial (karūm) et les artisans qui occupent des bâtiments leur servant à la fois de lieu de vie et d'espaces de travail.
L'espace situé entre les deux enceintes ne semble pas avoir été une zone urbaine à proprement parler, mais un espace d'horticulture périurbaine, mêlant espaces cultivés et maisons.

### Campagnes et pratiques agricoles
Au-delà de Mari et des autres villes du royaume s'étendaient des espaces cultivés, où l'habitat était organisé autour de bourgs et de villages. Leur nombre est indéterminé : les prospections au sol ont identifié 27 sites pour la période, mais les textes indiquant au moins 86 noms de lieux pouvant avoir été des villages. Les textes indiquent de plus la présence de fermes isolées (dimtum) et d'un habitat dispersé. Les textes semblent indiquer que les districts centraux du royaume, autour de Mari, de Terqa et de Saggaratum, sont densément occupées, le district de la capitale étant sans doute le plus peuplé. D'une manière générale la présence de canaux d'irrigation permettait la fixation de villages et un peuplement plus important, et les alvéoles permettent un développement plus important de l'agriculture et de l'habitat, tandis que les resserrements de la vallée empêchent un peuplement important. Certaines zones font l'objet d'une mise en valeur à cette période, comme le secteur de l'actuelle Deir ez-Zor, qui fait l'objet de travaux d'irrigation et d'aménagement sous Yahdun-Lim, qui y construit une ville à son nom (Dur-Yahdun-Lim, « Fort Yahdun-Lim »). Les zones non irriguées sont moins peuplées. Le district de Qattunan semble surtout avoir été une zone d'élevage, mais des travaux d'irrigation y ont lieu au début du règne de Zimri-Lim.
L'espace cultivé est parcouru par des canaux d'irrigation, indispensables au développement d'une agriculture importante dans cette région de climat aride. Les textes fournissent des indications assez précises sur leur aspect et leur organisation, leur entretien faisant l'objet des préoccupations des administrateurs locaux. Dans les fonds de vallée humides, une agriculture non irriguée semble pouvoir être pratiquée. La principale production sont des céréales, avant tout l'orge, mais aussi du blé amidonnier et peut-être une sorte de froment. Le sésame, qui sert à produire de l'huile, est aussi cultivé dans les champs. Les jardins et vergers fournissaient divers fruits et légumes. La cueillette, notamment celle des champignons du désert ou de salicorne dans les zones humides, fournissait des compléments. De nombreux espaces sauvages subsistent en plus de la steppe : des zones boisées, où poussent notamment des peupliers, parfois mis en valeur pour le compte du palais qui avait de forts besoins en bois, et les espaces humides des fonds de vallée non mis en valeur où se développent des roseaux.
L'organisation de la production agricole est essentiellement documentée du point de vue du palais et de son domaine : les terres dépendant de la maison du roi sont essentiellement gérée de façon directe, plutôt que par la location. Les domaines royaux étaient confiés à des intendants, qui dirigeaient les équipes d'exploitants agricoles, qui sont d'extraction sociale basse sans pour autant être de condition servile. Une partie des terres du palais était rangée dans la catégorie des terres de service, dont la production servait à rémunérer un serviteur du roi (administrateurs, soldats). Les plus hauts dignitaires se voyaient confier de véritables domaines avec leurs exploitants et les autres moyens de mise en valeur. Ils restaient cependant la propriété du palais, à qui ils devaient être restitués lorsque le service de la personne pour son compte se terminait. S'observent néanmoins des cas de patrimonialisation de ces terres, dans le cas des hauts dignitaires, les domaines étant transmis à leurs héritiers après leur mort. La propriété privée est peu documentée car elle est en dehors du cadre palatial : les notables disposaient de domaines en propre à côté de ceux que leur concédait le palais, mais les particuliers (muškēnum) avaient également leurs propres terres, peut-être détenues sous une forme collective.
L'élevage, avant tout celui des moutons, est une activité importante pour le palais royal, qui dispose d'importants troupeaux qui constituent un capital de premier intérêt, puisqu'il fournissent de la laine pour ses ateliers. Les troupeaux sont confiés à des pasteurs nomades qui les conduisent sur des terres de pâture situées sur une vase zone en Haute Mésopotamie, et qui disposent également de leurs propres troupeaux. Les chefs coutumiers des tribus bédouines se chargent d'organiser les déplacements des troupeaux et les relations avec les populations sédentaires.

### Nomadisme et système tribal
Les textes de Mari fournissent une documentation de première importance pour l'étude des groupes nomades dans l'Antiquité. Ils y sont désignés par le terme hana/hanû, qui peut être traduit par « ceux qui vivent sous la tente », ou encore « Bédouin ». Ils sont donc caractérisés par un mode de vie itinérant et non sédentaire et une économie pastorale (élevage transhumant). Une notion associée à leur mode de vie est celle de « steppe », nawum, qui désigne plus exactement les zones de pâture que parcourent ces groupes. On insiste donc souvent sur la complémentarité entre les modes de vie nomade et sédentaire, illustrée par exemple par la pratique d'échanges de produits pastoraux (laine, voire laitages) contre des produits de cultures (céréales). Les conflits entre les deux groupes sont également attestés, par des razzias perpétrées par des groupes nomades contre des villages et des caravanes de marchands. Cela crée une situation d'insécurité chronique lorsque des groupes nomades mal contrôlés par le pouvoir sont présents dans une région. Les violences s'exercent d'autant plus facilement que les cibles appartiennent à une tribu rivale ou à aucun groupe tribal de la région.
Ces groupes sont en effet organisés suivant un principe tribal : les individus appartiennent de par leur naissance à un groupe humain étendu qui se réclame d'un ancêtre mythique commun. Ces tribus se divisent elles-mêmes en sous-tribus, et tous ces groupes ont leurs propres structures politiques avec des chefs coutumiers (des « cheikhs » pour reprendre la terminologie arabe). Ce ne sont pas des groupes figés, puisqu'ils peuvent intégrer des gens de l'extérieur, et qu'il existe des pactes d'intégration tribale par lesquels deux groupes deviennent un seul. Elle ne recoupe pas l'opposition entre nomades et sédentaires, puisque des sédentaires peuvent appartenir à une tribu et qu'il existe des villes et villages qui sont identifiés par leur appartenance à un groupe tribal. C'est du reste le cas des rois de Mari et de la majorité de leur entourage proche, ce qui explique que les logiques tribales jouent un rôle important dans la vie politique du royaume. On parle donc souvent de groupes « semi-nomades » pour caractériser le fait qu'une partie de la tribu pratique le nomadisme pastoral pendant que l'autre suit un mode de vie paysan, en sachant que des basculements de l'un à l'autre peuvent facilement se produire. On repère également les traits d'une culture tribale, marquée non seulement par les relations nomades-sédentaires mais aussi par des pratiques politiques spécifiques, concernant en particulier les alliances et les intégrations de nouveaux membres au groupe, les réunions de chefs coutumiers et l'usage courant de la discussion, et aussi la mise en avant des principes d'honneur et de vengeance (un « prix du sang »).
Les tribus bédouines du royaume de Mari se divisent en deux grands groupes : les « Fils de la gauche », Bensim'alites, et les « Fils de la droite », Benjaminites ; l’opposition gauche/droite renvoyant en fait à l'opposition Sud/Nord, peut-être en raison de leurs régions d'origine. Les Bensim'alites sont divisés en deux groupes, les Yabasu et les Asharugayu, eux-mêmes subdivisés en clans (gayum) et placés sous l'autorité des « chefs de pâtures » (merhum). Les dirigeants des Bensim'alites sont les membres de la dynastie de Yahdun-Lim et de Zimri-Lim ; cela explique pourquoi ce dernier porte le titre de « Roi de Mari et des Bédouins » et son autorité s'exerce sur les groupes nomades bensim'alites même lorsqu'ils sont hors du royaume de Mari. Les Benjaminites sont quant à eux divisés en cinq groupes dirigés chacun par un roi : les Ubrabu, les Yahruru, les Amnanu, les Rahbu et les Yarihu. Ces tribus sont attestées en Syrie et aussi en Mésopotamie (où elles sont plus généralement désignées comme des « Occidentaux », Amorrites) alors que celles des Bensimalites ne sont connues que dans le contexte de Mari. Les Benjaminites de Mari sont donc sujets de Zimri-Lim avec un statut similaire à celui des royaumes « vassaux ». Les relations entre ce roi et les Benjaminites sont houleuses, et les rivalités tribales n'y sont probablement pas pour rien. Ils se révoltent durant sa cinquième année de règne et ceux qui restent dans le royaume après leur défaite sont soumis à l'autorité du roi de Mari, les terres dont ils disposent étant considérées comme louées par ce dernier, et à la conscription militaire, bien qu'ils cherchent souvent à s'en soustraire,.
Le nomadisme et le tribalisme du royaume de Mari ne se limitent pas aux Bensim'alites et aux Benjaminites, puisque d'autres groupes de tribus nomades ou semi-nomades sont connus, notamment les Soutéens au sud du royaume, parlant leur propre langue,.
Les nomades ne vivant pas dans des structures en dur, il est très difficile de les approcher par l'archéologie. Il est cependant possible de les nécropoles avec des tombes en tumulus construites sur des sites de la vallée de l'Euphrate en contrebas de Mari et datées de la période 2200-1800 av. J.-C. soient celles de groupes nomades en voie de sédentarisation dans la région. Pas forcément limités au nomadisme pastoral, ces groupes pourraient avoir contrôlé une portion des routes des échanges à longue distance avec le Golfe. Des tombes similaires sont présentes dans cette région, qui pourraient révéler des liens tribaux entre les deux.

### Échanges et commerce
Les archives royales de Mari fournissent de nombreux exemples de circulation de biens, pour les besoins du palais royal et par le biais des fonctionnaires qui y travaillent. Il ne s'agit pas forcément de commerce régulier à proprement parler puisque les biens nécessaires au palais ne sont pas toujours acquis sur les marchés du royaume ou des pays voisins, loin de là, et qu'il s'agit souvent d'opérations ponctuelles. Le palais obtient une part importante de ses biens par le biais de cadeaux diplomatiques destinés au roi ou à ses représentants en mission à l'étranger,. L'imbrication entre diplomatie et commerce se voit aussi dans le rôle des hauts dignitaires du royaume qui se voient confier des missions d'approvisionnement du palais dans un produit qui lui manque : ils ont développé leurs propres contacts dans les pays étrangers, notamment dans les autres cours, avec qui ils traitent afin d'obtenir ce qui est requis. Ils peuvent en profiter pour mener leurs propres affaires en parallèle. Le palais peut aussi se fournir en produits directement auprès de marchands, donc par le biais des circuits commerciaux normaux,. Zimri-Lim acquiert également un domaine hors de son royaume, à Alahtum en Syrie occidentale, pour qu'il produise pour son compte de l'huile d'olive et du vin.
Il n'y a donc pas de documentation marchande à proprement parler à l'image de celle, légèrement antérieure, qui provient de Kültepe (Kanesh) et qui fournit d'abondantes informations sur le commerce privé des métaux et des étoffes. Des marchands apparaissent cependant dans la documentation mariote, souvent de manière indirecte, ce qui permet de fournir un aperçu sur l'organisation du commerce dans le royaume de Mari, qui est à l'écart des circuits documentés par les textes de Kültepe. Les marchands (tamkarum) sont impliqués dans les activités de négoce, et on les voit procéder à des achats et des ventes, ils prennent part à des caravanes et convois fluviaux. Ils sont aussi des manieurs d'argent, qui font des prêts. Ils peuvent également rendre des services à leur souverain : ils rachètent des prisonniers à l'étranger pour le reconduire chez eux contre compensation ; ils fournissent des renseignements aux autorités royales, leur activité leur permettant de récolter de nombreuses informations. Ils sont néanmoins soumis aux aléas politiques et militaires, et peuvent être la cible d'attaques,. Les marchands circulent certes beaucoup, mais ils ont une résidence principale qui fonctionne également comme le siège de leur activité. Ils peuvent également disposer de résidences ou du moins d'établissements dans des villes situées sur les routes commerciales qu'ils empruntent le plus souvent. Les principales cités de l'aire syro-mésopotamienne disposent de quartiers marchands, le « quai »/« port » (karum) , qui fonctionnent comme des comptoirs et entrepôts commerciaux, où sont notamment installés les marchands étrangers. Dans le royaume de Mari, il s'en trouve un dans la capitale et aussi à Saggaratum. Les marchands semblent y disposer d'une certaine autonomie, ils y ont en général une institution propre pour gérer ses affaires et les relations avec le pouvoir local, avec un responsable lié à l'administration du palais, le « chef des marchands ».
Les types de produits que se procure le palais donnent une image des circuits d'échanges de produits dans les premières décennies du XVIIIe siècle av. J.-C., qui peut être complétée par d'autres sources de la même époque. Trois produits sont plus couramment acquis par le palais, principalement dans des régions occidentales et acheminés le long de l'Euphrate : l'huile végétale, de sésame et d'olive, cette dernière étant importée depuis l'ouest, notamment le royaume d'Alep ; le vin est un autre produit couramment importé, avec du miel qui sert pour son traitement, depuis les royaumes d'Alep et de Karkemish, même s'il y a des régions productrices en Haute Mésopotamie (comme Karana) ; le bois fait également l'objet d'importations régulières, le royaume fournissant du bois ordinaire (peuplier, arbres fruitiers) tandis que les essences de qualité comme le cèdre viennent des régions hautes de Syrie et du Levant et transitent par Qatna et Karkemish. L'acquisition de métaux se fait de manière ponctuelle, quand le besoin se fait sentir, en bonne partie par les circuits diplomatiques : l'étain provient du plateau Iranien, transitant par l'Élam et Eshnunna avant de pénétrer en Mésopotamie ; le cuivre provient de Chypre et d'Anatolie. De la même manière le grain ne fait l'objet de transports à longue distance uniquement en cas de pénurie, la production locale étant en général suffisante. Le bitume, l'alun, les pierres précieuses font également l'objet d'acquisitions irrégulières. Les exportations du royaume de Mari sont mal documentées : elles concernent au moins le bétail (moutons) et les produits textiles (en laine et cuir, notamment des vêtements complets),.
Ces biens sont transportés par voie fluviale ou par voie terrestre. Le commerce le long de l'Euphrate est surtout documenté en amont de Mari, depuis le domaine placé sous l'autorité du Yamhad, allié de Mari à l'époque de Zimri-Lim. Karkemish et Imar sont les principaux ports situés en amont du royaume et donc les plus importants points du commerce fluvial. La rivière Khabur, affluent de l'Euphrate qu'elle rejoint au niveau de Saggaratum, sert également pour le transport fluvial en période de hautes eaux, et la Balikh pourrait être dans le cas, mais moins souvent en raison de son débit plus faible. Les textes ne fournissent pas d'informations détaillées sur les types d'embarcations employés, qui semblent être des barques, des radeaux plus ou moins grands et des bateaux. Ils servent notamment à transporter le grain et ses produits dérivés, le vin, l'huile, le bois. Il faut également envisager l'existence d'un transport sur des canaux, de plus petites embarcations, permettant notamment de déplacer des denrées agricoles sur de courtes distances (en particulier des campagnes vers les agglomérations). Le transport terrestre sur longue distance s'effectue à dos d'âne, suivant le système de la caravane, composée en général de quelques dizaines de bêtes, rarement plus d'une centaine. Tout type de produits peut être transporté par ce moyen, qui n'est pas contraint par l'existence d'une voie navigable, même si les échanges se concentrent sur un nombre limité de pistes. Sur des distances plus courtes un char tiré par des bœufs est aussi employé. Les produits marchands entrant dans le royaume sont soumis à un droit de douane, le miksum. Les parts respectives du commerce fluvial et terrestre sont débattues. Cela concerne surtout l'évaluation de l'importance du commerce fluvial : traditionnellement l'Euphrate est vu comme un axe de communication majeur, vital pour Mari et crucial dans son développement (surtout si on considère que le grand canal de navigation existe à cette période) ; J.-M. Durand a remis cela en question, car selon lui les textes montrent qu'il joue un rôle limité, surtout pour l'approvisionnement depuis l'amont et quasiment pas vers l'aval (donc la Basse Mésopotamie), Mari étant selon lui en position de « cul-de-sac »,,.

### Relations diplomatiques
Les textes mis au jour à Mari fournissent une documentation abondante sur les relations internationales du XVIIIe siècle av. J.-C., de la même manière que les lettres d'Amarna pour le XIVe siècle av. J.-C. Elles renvoient à l'existence d'un système diplomatique reposant sur un ensemble de normes qui permettent de réguler les rapports entre royaumes.
Un principe hiérarchique régit les rapports internationaux : un groupe de grands rois, dont les souverains de Mari font partie, dirigent des rois de second rang, qui sont en général le vassal d'un roi des premiers. Cela s'exprime dans la terminologie comme un rapport entre « seigneur/maître » et « serviteur », mais aussi suivant la métaphore de la famille : dans leurs lettres, les premiers se considèrent comme les « pères » des seconds, qui sont leurs « fils ». Des souverains de même rang se considère comme « frères ». Ces positions changent en fonction des évolutions des rapports de force, et par exemple Zimri-Lim a dû faire ses preuves au début de son règne et remporter plusieurs conflits pour s'imposer comme roi de premier rang.
En temps de paix, les différentes cours s'échangent des messages et des présents. Les agents de ces relations sont des messagers, qui ont une sorte de fonction d'ambassadeur non permanent. En principe les échanges de cadeaux reposent sur la réciprocité : un roi doit offrir des cadeaux de la même valeur que ceux qu'il reçoit, et une entorse à ce principe peut être vue comme un affront. Les rois se portent aussi des appuis militaires, en détachant une partie de leurs troupes chez leurs alliés, ou, quand il s'agit de vassaux, chez leur suzerain. Des alliances matrimoniales consolident les rapports entre cours, quand elles sont alliées ou en rapport de vassalité, et aussi quand elles concluent la paix à l'issue d'un conflit. Deux mariages de rois de Mari sont bien documentés : celui de Yasmah-Addu avec une princesse de Qatna (nommée Beltum dans les tablettes de ce règne, sans doute identique à Dam-hurasi qui est connue comme étant une épouse de Zimri-Lim qui a repris le harem du roi précédent après l'avoir vaincu) ; celui de Zimri-Lim avec une princesse d'Alep, Shibtu. Les unions s'accompagnent de la constitution d'une dot pour l'épouse et de divers présents de l'époux pour sa nouvelle belle-famille. Zimri-Lim a aussi pratiqué une politique matrimoniale très active, donnant plusieurs de ses sœurs et filles en mariage à ses vassaux.
Les alliances diplomatiques ont également pu être étudiées grâce à la documentation provenant de Mari, appuyée par celle de sites de la même période (notamment Tell Leilan). Il s'agit de « serments par les dieux » dans lesquels un roi s'engage envers un autre, qu'il s'agisse d'un vassal jurant sa loyauté à son suzerain, d'un allié jurant de prêter main-forte à son « frère » contre un troisième roi, ou de deux anciens ennemis se promettant de ne plus s'attaquer. Certains des textes jurés lors des serments ont été couchés par écrit (quatre sont connus concernant Zimri-Lim), et nous sont parvenus ; il ne s'agit pas de textes de traités de paix à proprement parler. Des rituels accompagnent ces serments : quand les rois se retrouvent au même endroit pour prêter serment, ils sacrifient un ânon ; s'ils concluent leur alliance à distance l'un de l'autre, la cérémonie a alors le nom de « toucher de gorge » (s'enduire de sang ?),.

### La vie religieuse à l'époque amorrite

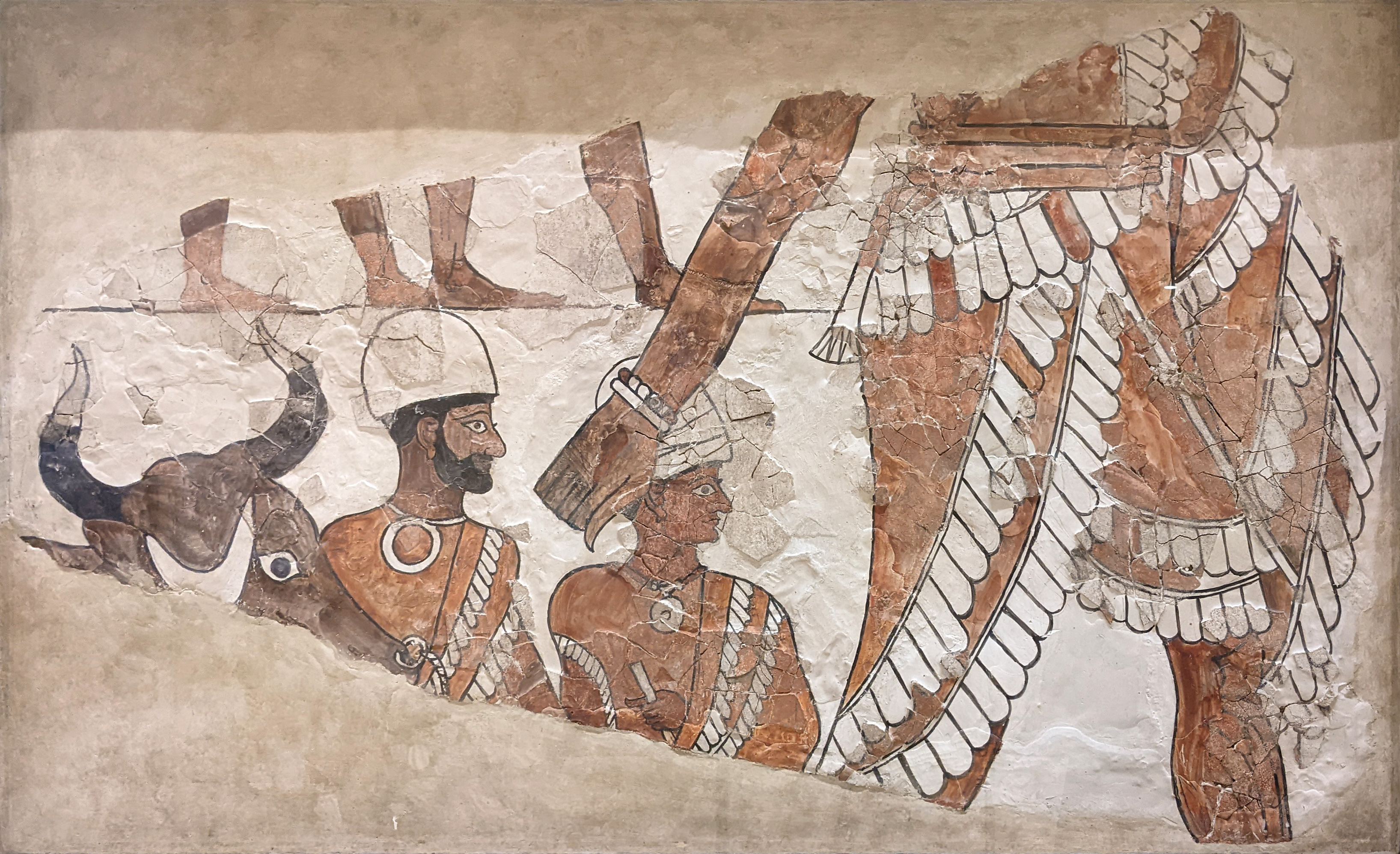
Fragment de la peinture murale dite de la « scène sacrificielle » ou « l'ordonnateur du sacrifice », du palais royal de Mari. Un personnage en taille haute, le roi, guide des assistants et un taureau sacrificiel. Musée du Louvre.

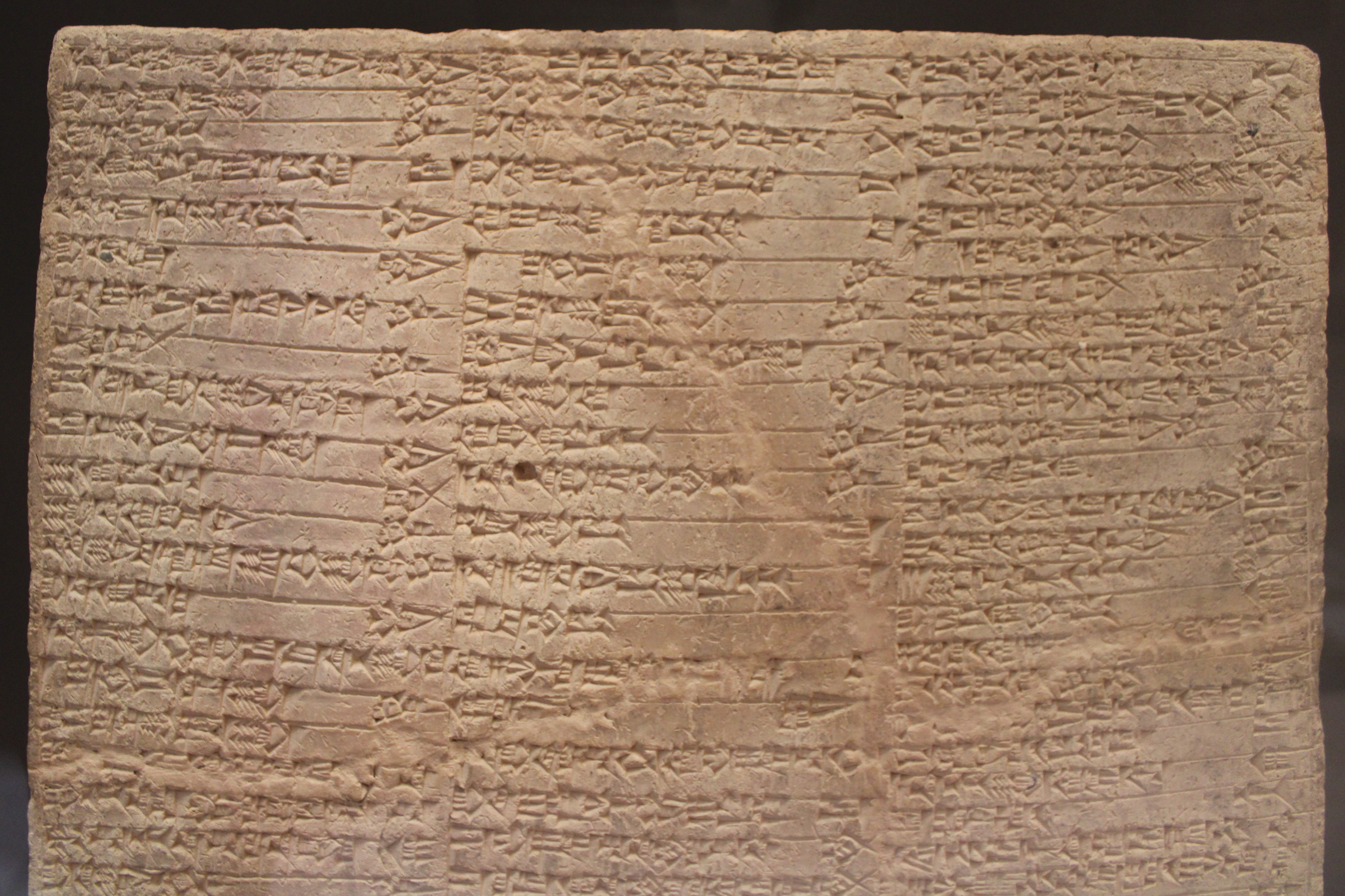
Brique de fondation commémorant la reconstruction du temple de Shamash à Mari par Yahdun-Lim. Musée du Louvre.

L'archéologie indique que le Temple aux lions et le temple de Ninhursag de l'époque des Šakkanakku restent en usage sans modification notable, tandis que le temple de Shamash connaît d'importants travaux sous le règne de Yahdun-Lim, qui commémore ces travaux par une longue inscription découverte inscrite sur des briques de l'édifice. On érige alors le « Massif à Redans », une grande terrasse cultuelle au nord-ouest attenante au bâtiment et intégrée au sanctuaire, dont la fonction est discutée.
Les textes fournissent de nombreuses informations sur les cultes du royaume de Mari et des régions voisines.
Les principales divinités vénérées à Mari comprennent Shamash, la divinité tutélaire de la ville, Itur-Mer, sur laquelle il y a peu d'informations, ainsi que la déesse Eshtar (dénomination locale d'Ishtar) dont la fête semble être la principale célébration religieuse de la ville à cette époque. Les autres divinités majeures du royaume, associées à la souveraineté, sont Dagan de Terqa, dont le sanctuaire est le plus important de la région (il dispose également d'un important sanctuaire à Tuttul), et Eshtar de Der (ou Diritum), qui semble avoir le rôle de déesse protectrice de la dynastie de Zimri-Lim, qui participe annuellement à sa grande fête, en présence de ses principaux vassaux, et y commémore ses ancêtres. Des textes rituels fournissent des informations sur le déroulement de célébrations dédiées à des aspects de la déesse Eshtar.
Une des particularités du culte de la région de Mari, et plus largement de la Syrie, est le fait que les dieux y sont représentés non seulement sous la forme de statues, mais aussi sous celle de pierres, des bétyles, qui renvoient peut-être plus particulièrement aux traditions bédouines. Peut-être faut-il y voir une origine de la non-représentation de la divinité sous forme humaine qui se trouve plus tard dans l'Israël antique.

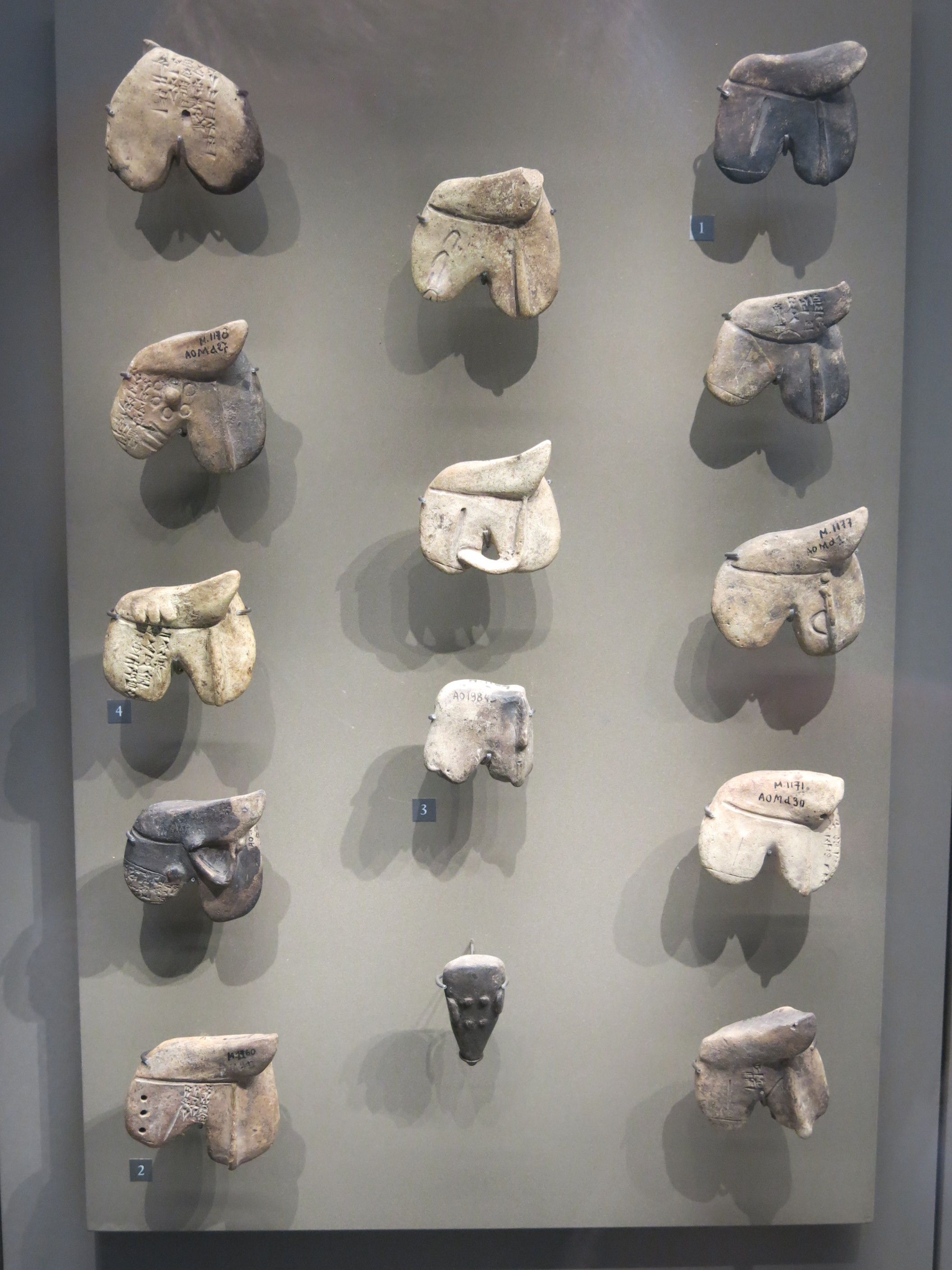
Modèles de foies inscrits employés pour la divination provenant du palais royal. Musée du Louvre.

Les textes du palais royal indiquent également que le roi est en communication permanente avec le monde divin, en accord avec l'idéologie de l'époque qui s'appuie sur le principe de l'élection divine. Le roi et ses serviteurs recourent donc à la divination, en sollicitant l'avis des dieux avant de prendre des décisions, qui couvrent tous les domaines de leur activité : questions militaires et diplomatiques évidemment, conduite du culte, nomination d'un fonctionnaire, et également pour décider du moment opportun pour partir en déplacement, etc. Ils emploient pour cela de façon préférentielle l'extiscipine et l'hépatoscopie, qui consistent à rechercher les messages divins dans les entrailles ou le foie d'un agneau. Le palais royal a livré des maquettes de foies divinatoires en argile inscrits indiquant des exemples de configurations de foies et les présages qu'ils impliquent. D'autres formes de divination sont attestées par les textes mais bien moins documentées, notamment celles impliquant des oiseaux,.
Dans d'autres situations les dieux s'adressent au roi de leur propre initiative, par le biais d'un médium, en général une personne associée à leur temple : ils transmettent leur message soit par le biais d'un rêve, soit par le biais d'une prophétie proclamée à voix haute. La documentation de Mari fournit ainsi un corpus de textes important sur le prophétisme, qui se retrouve par la suite en Assyrie et dans l'Israël antique,.
Une autre pratique relevant de la communication avec le divin qui apparaît dans plusieurs documents de Mari est l'ordalie fluviale : lorsqu'un litige oppose deux personnes ou deux groupes et qu'il ne peut être tranché faute de preuve décisive, il arrive que les parties s'en remettent à l'avis du dieu-fleuve de la ville de Hit (au sud-est du royaume, partagée avec Babylone à l'époque de Zimri-Lim), et se soumettent à une épreuve qui implique de plonger dans le fleuve (ses modalités exactes ne sont pas comprises), et qu'il faut réussir pour prouver qu'on est dans son bon droit (l'échec pouvant entraîner la mort du participant). Cela ne concerne manifestement que des cas graves, et le roi suit ces affaires de près,.

Petites sculptures à thématiques religieuses d'époque amorrite, Musée du Louvre
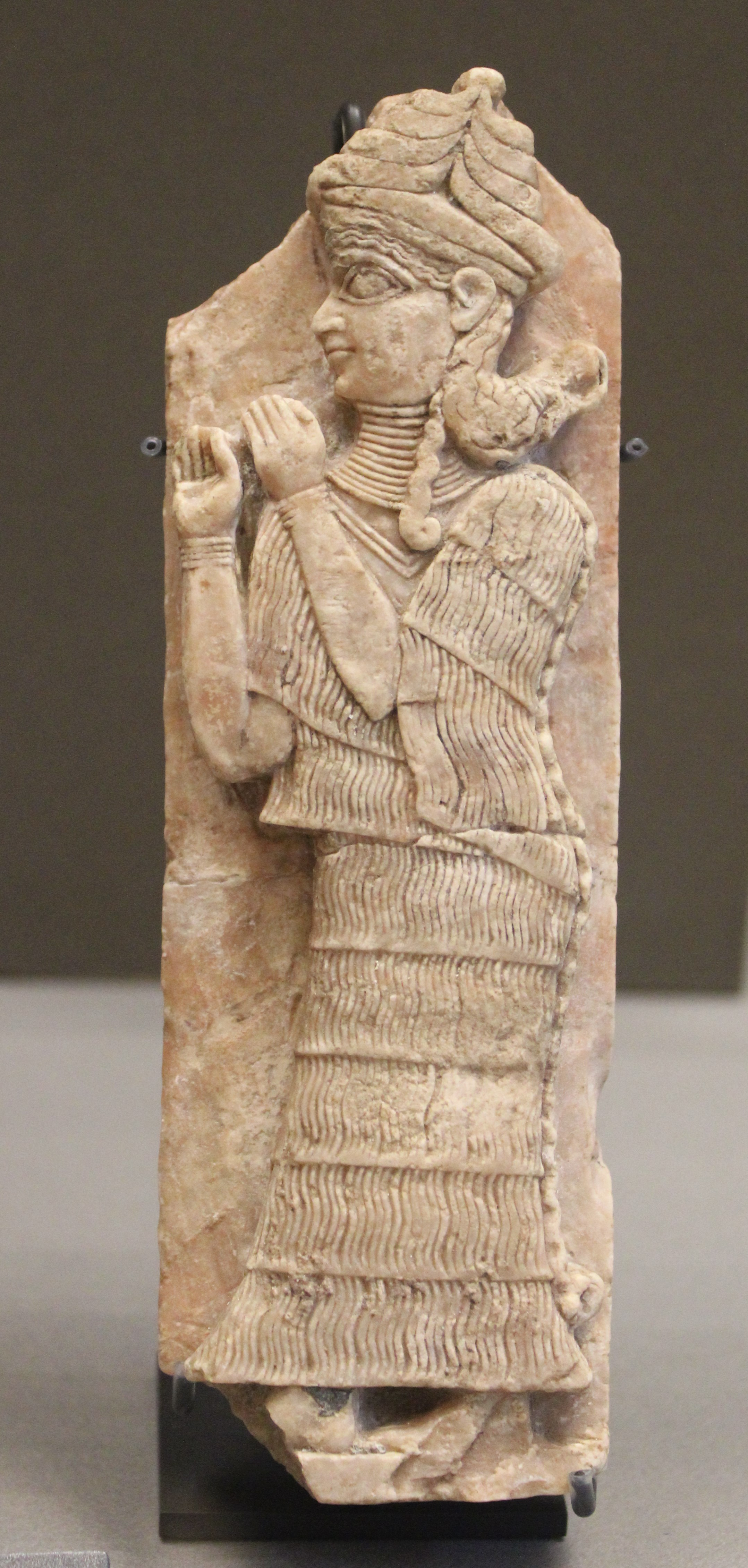
Plaquette en gypse représentant la déesse protectrice Lama mise au jour dans le palais[306].
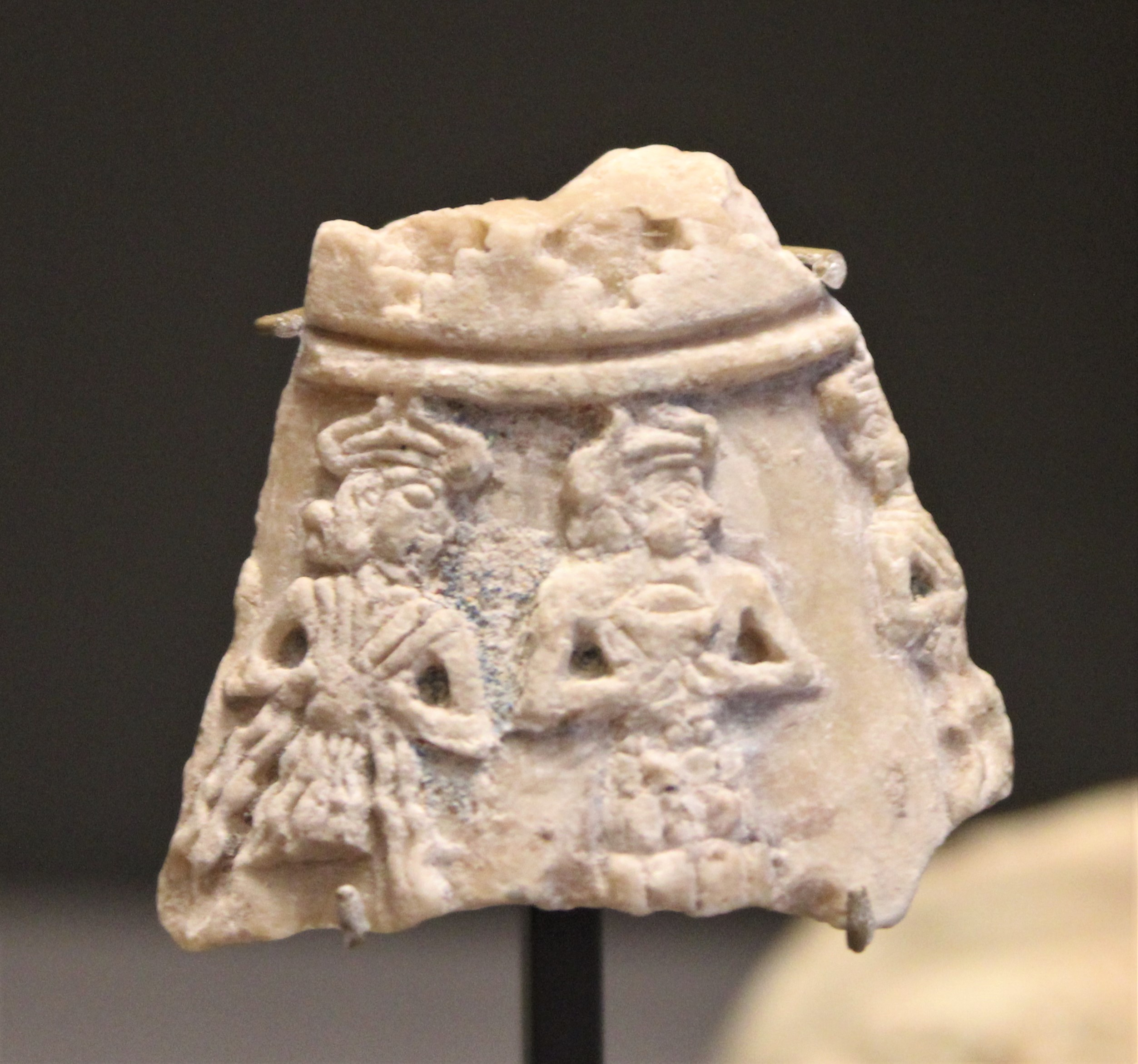
Fragment de masse d'armes représentant avec dieu montagne et déesse au vase jaillissant, mis au jour dans le secteur des temples[306].

### Maladies et médecine
Les lettres de Mari abordent également des thématiques liées à la santé et à la médecine, dans leurs aspects sociaux et culturels plutôt que techniques. Les sujets qui ressortent sont avant tout ceux qui intéressent le roi et concernent en premier lieu l'élite : maladies graves et décès de membres de la famille royale ou de son administration, épidémies et épizooties qui surviennent dans le royaume, recherche de médecins et de remèdes efficaces. Suivant les conceptions de l'époque, les maladies sont infligées aux hommes par les dieux, notamment pour les punir d'impiété ou d'un autre mal commis : une maladie pourra être exprimée comme la « main du dieu » et une épidémie comme le fait qu'un dieu « dévore » le pays. Les présages oraculaires servent donc couramment dans la Mésopotamie antique à demander au dieu quelle est l'origine d'une maladie et qu'elle sera son issue. Quand il est estimé qu'un dieu a décidé de la mort d'une personne, la réaction sera donc plutôt de la laisser mourir. Cela n'empêche pas de savoir prendre des mesures de confinement et de quarantaine de personnes et localités touchées par des maladies contagieuses afin d'éviter leur propagation. Les descriptions des symptômes sont généralement peu développées, en témoigne la récurrence dans les textes du terme simmum qui désigne divers types de maladies, notamment celles liées à la peau. Les textes évoquent aussi les spécialistes de la médecine, les asūm « médecins » / « chirugiens » (aussi des « vétérinaires » puisqu'il leur arrive de soigner des animaux), les rois en ayant à leur service et cherchant à attirer les plus compétents. Ils sont spécialisés dans la fabrication de remèdes médicaux divers (bandages, emplâtres, pommades, potions) et la connaissance des plantes médicinales, la pratique des opérations chirurgicales, certains sont peut-être aussi des sortes de magnétiseurs.

### Pratiques funéraires et culte des ancêtres
Les circonstances des morts des personnes sont rarement explicitées et commentées dans les textes et il semble qu'il soit mal vu d'exprimer publiquement de façon trop démonstrative sa tristesse devant la mort d'un proche. Même les funérailles de membres de la famille royale semblent plutôt marquées par l'intimité. Les rites funéraires suivant le décès d'une personne comprennent une veille du corps et des déplorations ; il existe d'ailleurs des « pleureuses » rémunérées pour des lamentations funéraires. Dans le cas du décès d'un roi, la période de deuil et les rites funéraires peuvent se prolonger sur plusieurs jours. Les funérailles s'accompagnent aussi de présents pour la sépulture des défunts.
Les fouilles indiquent que les morts sont généralement enterrés à l'époque amorrite dans des jarres enfouies sous le sol des résidences, moins souvent en pleine terre ou dans des tombes construites. La Maison aux tablettes comprenait ainsi une dizaine de tombes en jarre sous le sol de son espace central, celle du chantier F une centaine, sous tout l'espace de la maison. Le matériel accompagnant les défunts est modeste en comparaison à celui de l'époque des šakkanakku (ce qui indique que les gens de Mari se sont appauvris ?) : surtout de la céramique, parfois des bijoux et parures de vêtements. Des textes administratifs du palais indiquent des dons d'objets pour des offrandes aux sépultures de défunts de la famille royale ou de l'élite : de l'huile, des bijoux, des armes d'apparat, des habits. Les tombes royales se situaient peut-être dans les hypogées du Petit Palais oriental.
La commémoration des défunts se déroule dans un culte ancestral, le kispum, qui se fait dans le cadre familial et consiste pour l'essentiel en un repas impliquant vivants et morts, où l'acte le plus important consiste à rompre du pain. Comme souvent il est surtout connu pour la famille royale, qui honore ses ancêtres dynastiques, remontant jusqu'à « ceux qui vivaient sous la tente », réminiscence des origines nomades des rois amorrites, ainsi que les anciens rois de Mari. Les textes administratifs indiquent que les offrandes ont lieu deux fois par mois, au début et au milieu de celui-ci. Un texte rituel de l'époque de Yasmah-Addu donne une liste des différents sacrifices à accomplir lors du kispum sans en détailler précisément le déroulement. D'autres offrandes qui ont lieu une fois par mois en même temps que le premier kispum, appelées ana maliki, sont destinées à des défunts de la famille royale qui n'ont pas été rois. Des textes documentent aussi une célébration commémorative pour des défunts, (h)idirtum, qui prend la forme d'un repas et a sans doute lieu une fois par an,. Le lieu de déroulement du culte des ancêtres royaux reste indéterminé : les hypogées du Petit Palais oriental sont un bon candidat, mais la présence de statues d'anciens rois de Mari dans la salle du trône pourrait indiquer qu'il prenait place à cet endroit.

## Les dernières phases d'occupation
Après sa destruction par Hammurabi, Mari n'est pas complètement désertée, mais elle périclite fortement. D'une manière générale, l'usure de la surface du tell en raison de l'érosion complexifie l'identification des occupations tardives, qui sont quoi qu'il en soit probablement de bien moindre ampleur que celle des heures de gloire de la ville : si ce sont les bâtiments de la Ville III qui ont été le plus érodés, c'est probablement parce que rien d'important n'avait été construit par-dessus par la suite. Quelques traces de réoccupation ont été repérées autour du Petit Palais oriental et des tombes datant de la période postérieure à la chute du royaume ont été fouillées. Sur le plan politique, dès le règne du successeur de Hammurabi, son fils Samsu-iluna, l'ancien cœur du royaume de Mari redevient indépendant sous de nouveaux rois dont les origines et la capitale sont inconnues (il pourrait tout simplement s'agir de Mari, ou alors Terqa). Ils affrontent les armées babyloniennes, qui rétablissent un temps leur domination avant de la perdre à nouveau. Des tablettes provenant de Terqa datent de cette période, mais ne donnent pas d'informations sur les événements politiques. Il est possible que les Babyloniens reprennent un temps le contrôle de la région, mais on sait qu'au moment de la fin de la dynastie de Hammurabi en 1595 les rois locaux ont confirmé leur indépendance, et que leur royaume est appelé Hana (qui dérive du terme désignant les « Bédouins » de l'époque des archives de Mari). Il domine les territoires de l'ancien royaume mariote et par bien des aspects il apparaît comme son successeur. 
Les textes de la seconde moitié du IIe millénaire av. J.-C. continuent à évoquer de façon sporadique un « Pays de Mari », qui semble dans bien des cas correspondre à la région de Mari, mais ce nom est également repris par une dynastie installée à Tabete (Tell Taban), dans le long du Khabur. Les puissances qui dominent ces territoires à cette période sont d'abord le Mittani, puis l'Assyrie aux XIIIe – XIIe siècle av. J.-C. (période médio-assyrienne). L'habitat s'étend alors dans les campagnes entourant Tell Hariri, ce qui est peut-être le signe d'une mise en valeur agricole volontaire, et Mari connaît un réoccupation dont l'étendue ne peut être reconstituée : seul un habitat domestique a été fouillé, la présence d'une administration ou d'une garnison assyrienne a été recherchée dans la zone du palais et sur un petit tell situé dans la ceinture extérieure de Tell Hariri (Tell Hariri Zrir, le « Petit Hariri »), sans succès car son sommet est érodé ; il pourrait s'agir de l'emplacement d'un petit établissement fortifié (dunnu) servant à contrôler la région et à piloter son exploitation agricole, sur le modèle de celui qui a été fouillé à Tell Sabi Abyad. Le site est assurément pour cette période un lieu d'inhumation, puisqu'entre 350 et 400 tombes médio-assyriennes y ont été découvertes (soit environ un tiers du total des sépultures identifiées sur le site), dans des cimetières situés autour de l'ancien palais royal et au centre du tell. Le mobilier funéraire est très varié, mais dans l'ensemble les tombes sont pauvrement dotées, seules quelques-unes présentant un matériel riche (bijoux et parures, vases),.

Objets provenant des sépultures médio-assyriennes de Mari. Musée du Louvre.
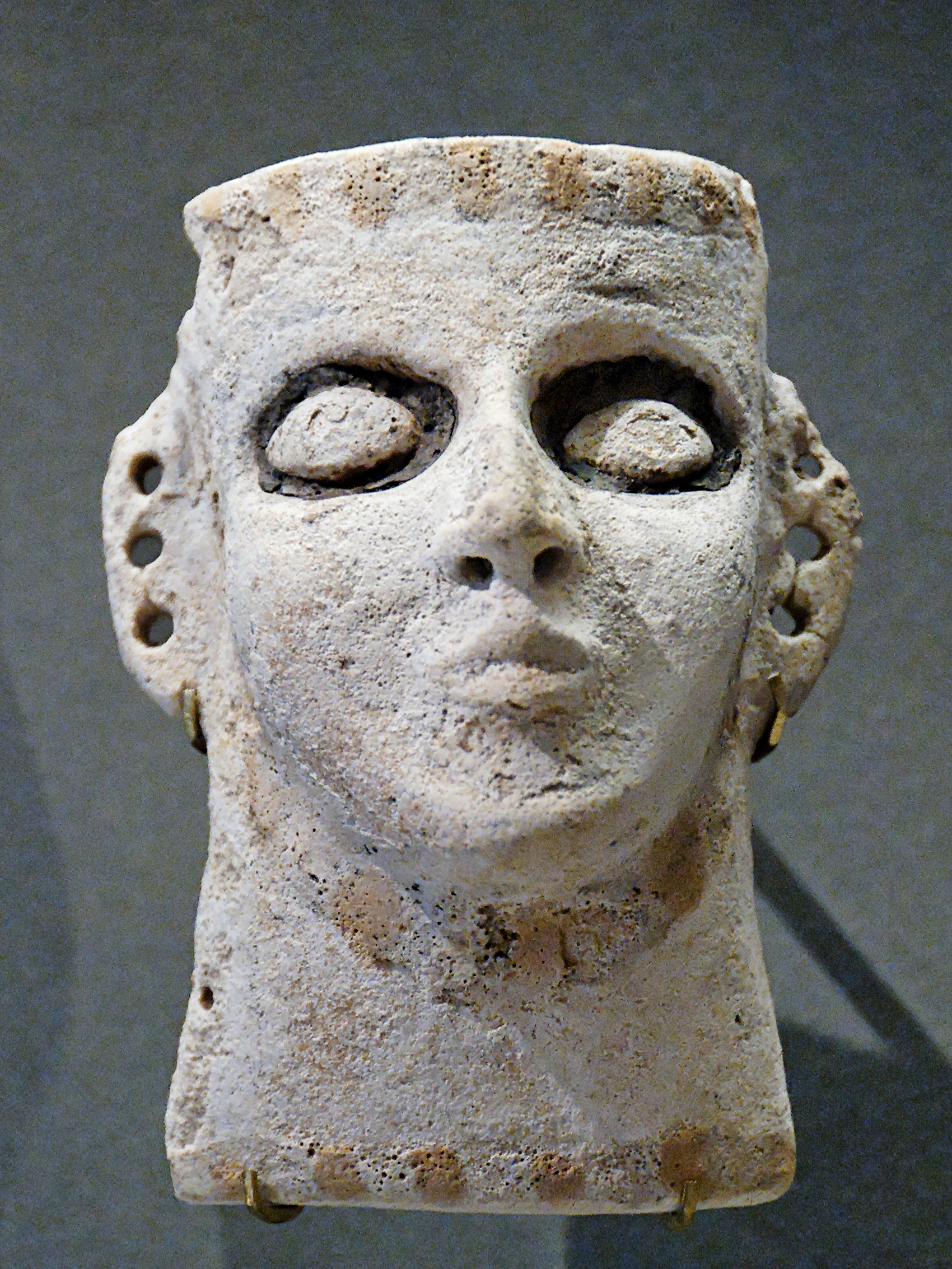
Masque-pendentif en fritte et bitume, en forme de visage féminin, découvert sur le sternum d'un squelette féminin.
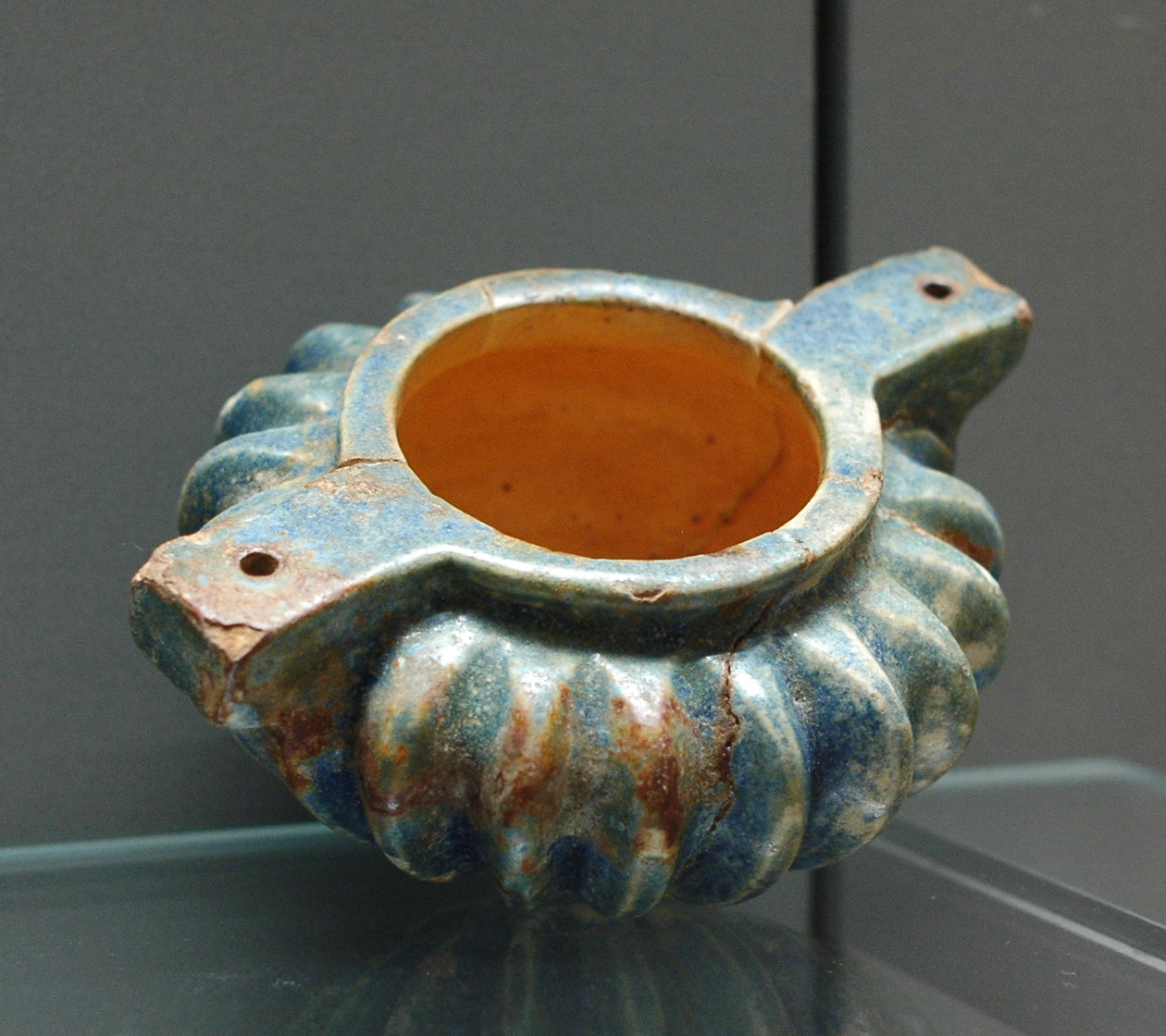
Pyxide en fritte à décor en relief de pétales.
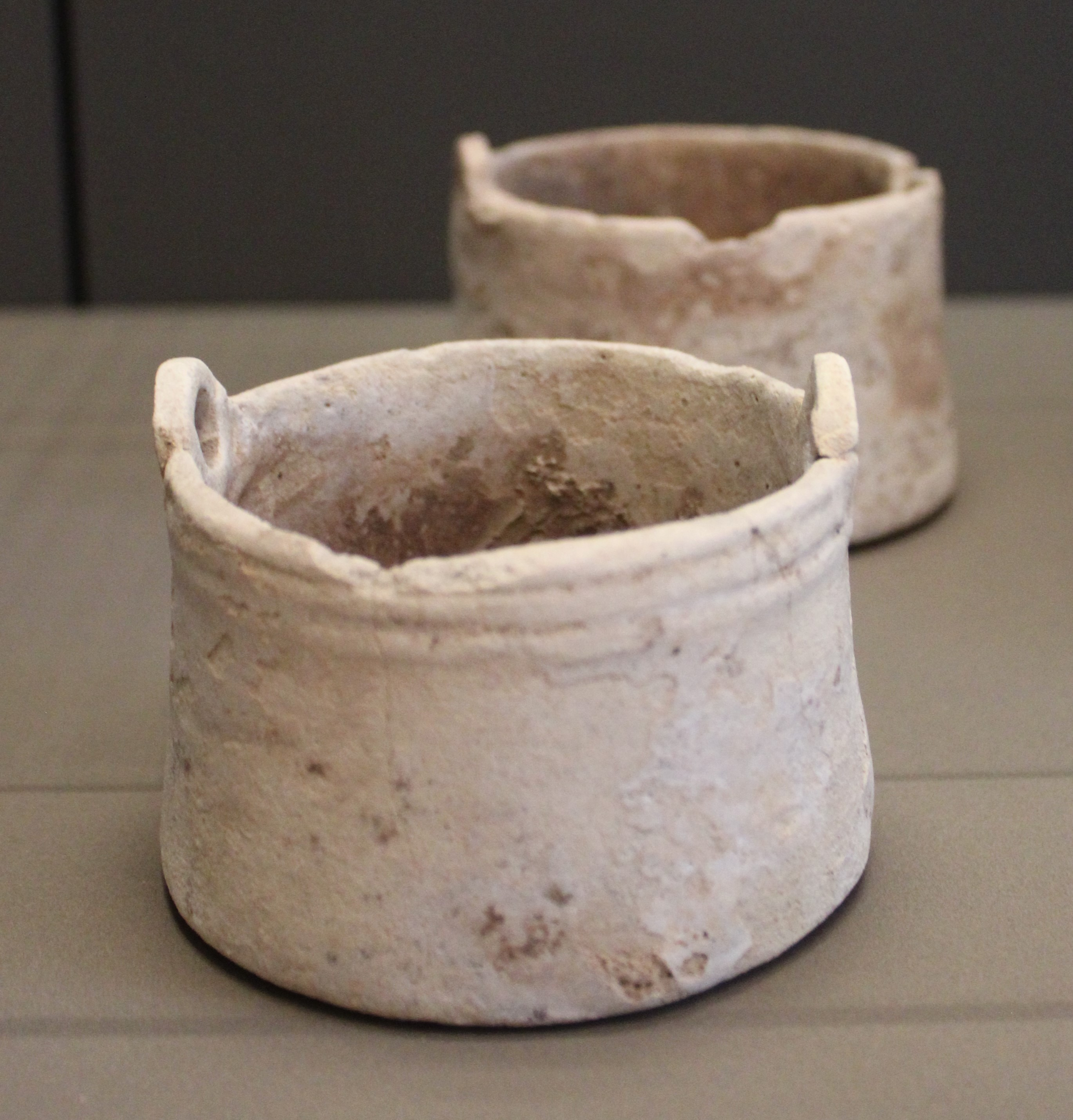
Deux vases-baquets cylindriques en fritte.
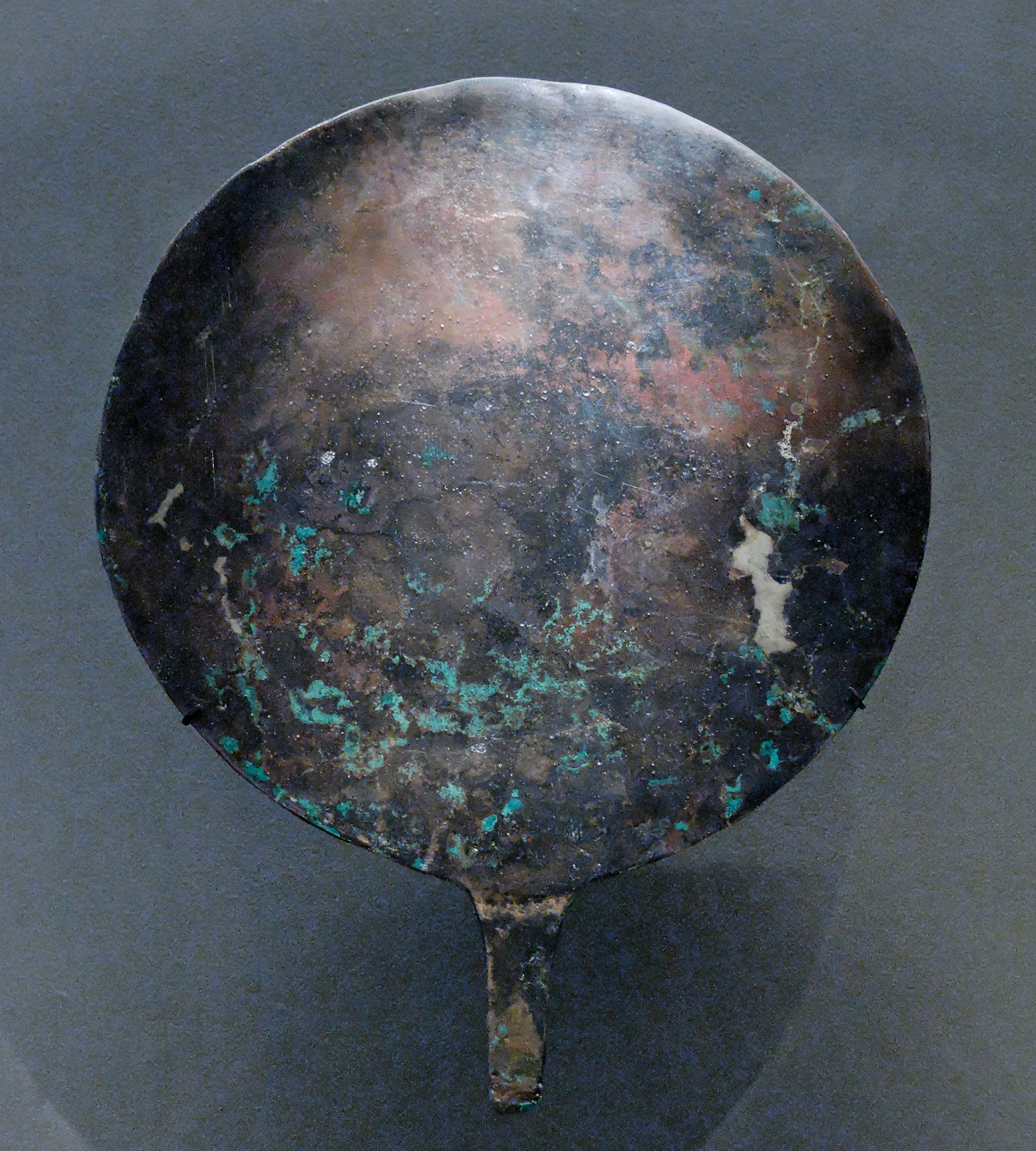
Miroir circulaire en bronze.

La principale occupation postérieure identifiée sur le tell est datée de l'époque des Séleucides, des Parthes et des Romains, donc au sens large la période qui va du IVe siècle av. J.-C. au IIIe siècle de notre ère. Le principal centre urbain et politique de la région à ces époques est Doura Europos. Une partie du tell Hariri semble alors avoir été occupée puisqu'on y a retrouvé la trace d'une installation artisanale. Environ 130 tombes de ces périodes ont été fouillées, dont le matériel funéraire est essentiellement pauvre.

## Pillages et destructions des années 2010
À la suite du déclenchement de la guerre civile syrienne, les fouilles sont arrêtées et subissent un pillage à grande échelle. Un rapport officiel révèle que les pillards se concentrent sur le palais royal et les temples,. Les principales atteintes au site semblent dater de l'année 2014. En 2018, après cinq années passées sous le contrôle de milices terroristes, d'importants dégâts sont constatés sur le site de Mari. Plusieurs photographies publiées par la Direction des antiquités et des musées (DGAM) de Syrie sont reprises par de nombreux médias à travers le monde. Ce qui restait du palais royal a notamment été détruit par les pilleurs à la recherche de trésors à revendre,,,. 
Selon le résumé qu'en donne P. Butterlin en 2019 :

« On compte ainsi plus de 1 600 trous de pillards à Mari, réalisés entre 2012 et 2018, la majeure partie en 2014, pendant l'occupation par Daesh du site. Des monuments patiemment restaurés par les archéologues français à Mari, de 1974 à 2010, ont été détruits au moment des combats de 2018 : le palais présargonique de Mari, qui avait été détruit par les rois d'Akkad puis dégagé et restauré par A. Parrot et J. Margueron, a été frappé par deux missiles en novembre 2017. En quelques jours a disparu l'un des plus anciens palais de l'histoire de l'humanité, dont les murs de briques crues étaient encore hauts de plus de 6 m, un cas unique au Proche-Orient. »

### Introductions
- Jean-Robert Kupper, J. M. Aynard et A. Spycket, « Mari », dans Reallexicon der Assyriologie und Vorderasiatischen Archäologie, vol. VII : Libanukasabas - Medizin, Berlin, De Gruyter, 1990, p. 382-418
- (en) Jean-Claude Margueron (trad. Harriet Crawford), « The Kingdom of Mari », dans Harriet Crawford (dir.), The Sumerian World, Londres et New York, Routledge, 2013, p. 517-537
- Pascal Butterlin, « Mari, capitale sur l’Euphrate », dans La science au présent 2014 : Une année d'actualité scientifique et technique, Encyclopaedia Universalis, 2014, p. 198-207

### Archéologie de Mari
- André Parrot, Mari, capitale fabuleuse, Paris, Payot, 1974, 217 p. (ISBN 2228114502 et 978-2-228-11450-9)
- Jean-Claude Margueron, Mari : métropole de l'Euphrate au IIIe et au début du IIe millénaire av. J.-C., Paris, Picard, 2004, 576 p. (ISBN 2708407236)
- (en) Jean-Claude Margueron, Mari : Capital of Northern Mesopotamia in the Third Millennium. The archaeology of Tell Hariri on the Euphrates, Oxford, Oxbow, 2014
- Pascal Butterlin, « Cinq campagnes à Mari : nouvelles perspectives sur l’histoire de la métropole du Moyen Euphrate », Comptes rendus des séances de l'Académie des Inscriptions et Belles-Lettres, vol. 154, no 1,‎ 2010, p. 171-210 (lire en ligne)
- Pascal Butterlin, Sophie Cluzan, Barbara Couturaud et Mathilde Mura, « Dossier. Mari, joyau des cités mésopotamiennes », Archéologia, no 623,‎ septembre 2023, p. 28-43

### Anthologies de textes
- Jean-Marie Durand, Documents épistolaires du palais de Mari, 3 tomes, Cerf, coll. « Littératures anciennes du Proche-Orient », 1997-2000
- (en) Wolfgang Heimpel, Letters to the King of Mari : A New Translation, with Historical Introduction, Notes, and Commentary, Winona Lake, Eisenbrauns, coll. « Mesopotamian Civilizations » (no 12), 2003
- (en) Jack M. Sasson, From the Mari Archives : An Anthology of Old Babylonian Letters, Winona Lake, Eisenbrauns, 2015

### Autres publications sur Mari
- Nele Ziegler et Dominique Charpin, Mari et le Proche-Orient à l’époque amorrite, Essai d’histoire politique, Antony, SEPOA, 2003 (lire en ligne)
- « Tell Hariri / Mari », dans Jacques Briend et Claude Tassin (dir.), Supplément au Dictionnaire de la Bible, vol. 14, Letouzey & Ané, 2008, 463 p. (ISBN 2706302526, lire en ligne), col. 213-456
- Syria Supplément II : Mari, ni Est, ni Ouest, vol. 2, Beyrouth, Presses de l'Institut français du Proche-Orient, 2014
- Sophie Cluzan et Pascal Butterlin (dir.), Voués à Ishtar : Syrie, janvier 1934, André Parrot découvre Mari, Beyrouth, Presses de l'Institut français du Proche-Orient, 2014, 311 p. (ISBN 2351593944)
- Arnaud Quertinmont et Sophie Cluzan (dir.), Mari en Syrie : renaissance d'une cité au 3e millénaire, Morlanwelz, Éditions du Musée Royal de Mariemont, 2023

### Mésopotamie et Syrie antiques
- Syrie : Mémoire et Civilisation, Paris, Flammarion et l'Institut du monde arabe, 1993, 487 p. (ISBN 2080124250)
- Jean-Claude Margueron, Cités invisibles : La naissance de l'urbanisme au Proche-Orient ancien, Paris, Geuthner, 2013
- (en) Ilya Arkhipov, « The Middle East after the Fall of Ur: From Assur to the Levant », dans Karen Radner, Nadine Moeller et Daniel T. Potts (dir.), The Oxford History of the Ancient Near East, Volume 2: From the End of the Third Millennium BC to the Fall of Babylon, New York, Oxford University Press, 2022, 976 p. (ISBN 0190687576), p. 310-407